# مسيحية شرقية
المسيحية الشرقية هي عوائل الكنائس التي تطورت خارج العالم الغربي، وهي اليوم متوزعة ضمن ثلاث عوائل وهي الكنائس الأرثوذكسية الشرقية، والكنائس الأرثوذكسية المشرقية، والكنائس الكاثوليكية الشرقية، بالإضافة لكنيستين انحدرتا من كنيسة المشرق التاريخية، وهما الكنيسة المشرقية الآشورية وكنيسة المشرق القديمة. ويقابلها من الجهة الأخرى التقليد المسيحي الغربي والممثل بالكنائس الكاثوليكية والبروتستانتية الغربية. ويشير المصطلح إلى كل ما حملته وتحمله هذه الكنائس من تراث وتقليد مسيحي على مدى العصور، وتتكون الكنائس المسيحية الشرقية من التقاليد المسيحية التي تطورت بشكل مميز على مدى عدة قرون في الشرق الأوسط وشمال وشرق أفريقيا وأوروبا الشرقية وآسيا الصغرى وساحل مليبار في جنوب الهند وأجزاء من الشرق الأقصى. ولا يصف المصطلح لا يصف شركة واحدة أو طائفة دينية واحدة، وعلى الرغم من ذلك تشاركت الكنائس الشرقية بالتقليد الديني ولكنها انقسمت على نفسها خلال القرون الأولى للمسيحية وذلك بسبب خلافات عقائدية كرستولوجية ولاهوتية بالإضافة لأسباب سياسية.
وتنتشر الكنائس الشرقية تقليدياً في اليونان وروسيا والبلقان وأوروبا الشرقية وآسيا الصغرى وآسيا الوسطى والشرق الأوسط وشمال شرق أفريقيا وجنوبي الهند وبلاد الشام وبلاد فارس والعراق. ونتيجة تنوّع الأمم المسيحية الشرقية، فغالبًا ما يكون لكل أمّة، طقس خاص بها، أي مجموعة أناشيد، أو آداب مسيحية، ولغة مستعملة في الصلاة، ونوع معين من الموسيقى الكنسية أو الفن أو النمط المعماري، وهو ما يعتبر «طقس». ومن الطقوس المسيحية الشرقية الرئيسية هي الطقس الإسكندري، والطقس الأرمني، والطقس الأنطاكي، والطقس البيزنطي، والطقس السرياني الشرقي والطقس السرياني الغربي.

## نظرة عامة
تشاركت الكنائس المسيحية الشرقية تقاليد ثقافية مشتركة ولكنها انقسمت على نفسها خلال القرون الأولى للمسيحية داخل وخارج الامبراطورية الرومانية وذلك بسبب خلافات عقائدية كرستولوجية ولاهوتية بالإضافة لأسباب سياسية، تبعه نشوء كنائس وطنية ومع الانشقاق العظيم انقسمت المسيحية إلى فرعين لكل منه تقاليده وحضارته.
اليوم توزع الكنائس المسيحية الشرقية ضمن ثلاث عوائل وهي:
- الكنائس الأرثوذكسية الشرقية.
- الكنائس المشرقية.
- الكنائس الكاثوليكية الشرقية.
- بالإضافة لكنيستين انحدرتا من كنيسة المشرق التاريخية، وهما الكنيسة المشرقية الآشورية وكنيسة المشرق القديمة.

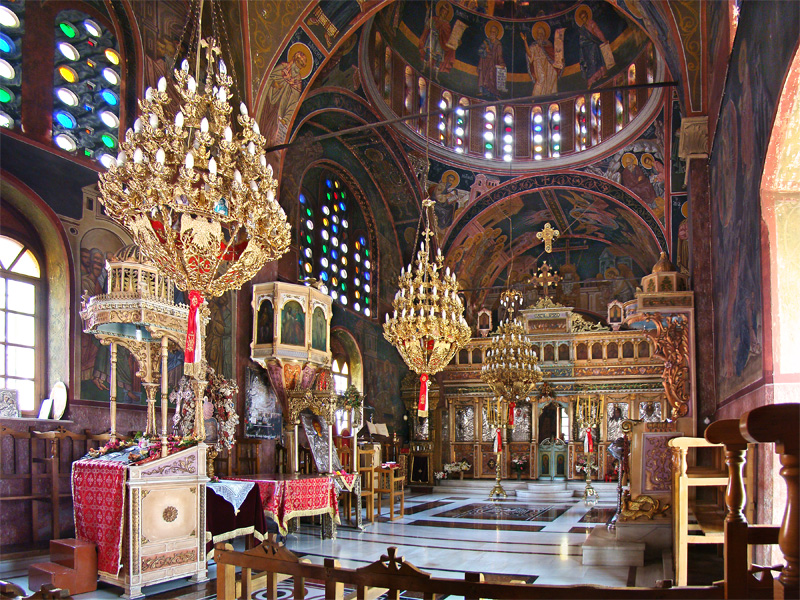
داخل كنيسة أرثوذكسيّة في جزيرة رودس؛ ينتمي المسيحيين الشرقيين لتراث وتقاليد مسيحيّة شرقيّة عريقة.

في العديد من الكنائس الشرقية، خاصًة الأرثوذكسية الشرقية والأرثوذكسية المشرقية تمنح سر الأفخارستيا وسر الميرون مترافقًا مع سر العماد وغالبًا ما تمارس هذه الكنائس معمودية الأطفال وذلك على خلاف الكنيسة الرومانية الكاثوليكية حيث لا تمنح سر الأفخارستيا وسر الميرون إلا بعد بلوغ الطفل سن الثامنة يتخلله احتفال ديني.
تسمح الكنائس الأرثوذكسية الشرقية والمشرقية في زواج الكهنة وتفرض البتولية على الرهبان وحدهم، في حين أن جميع الكنائس الكاثوليكية الشرقية والتي تعترف بسلطة البابا تسمح بزواج الكهنة، شرط أن يتم قبل نيل السر. أدى وجود زواج رجال الدين إلى نشوء طبقة كهنوتية وراثية وكانت على رأس الطبقات الاجتماعية في العالم المسيحي الشرقي، ومن أبرز هذه المجتمعات إكليروس أوكرانيا الغربية والتي شكلت مجموعة متماسكة وراثية. وكانت طبقة إكليروس أوكرانيا الغربية أشبه بطبقة النبلاء وتمتعت بمستوى ثقافي عال وكانت ناشطة سياسيًا. وشكل رجال الدين في الكنيسة الروسية الأرثوذكسية، مع مرور الوقت طبقة كهنوتية وراثية، وكان الزواج من خارج هذه العائلات الكهنوتية ممنوع منعاً باتاً؛ وفي الواقع لم يتسامح بعض الأساقفة مع رجال الدين الذين يتزوجون من خارج الأسر الكهنوتية في أبرشيتهم. في عام 1867 ألغى السينودس مطالبة الأسر بمواقع كهنوتيَّة.

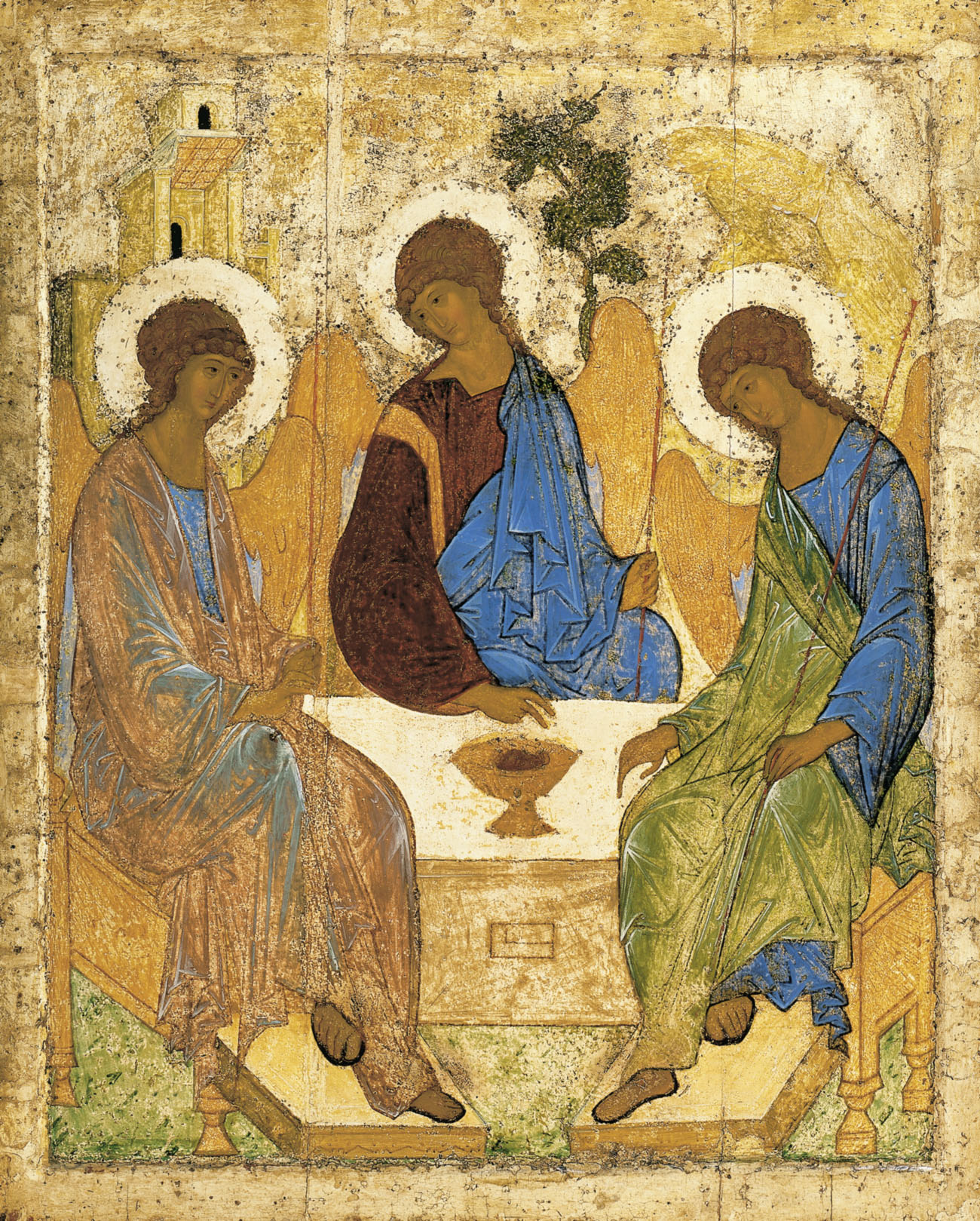
أيقونة ملائكة إبراهيم الثلاثة.

أغلب الكنائس الكاثوليكية الشرقية كانت في الأصل جزءًا من الكنيسة الأرثوذكسية الشرقية أو الكنيسة الأرثوذكسية المشرقية وعقب انضمامها للكنيسة الكاثوليكية حافظت على تقاليدها الدينية بما في ذلك الطقوس الكنيسة والموسيقى والعمارة وزواج الكهنة، وعلى الرغم من أن أغلب الكنائس المسيحية لا تلزم أتباعها بها ولا تمنعهم من ممارسة ختان الذكور، إلا أن بعض الكنائس الأرثوذكسية المشرقية مثل كنيسة التوحيد الأرثوذكسية الإثيوبية والكنيسة القبطية الأرثوذكسية وكنيسة التوحيد الأرثوذكسية الإريترية تفرض شريعة الختان على الذكور، فضلًا عن ذلك تفرض كنيسة التوحيد الأرثوذكسية الإثيوبية قيودًا على الاطعمة، كما وتلتزم الكنائس المسيحية الشرقية وكنيسة التوحيد الأرثوذكسية الإثيوبية على وجه الخصوص في شريعة الطهارة الموجودة في العهد القديم والتي تحث على ضرورة الاغتسال أو الوضوء للتطهر قبل تأدية فرائض دينية معينة، وبعد أي شيء يسبِّب النجاسة. فضلًا على ضرورة غسل اليدين قبل الأكل أو الصلاة، وبعد الإستيقاظ من النوم، وبعد زيارة المدافن أو دخول دورة المياه، وكذلك مراسيم الطهار بعد الجماع.
هناك فروق في اعتماد التقويم بين التقاليد المسيحية الغربية والشرقية؛ إذ على خلاف الكنائس المسيحية الغربية والتي تعتمد التقويم الغريغوري تعتمد غالبية الكنائس المسيحية الشرقية التقويم اليولياني، هناك اختلافات ثقافية تتمثل في رسم إشارة الصليب إذ أن الكنائس الغربية تقوم برسم الصليب من اليسار إلى اليمين بينمنا في الكنائس الارثوذكسيه الشرقية من اليمين إلى اليسار.
في عام 1054 وبعد قرون من العلاقات المتوترة، وقع الانشقاق العظيم وقسم العالم المسيحي بين الكنيسة الكاثوليكية وتركزت في روما وسادت في الغرب، والكنيسة الأرثوذكسية الشرقية، والتي تركزت في القسطنطينية، عاصمة الامبراطورية البيزنطية. وكان نظام الحكم في القسطنطينية مركز الأرثوذكسية الشرقية، نظام ثنائي في قيادة الكنيسة بين الاباطرة البيزنطيين وبين البطاركة، فوظيفة الإمبراطور البيزنطي حماية الكنيسة الشرقية وإدارة إدارتها بواسطة ترأس المجامع المسكونية وتعيين البطاركة وتحديد الحدود الإقليمية لولايتها.
في حين نجحت البابوية بتأسيس واعلان نفسها بأنها «كيان مستقل من الناحية القانونية والسياسية داخل المسيحية الغربية». مما أتاح للكنيسة قوة سياسية وتأثير كبير على المجتمع الغربي؛ وكانت قوانين الكنيسة وتشريعاتها القانون النافذ ويمتد تأثيرها إلى السلطات القضائية وحياة والشعوب في جميع أنحاء أوروبا، مما أتاح لها سلطة بارزة. ومن خلال نظام المحاكم الخاص بها، احتفظت الكنيسة الولاية على جوانب كثيرة من الحياة العادية، بما في ذلك الميراث، والتعليم، والوعود شفوية، وخطاب القسم، والجرائم الأخلاقية، والزواج. وباعتبارها واحدة من أقوى المؤسسات في العصور الوسطى، فقد انعكست المواقف الكنيسة على القوانين العلمانية الحديثة.

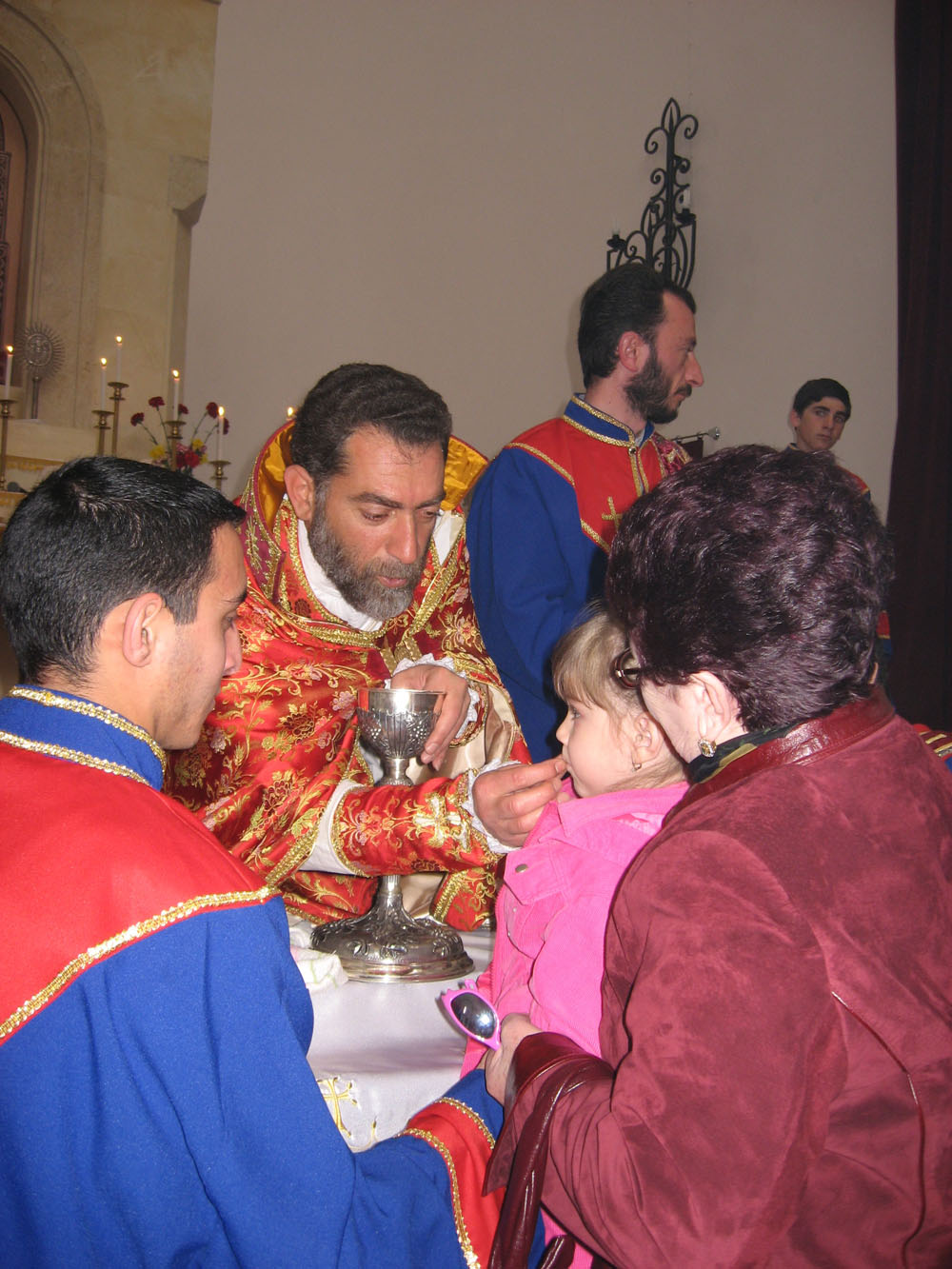
الافخارسيتا، في الكنيسة الأرمنية الأرثوذكسية.
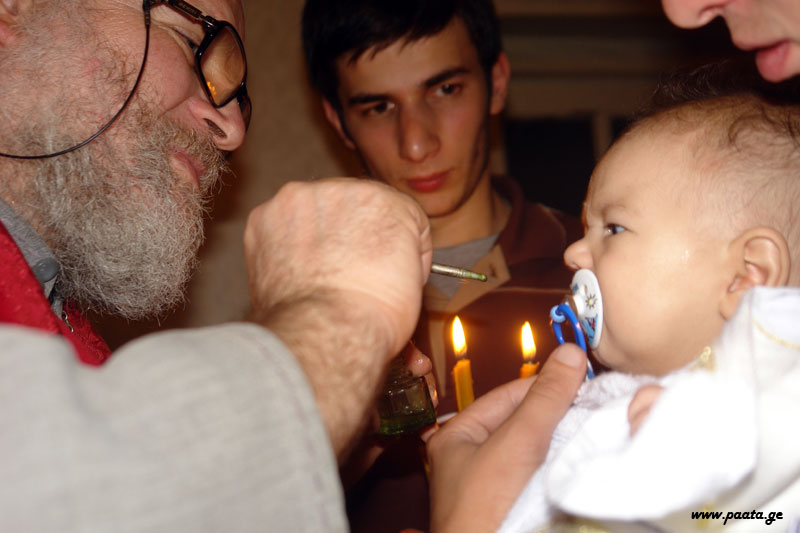
سر الميرون، منح سر الميرون لطفل في جورجيا.
سر الزواج، زفاف في الكنيسة الصربية الأرثوذكسية.
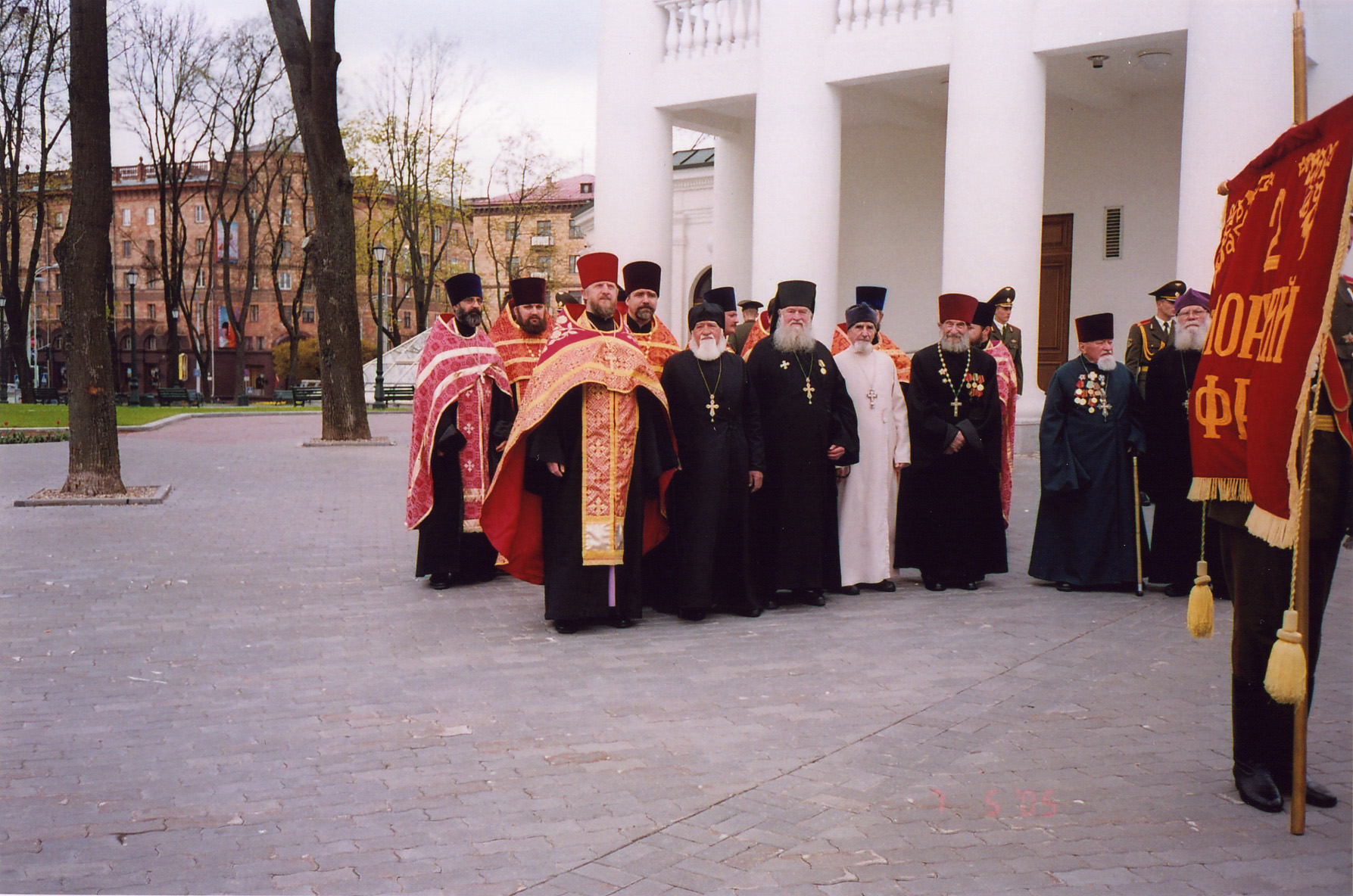
رجال دين أرثوذكس، يسمح في الكنائس المسيحية الشرقية بزواج الكهنة.
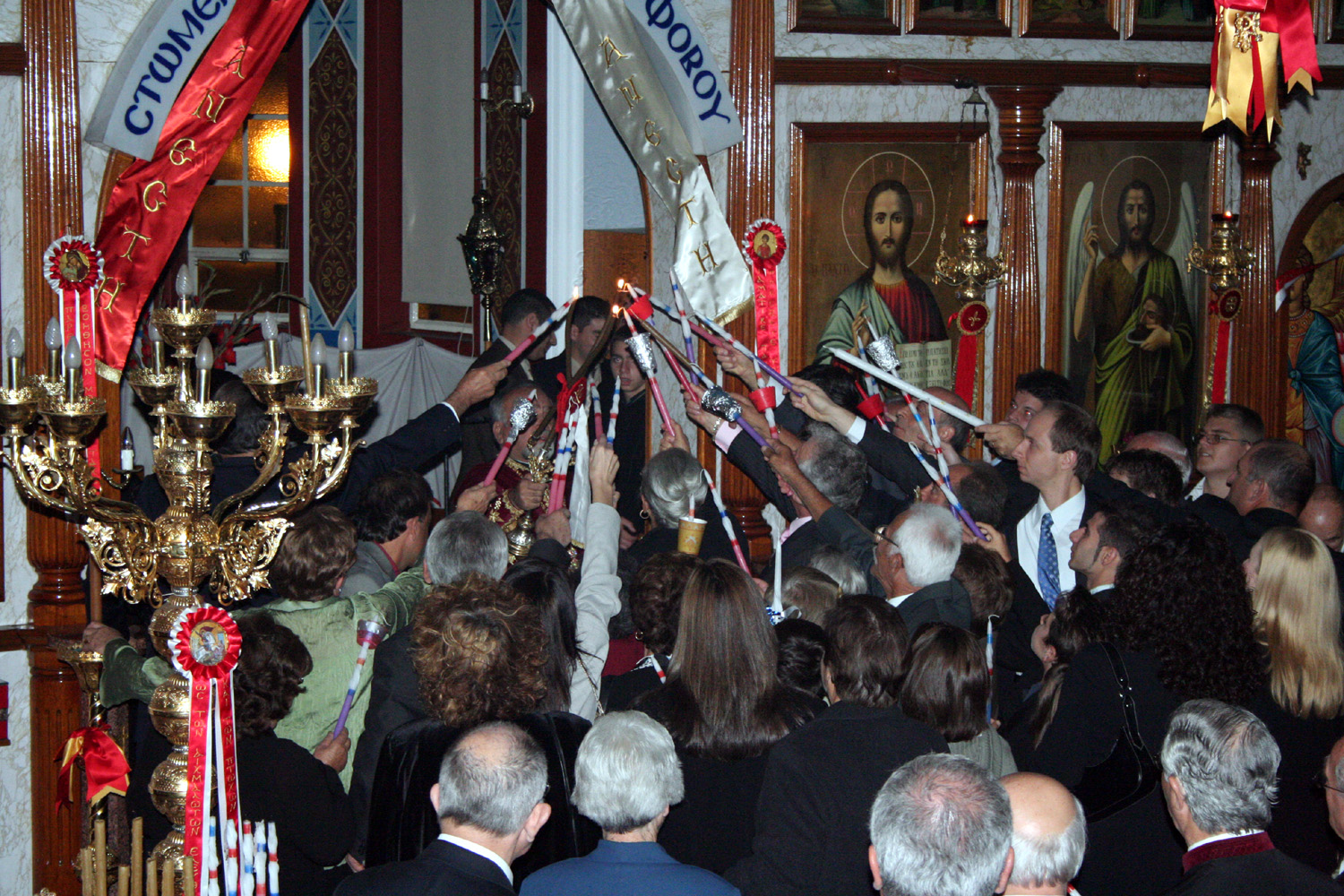
احتفالات عيد القيامة في الكنيسة اليونانية الأرثوذكسية.
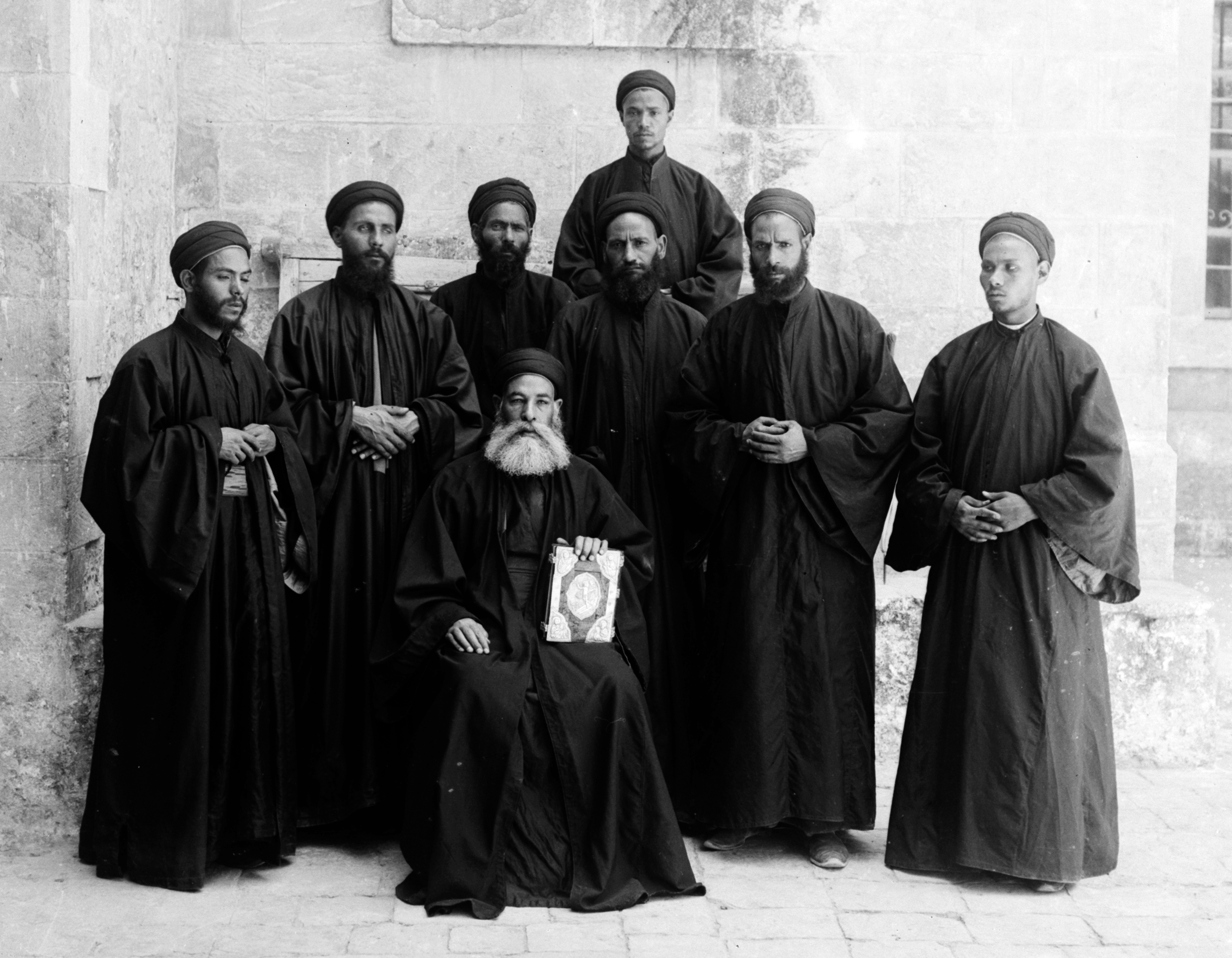
رهبان الأقباط؛ تعد التقاليد الرهبانيَّة القبطية من أقدم التقاليد الرهبانية في العالم المسيحي.
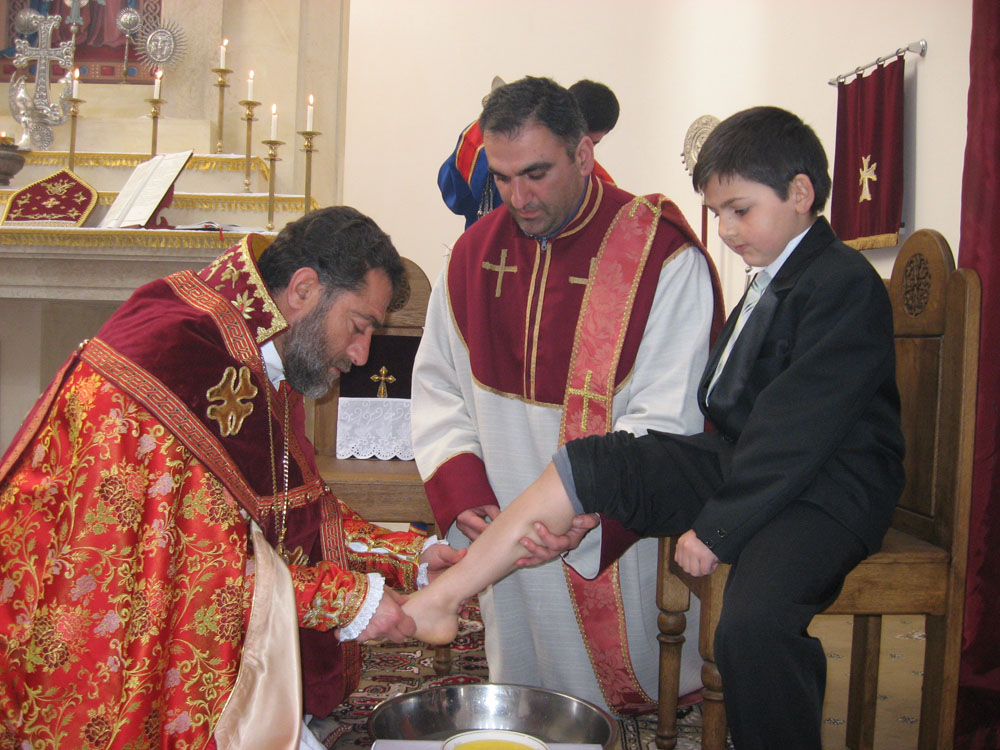
طقس غسل الأرجل، كاهن من كنيسة الأرمن الأرثوذكس يقوم بغسل أرجل المصلين في يوم خميس العهد.
زفاف حسب الطقوس البيزنطية في الكنيسة الجورجية الأرثوذكسية.
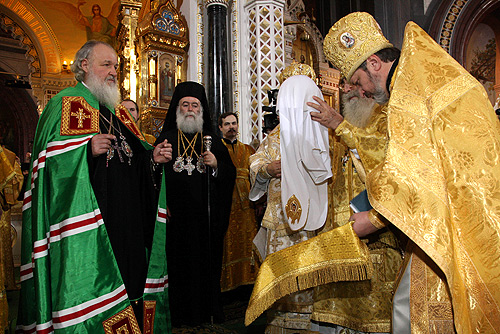
أساقفة من الكنائس الأرثوذكسية الشرقية تتنوع لباسهم بإختلاف كنائسهم.
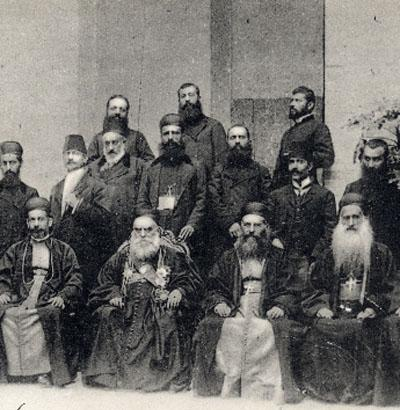
صورة قديمة لأساقفة من الكنيسة المارونية.

## تاريخ

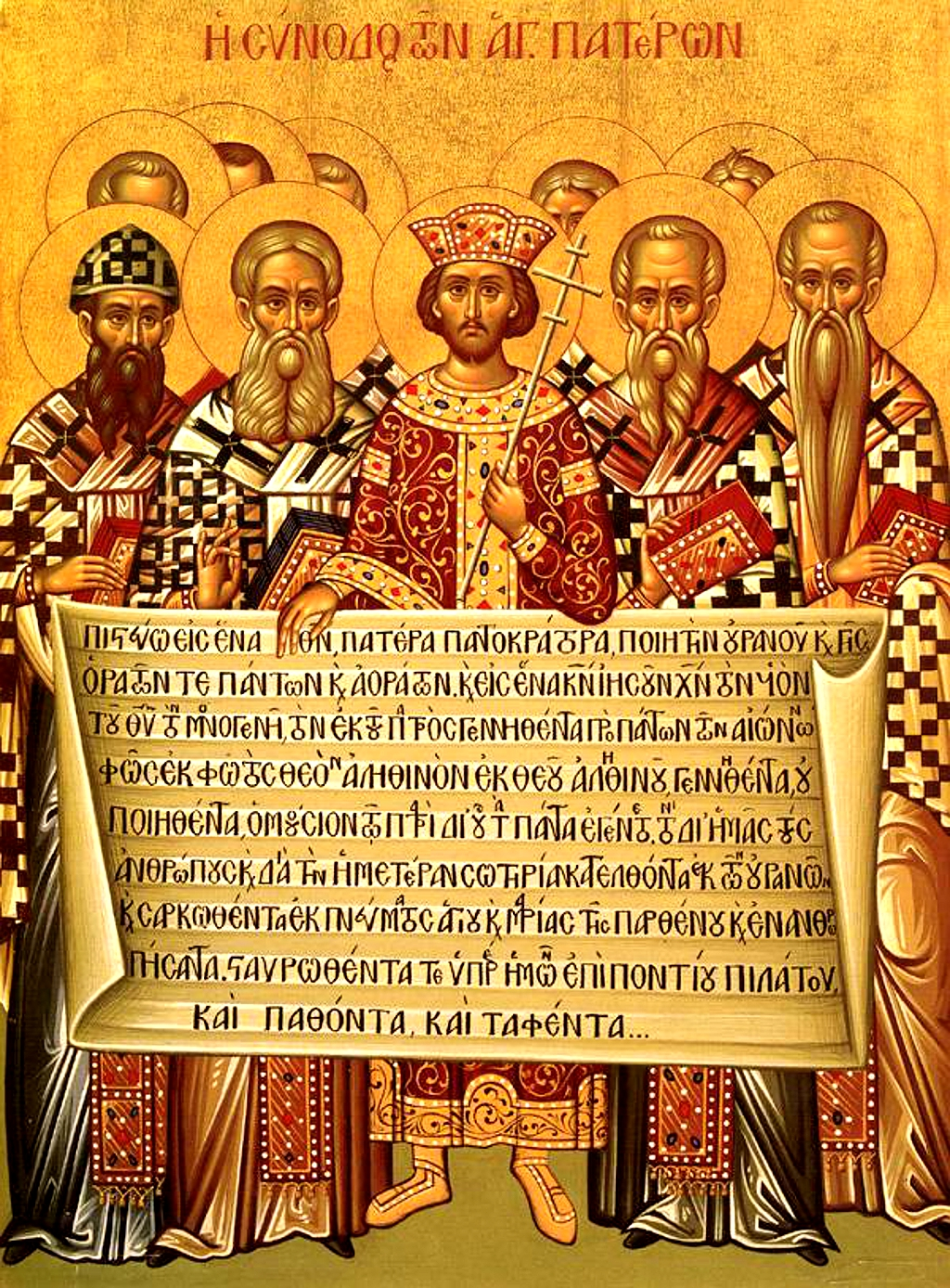
أيقونة بيزنطية تظهر قسطنطين الأول محاطًا بالبطاركة والأساقفة في مجمع نيقية الأول ويمسكون قانون الإيمان الذي صاغة المجمع.

### بعد العصر الرسولي
نشأت المسيحية عام 27 من جذور مشتركة مع اليهودية وتعرضت للاضطهاد من قبل الامبراطورية الرومانية، أنهى مرسوم الإمبراطور قسطنطين المسمى في التاريخ باسم مرسوم ميلانو عام 313 مرحلة الاضطهادات وشكل اعتناقه للمسيحية نقطة تحول هامة في التاريخ. وبعد المرسوم المذكور سنّ قوانين وسياسات بما يتفق مع المبادئ المسيحية؛ فجعل يوم الأحد عطلة رسميّة بالنسبة للمجتمع الروماني، وشرع في بناء الكنائس قبل أن يعلن المسيحية دينًا للإمبراطورية ويترأس مجمع نيقية عام 325.
كان الحوض الشرقي للبحر الأبيض المتوسط الثقل الرئيسي للمسيحية في القرون الأولى وظلت القدس، أنطاكية، الرها، والإسكندرية عواصم الثقافة المسيحية قبل أنتقال النفوذ والتأثير إلى روما والقسطنطينية خلال القرون الوسطى.

#### نشوء الإمبراطورية البيزنطية
ومع ازدياد السكان والثروة في الامبراطورية الرومانية الشرقية أدى إلى أنشأ قسطنطين مدينة القسطنطينية لتكون عاصمة للامبراطورية البيزنطية، وغدت مركز حضاري سيّما بالنسبة للمسيحية الشرقية ومركز حضاري عالمي، فأضحت أعظم مدن العالم في ذلك العصر. وكانت القسطنطينية مركز المسيحية الشرقية ومركز حضاري عالمي، ودُرَّة المدن المسيحية، وحاضرةً للعلوم والفنون البيزنطية، ومخزنًا للتماثيل ومخطوطات العصر الكلاسيكي، فأضحت أعظم مدن العالم في ذلك العصر، إذ كانت على جانبٍ كبيرٍ من التنظيم والتنسيق والتطوُّر بمقاييس زمانها. وما تلا ذلك من تراجع سريع لبقايا الوثنية. وكانت مقر بطريركية القسطنطينية المسكونية وبالتالي ظهرت منافسة سياسية بين بطريرك القسطنطينية والبابا في روما حول الأحقية في زعامة العالم المسيحي، وكان حصار روما من قبل القوط الغربيين والوندال في عام 410 وفي عام 455 قد صعّد من أجواء المنافسة. على الرغم من التواصل الثقافي والتبادل بين الشقيّن الشرقي والغربي للإمبراطورية الرومانية، فإن تاريخ المسيحية وكل من المسيحية الشرقية والغربية أخذت مسار ثقافي متباين، مع الانشقاق العظيم بين الكنيسة الكاثوليكية والكنيسة الأرثوذكسية عام 1054.

#### المجامع

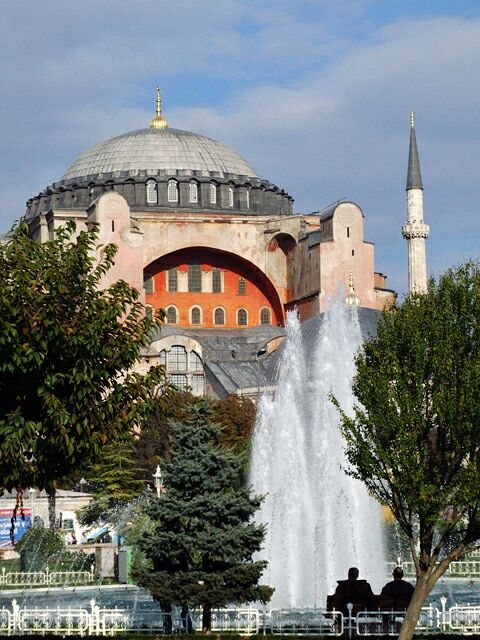
كاتدرائية آيا صوفيا في إسطنبول، تعد من أبرز الأمثلة على العمارة البيزنطية والمسيحية الشرقية، وهي اليوم متحف.

وفي سبيل استكمال تنظيم البنية الإدارية للكنيسة عقد مجمع القسطنطينية الأول سنة 381 والذي كان من أعماله أيضًا إدانة أبوليناروس أسقف اللاذقية الذي اعتقد بأن ألوهية المسيح قد حلت مكان روحه العاقلة، وبعد أقل من نصف قرن انعقد مجمع مسكوني آخر في أفسس سنة 431 حرم نسطور الذي آمن بالثالوث الأقدس لكنه اعتقد أن الابن الموجود منذ الأزل هو غير يسوع، وأن هذا الابن الأزلي قد حلّ في شخص يسوع عند عماده وبالتالي فقد علّم نسطور وجود شخصين في المسيح ودعا العذراء والدة المسيح وليس والدة الله، وقد تعرض أتباعه لاضطهادات شديدة؛ وبعد ثمان سنوات فقط في سنة 439 انعقد مجمع آخر في أفسس يدعوه الأرثوذكس المشرقيون مجمع أفسس الثاني في حين يرفض الكاثوليك والروم الأرثوذكس الاعتراف به، انعقد هذا المجمع بشكل رئيسي لتحديد صيغة إيمان نهائية لطريقة اتحاد طبيعتي المسيح البشرية والإلهية في شخصه، وأقر نظرية البطريرك كيرلس الأول الإسكندري، التي وجدت أن النتيجة الطبيعية لاتحاد طبيعتين هي طبيعة واحدة دون الخلط بخصائص الطبيعتين.
ولكن هذه العقيدة تمت معارضتها في روما والقسطنطينية، اللتين دعتا إلى مجمع آخر سنة 451 هو مجمع خلقيدونية الذي أعاد تنظيم علاقة البطريركيات ببعضها البعض وأقر صيغة البابا ليون الأول القائلة بأن طبيعتي المسيح رغم اتحداهما قد لبثتا طبيعتين بشكل يفوق الوصف كاتحاد النور والنار، وألغى المجمع المذكور مقررات المجمع السابق وسحب شرعية الاعتراف به، فحصل الانقسام الثاني في الكنيسة وتشكلت عائلة الكنائس الأرثوذكسية المشرقية مع رفض أعضائها قبول مقررات المجمع الخلقيدوني، ورغم هذا فإن الانقسام النهائي الإدراي لم يتم حتى العام 518 عندما عزل بطريرك أنطاكية ساويريوس لكونه من أصحاب الطبيعة الواحدة، في مجمع محلي عقد في القسطنطينية، أعقبه رفض البطريرك لهذا القرار وانتقاله إلى مصر حيث أدار جزءًا من الكنيسة في حين أدار بطريرك خليقدوني القسم الآخر منها، وما حصل في أنطاكية حصل أيضًا في الإسكندرية.

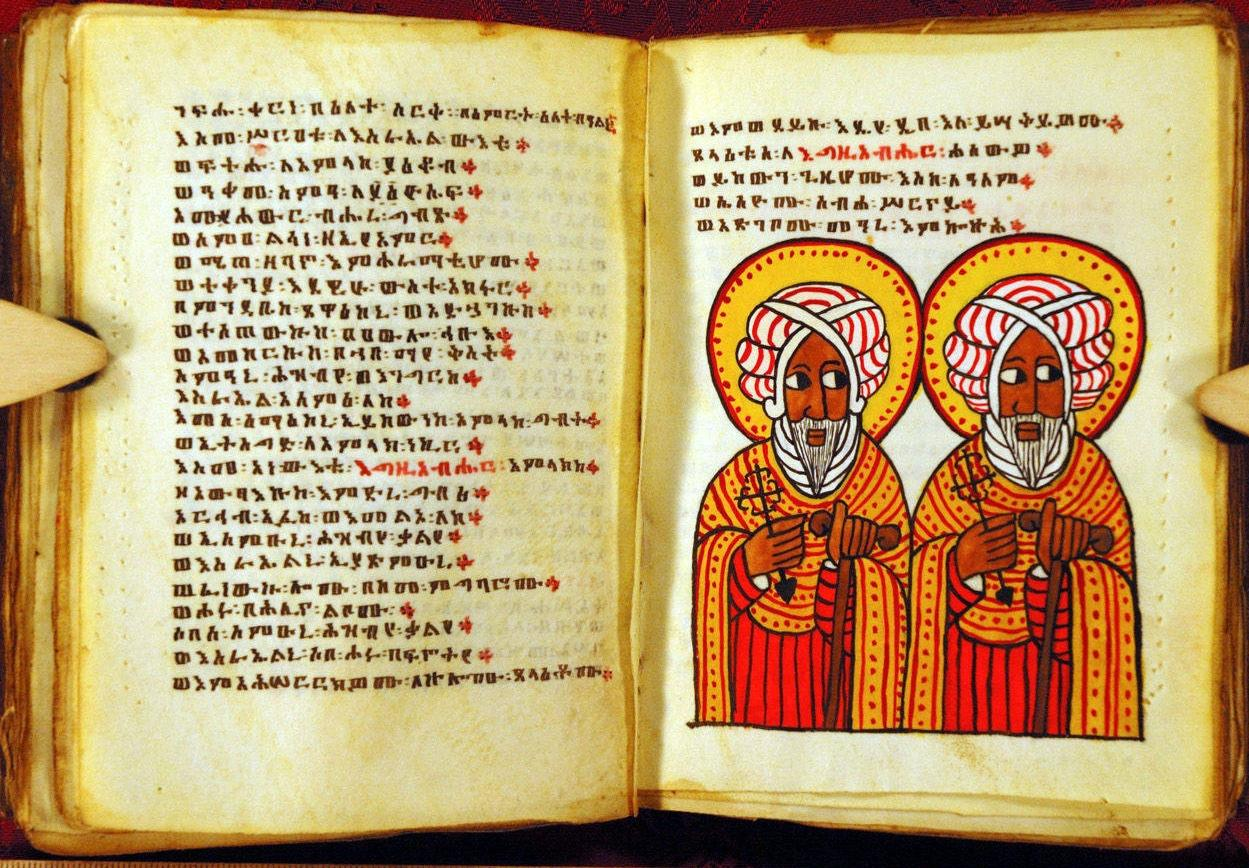
نسخة من الكتاب المقدس في اللغة الأمهرية.

شكّل أصحاب الطبيعة الواحدة أو المونوفيزيون قاعدة شعبية كبيرة في مصر، الحبشة، أرمينيا والتي تعد أول بلد اعتمد المسيحية كدين للدولة، وهو حدث يؤرخ تقليدياً في عام 301 م. وبدرجة أقل في سوريا، وعانوا من شتى أنواع الاضطهاد على يد الإمبراطورية البيزنطية لكن الاضطهاد لم يأت بالثمار المرجوة بل عمّق الشرخ الحاصل في الإمبراطورية بين الفئتين، ولم يحسم الأباطرة الرومان موقفهم من المجمع إذ توالى على العرش عدد من الأباطرة الذين وقفوا إلى جانب مجمع خلقيدونية وآخرون وقفوا ضده، وهؤلاء الأباطرة قادوا اضطهادات ضد الخليقدونيين في الإمبراطورية؛ حاول الإمبراطور جستنيان الأول توحيد الطرفين وعقد مجمع القسطنطينية الثاني سنة 553 في سبيل ذلك، لكنه فشل بل اتجهت الأمور نحو الأسوأ مع تدخل الإمبراطورية الفارسية التي استطاعت أوائل القرن السابع فتح سوريا والعراق، وتبنت في مجمع قسطيفون الطبيعة الواحدة مذهبًا لها. ارتبطت أيضًا بعض الكنائس المسيحية الشرقية في السياسية، فمثلًا حصلت كل من سلالة السليمانيون في إثيوبيا وأسرة بجرتيوني في جورجيا على الشرعية من كنيسة التوحيد الأرثوذكسية الإثيوبية والكنيسة الجورجية الرسولية الأرثوذكسية، باعتبارهم من سلالة الملك داود وسليمان، فأرتبطت الكنيسة والدولة ارتباطًا وثيقًا في كل من إثيوبيا وجورجيا.

#### الإنتشار في شبه الجزيرة الهندية

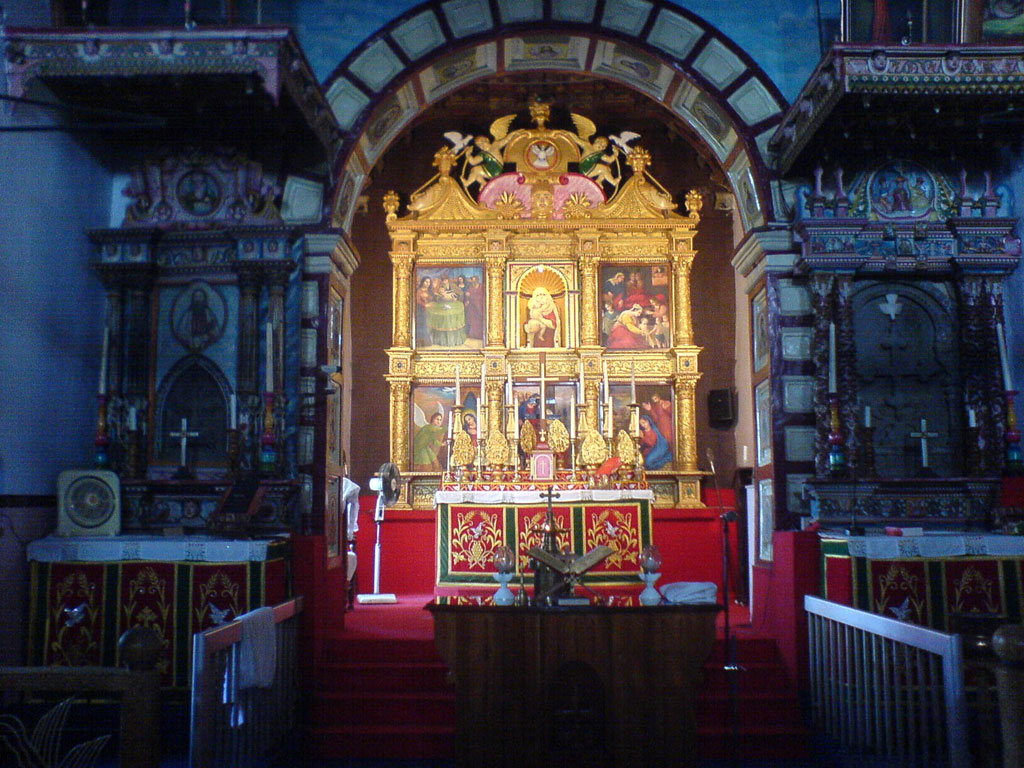
مذبح كنيسة القديس توما للسريان الملبار الكاثوليك بمالاياتور بكيرالا.

بحسب التقليد السرياني في الهند فإن المسيحية وصلت هناك عن طريق نشاط توما، أحد تلامذة المسيح الإثنا عشر، حيث قام بناء سبع كنائس خلال فترة تواجده هناك. غير أن أقدم ذكر لهذا التقليد يعود إلى القرن السادس عشر. وبحسب كتاب أعمال توما الذي كتب بالرها بأوائل القرن الثالث فقد ذهب توما إلى منطقة نفوذ الملك الفارثي جندفارس الواقعة في باكستان حاليًا. بينما يصف عدة كتاب ومؤرخون مسيحيون توما الرسول برسول الهنود. وهو السبب الذي سمي به مسيحيو جنوب غرب الهند بمسيحيي القديس توما. ذكر عدة رحالة في العصور الوسطى تواجد قبر توما الرسول بالقرب من مدينة قويلون (كولام حاليًا) والذي أضحى مركز حج في المنطقة. ومن الملاحظ أن عدة رحالة ذكروا كذلك وجود أماكن أخرى مرتبطة بتوما الرسول في سومطرة وهو ما يرى على أنه دليل على نشاط لكنيسة المشرق في تلك الأنحاء. ويفسر المؤرخون كون الهند جزءًا من كرسي قطيسفون البطريركي دليلاً قويًا على عدم صحة تقليد تبشير الرسول توما بها.
من الآثار القليلة المتبقية التي تشهد على التواجد التجاري لمسيحيين سريان مشارقة في الهند مجموعة من الصفائح النحاسية المسكوكة من قبل ملك هندي محلي يهب خلالها تاجر مسيحي يدعى سبريشوع قطعة أرض ليبني عليها قرية وكنيسة. وتذكر صفيحة أخرى إرشادات بالسماح للمسيحيين بركوب الفيلة وهو ما كان محصورًا بالطبقة العليا في المجتمع الهندي. بينما تحوي الثالثة على اتفاق بوضع نقابة تجار يهود تحت حماية نقابة للمسيحيين وتحوي تواقيع الشهود باللغات العربية والفهلوية والعبرية. وقد انتمى مسيحيي القديس توما إلى الطبقة العليا في المجتمع الهندي، فاحتفظوا بثقافتهم الهندية بجانب ديانتهم المسيحية المتأثرة بشدة بالتقاليد المسيحية السريانية، فاستمرت المسيحية بها بعد اختفائها في معظم أنحاء آسيا.

### العصور الوسطى

#### العصور الوسطى المبكرة (599إلى799)

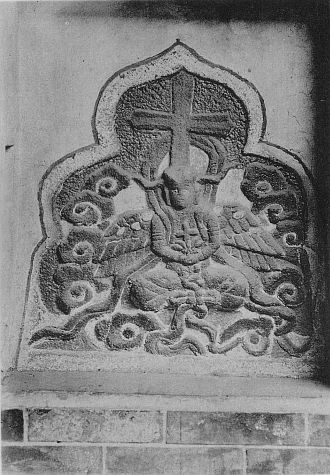
شاهد قبر لأحد أفراد كنيسة المشرق في غوانغزهو جنوب شرق الصين.

مع ظهور الإسلام وبداية الفتوحات الإسلامية في القرن السابع سقطت ثلاثة مراكز مسيحية شرقية وهي الإسكندرية، أنطاكية والقدس على ايدي المسلمين وتحول مركز العالم المسيحي بين القسطنطينية وروما، تحول المسيحيين إلى رعايا تحت الحكم الإسلامي وكأهل ذمة، ومع أدى انتصار العباسيين وتحول مركز الخلافة إلى بغداد إلى تقارب بين الخلفاء وبطاركة كنيسة المشرق. فأصبح بطريرك كنيسة المشرق القاطن في بغداد ممثلا عن جميع المسيحيين ضمن الدولة العباسية على اختلاف مذاهبهم. غير أن فترة العباسيين شهدت كذلك اضطهادات متفرقة عادة ما تزامنت مع فترات الحروب ضد البيزنطيين. كان أشدها في عهد الخلفاء المهدي وهارون الرشيد والمأمون ما أدى إلى حدوث هجرات كبيرة لمسيحيي العراق إلى سواحل البحر الأسود الجنوبية وخاصة مدينة سينوبي حيث استقبلهم الإمبراطور ثيوفيلوس. خلال الخلافة العباسية نشط السريان في الترجمة من اليونانية إلى السريانية ومن ثم للعربية حيث كان معظم المترجمين في بيت الحكمة من اليعاقبة والنساطرة وقد برزوا أيضا بالطب والعلوم والرياضيات والفيزياء فاعتمد عليهم الخلفاء، ومن أبرز العلماء والأطباء في تلك الفترة أسرة بختيشوع الذين خدموا كأطباء للخلفاء العباسيين، يوحنا بن ماسويه مدير مشفى دمشق خلال خلافة هارون الرشيد، حنين بن إسحاق المسؤول عن بيت الحكمة وديوان الترجمة وابنه إسحاق بن حنين، وحبيش بن الأعسم وغيرهم. وأصبحت بغداد عند إنشأها مركزا لكنيسة المشرق وكان بطاركتها غالبا ما ينادمون الخلفاء العباسيون. عرفت كنيسة المشرق أو كنيسة فارس والكنيسة النسطورية والتي نشأت ضمن الإمبراطورية الساسانية ازدهار وانتشار إذ انتشرت في معظم أنحاء آسيا. وصلت أوج قوتها بين القرنين التاسع والرابع عشر حيث كانت حينئذ أكبر كنيسة انتشارا جغرافيا ممتدة من مصر إلى البحر الأصفر شرقًا كما شملت بالإضافة إلى السريان المشارقة الذين احتفظوا بالبطريركية تقليديا الملايين من الفرس والترك والمغول والهنود والصينيون. غير أن فترة الازدهار هذه بدأت بالانحسار بوهن الدولة العباسية وانتهت بسقوط بغداد سنة 1258 وسيطرة القبائل المنغولية والتركية على المنطقة.

#### المسيحية الشرقية بين المغول

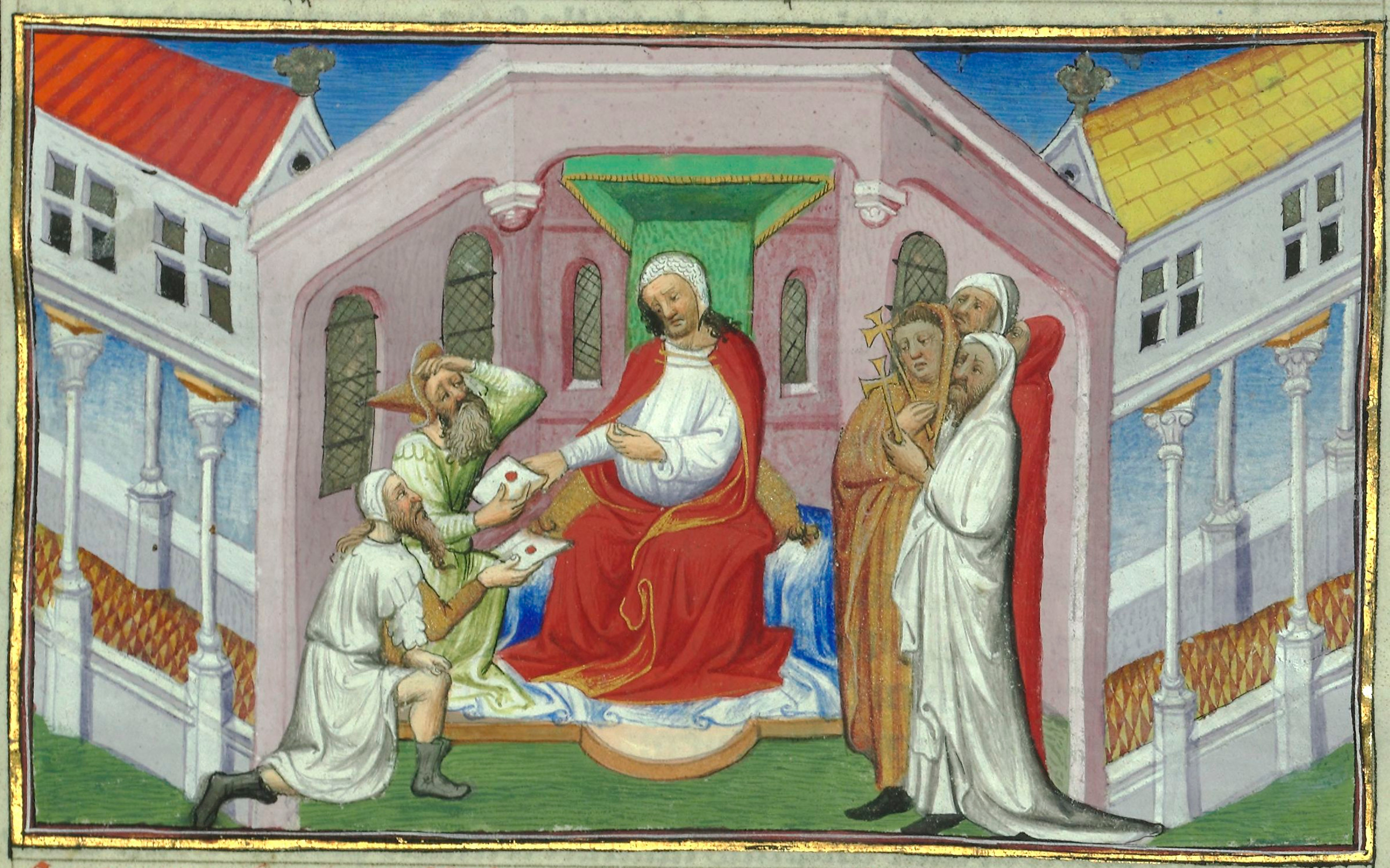
وانغ خان أحد القرايتيين المسيحيين التابعين لجنكيز خان مصورا على هيئة الكاهن يوحنا الأسطوري.

قام البطريرك صليبا (714-728) بتنظيم الوجود المسيحي في وسط وشرق آسيا بأن أسس مطرانيات في هرات وسمرقند والصين. ومن الملاحظ كذلك أن التقسيم الإداري للكنيسة في أسيا الوسطى كان فضفاضًا وقليل التنظيم ويعود السبب في ذلك إلى الكثافة السكانية المنخفضة للغاية واتساع مساحة الولايات البطريركية. ازدادت العناصر التركية في أسيا الوسطى على حساب الصوغديين على أثر هجرة الويغور غربا ابتداءً من القرن التاسع. كما انتشرت المسيحية بشكل سريع بين هذه الأقوام التركية فضمت مملكة غاوتشونغ (قارا خوجا) بشرق الصين عددًا لا بأس به من المسيحيين الذين تركوا مؤلفات جلها مكتوب بالتركية العتيقة والصوغدية. بحسب ابن العبري اعتنق القيرايتيين المنغوليين المسيحية بعد أن أنقذت رؤية القديس سرجيوس حياة أحد زعمائهم، حيث دعا هذا مطران مرو إلى إرسال كهنة لتعميد شعبه حوالي سنة 1012. كما وافق البطريرك يوحنا السادس على تعديل الطقوس الدينية بين المنغول بحيث تتماشى مع تقاليدهم، فتم استبدال الخمر بحليب الفرس. شهد القرن الحادي عشر تحول قبائل منغولية أخرى إلى المسيحية كالنيمانيين والقيتان الذين انتقلوا غربًا وأسسوا إمارة القرا خيتاي التي أصبحت المسيحية إحدى دياناتها الرسمية. وكانت هناك مطرانيتين رئيسيتين لكنيسة المشرق في بلاد ما وراء النهر وتركستان بألمالق وكشغار أسسها البطريرك إيليا الثالث (1176-1190) وأخرى بين القارلوق في بيشبك.

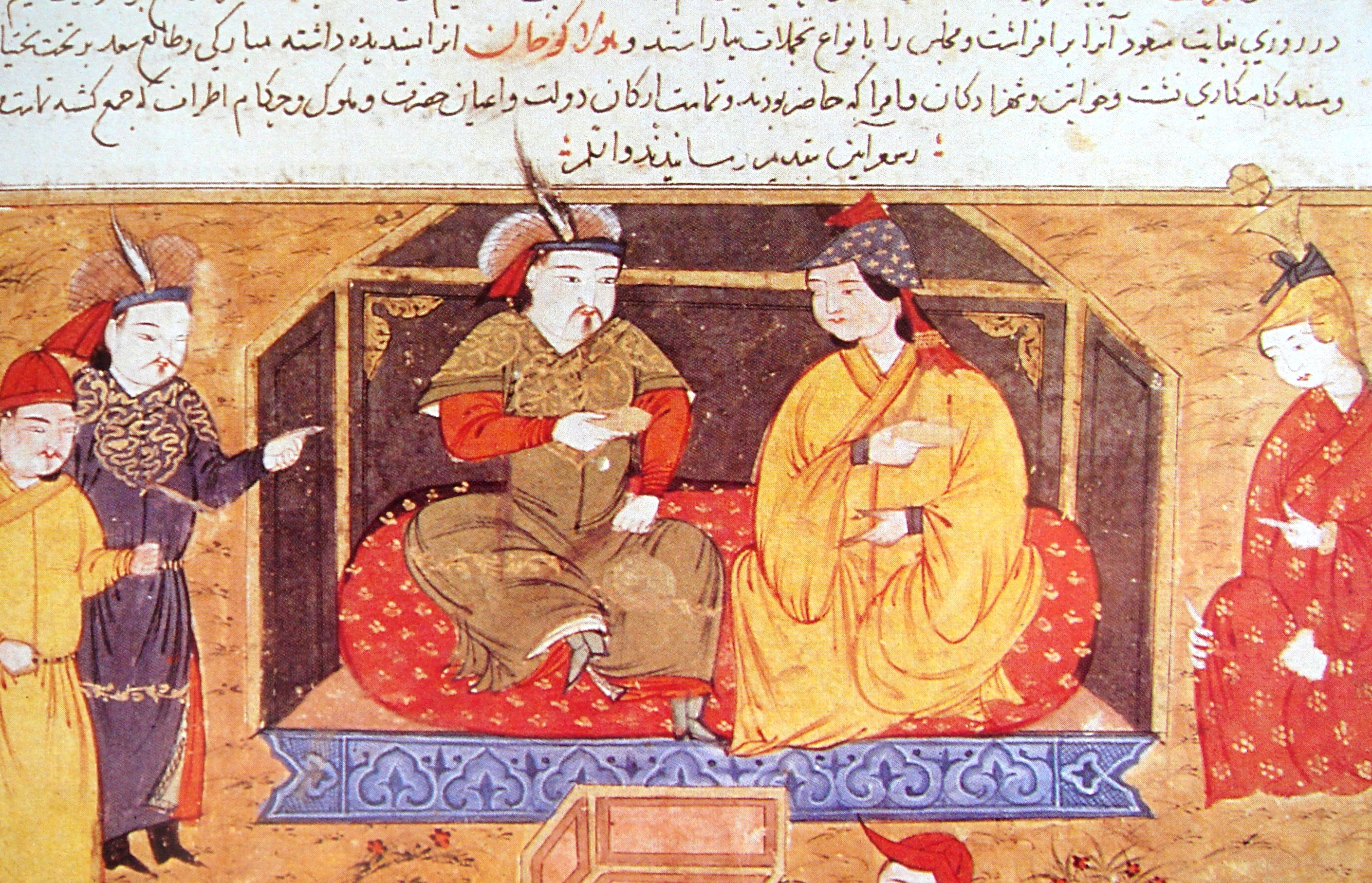
هولاكو حفيد جنكيز خان ومؤسس إمبراطورية المغول ويجلس مع زوجته المسيحية الملكة دقز خاتون.

أعتنق بعض المنغوليين المسيحية، لعل أبرزهم قبائل الأونغوت التي استوطنت المنطقة الواقعة شمال النهر الأصفر. وبسبب تحالفهم مع جنكيز خان خلال معاركه مع النيمانيين (الذين اعتنقوا المسيحية كذلك) تمكنوا من الوصول لمراكز قيادية مرموقة وتأسيس مملكة في منغوليا الداخلية. ورسخ أحد ملوكهم هذا التحالف بأن تزوج بإحدى حفيدات قوبلاي خان. لم تكن هذه التحالفات ضمانة للمسيحيين في آسيا الوسطى، فحين اجتاح المغول الدولة الخوارزمية سنة 1220 قاموا بقتل جل مسيحيي المدن الكبرى كسمرقند وبخارى ومرو بدون تمييز. وهو الأمر الذي جعل الأوربيون يترددون في الدخول في حلف معهم. على أن المنغول عرفوا فيما بعد بسياسة التسامح مع جميع الديانات بمجرد أن ثبتوا سلطتهم في آسيا الوسطى وفارس.
بعد سقوط بغداد سنة 1258 أصبح للمنغول حدود مشتركة مع الصليبيين ما شجع بابا روما إلى إرسال رهبان فرنسيسكان إلى آسيا الوسطى في محاولة لتحويل المنغول للكثلكة في ظل الحرية الدينية التي تمتعت بها الإمبراطورية المنغولية. وقد تباين الكاثوليك في وصف المنغول المسيحيين، فبحسب وليم الروبروكي كان أتباع كنيسة المشرق من المتعلمين الذين اتقنوا السريانية غالبًا وعمد أساقفتهم أحيانًا إلى وسم كهنة أطفال بسبب ندرة وصول هؤولاء الأساقفة إلى مناطقهم. وينتقد وليم كذلك بعض الكهنة الذين اتخذوا أكثر من زوجة وأدمنوا على الشرب. وربط ماركو بولو بين أمراء المنغول المسيحيين والكاهن يوحنا الذي انتشرت أسطورته في أوروبا حينها. استمرت كنيسة المشرق بالاتساع في آسيا بنهاية القرن الثالث عشر في ظل يهبلاها الثالث أول بطريرك من آسيا الوسطى. غير أن الإيلخانيين انقلبوا على المسيحيين في عهد أولجايتو. وأدى الاضطهاد الشديد على المسيحية في العراق وبلاد فارس إلى انهيارها في آسيا الوسطى. وعمل تيمورلنك في حملاته إلى استهداف المسيحيين منهيًا بذلك وجود كنيسة المشرق بشكل نهائي في آسيا الوسطى.

#### العصور الوسطى المتأخرة (800إلى1299)

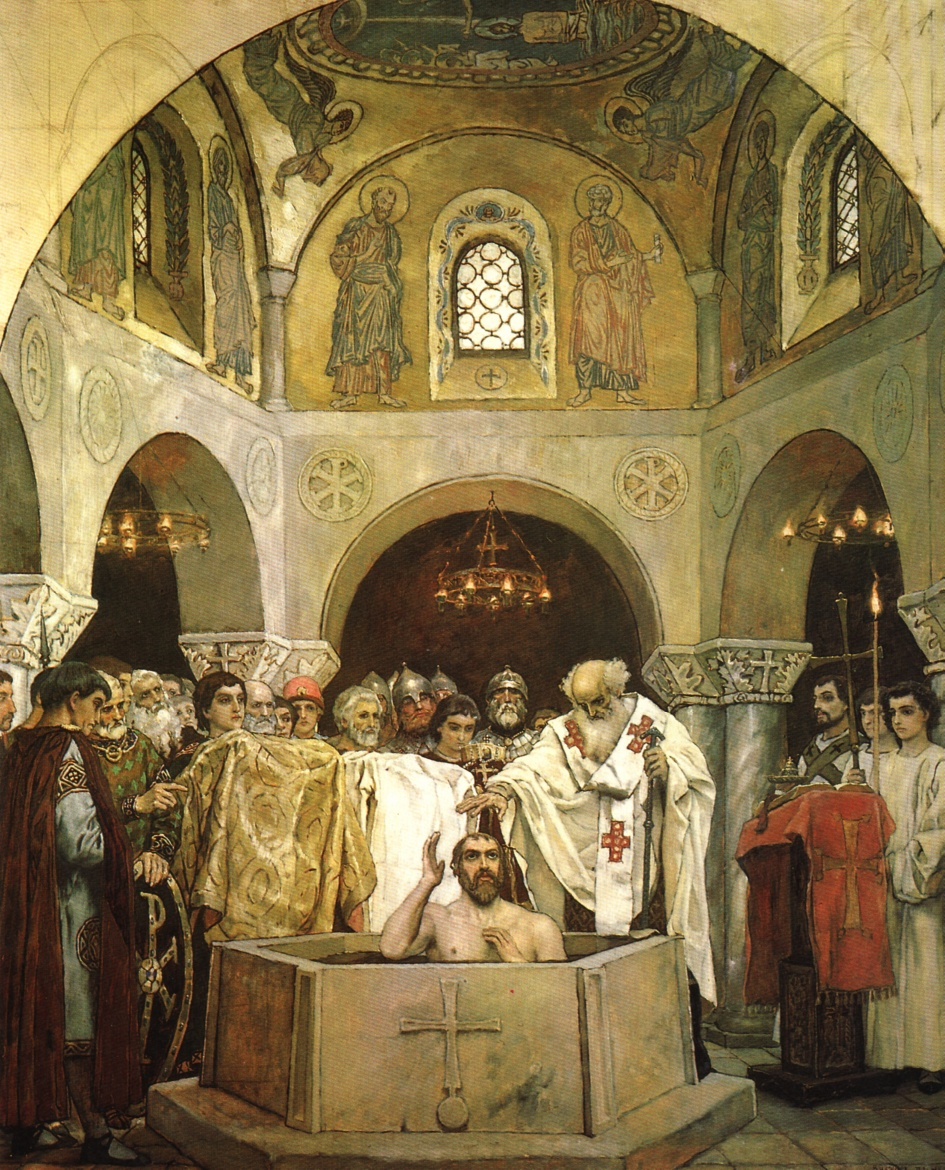
معمودية كيفانس، أصبحت روسيا أكبر دولة أرثوذكسية في العالم.

عاشت إمبراطورية بيزنطية عصرها الذهبي خاصًة تحت حكم الأسرة المقدونية حيث دعي عصرهم بعصر النهضة المقدونية ففي عهدهم مرت الامبراطورية البيزنطية نهضة ثقافية وعلمية وكانت القسطنطينية في عهدهم المدينة الرائدة في العالم المسيحي من حيث الحجم والثراء والثقافة. فقد كان هناك نمو كبير في مجال التعليم والتعلم ممثلة بجامعة القسطنطينية ومكتبة القسطنطينية وجرى الحفاظ على النصوص القديمة وإعادة نسخها. كما ازدهر الفن البيزنطي وانتشرت الفسيفساء الرائعة في تزيين العديد من الكنائس الجديدة، وفي عصر الكومنينيون تجدد الاهتمام بالفلسفة الإغريقية الكلاسيكية، بالإضافة إلى تزايد الناتج الأدبي باليونانية العامية. احتل الأدب والفن البيزنطيان مكانة بارزة في أوروبا، حيث كان التأثير الثقافي للفن البيزنطي على الغرب خلال هذه الفترة هائلًا وذو أهمية طويلة الأمد. كما شمل العهد المقدوني أحداثًا ذات أهمية دينية. كان تنصير الشعوب السلافية مثل البلغار والصرب والروس إلى المسيحية الأرثوذكسية بصفة دائمة قد غير الخريطة الدينية لأوروبا ولا يزال صداه حتى يومنا هذا. قام كيرلس وميثوديوس وهما أخوان يونانيان بيزنطيان من ثيسالونيكي قد ساهما بشكل كبير جدًا في تنصير السلافيين والعملية التي طورت الأبجدية الغلاغوليتية، والتي هي سابقة كيريلية. وصلت العلاقات بين التقاليد الغربية والشرقية ضمن الكنيسة المسيحية في 1054 أزمة نهائية، وعرفت باسم الانشقاق العظيم. رغم وجود إعلان رسمي بالفصل المؤسساتي، إلا أنه وفي 16 يوليو، عندما دخل ثلاثة مفوضين بابويين حاجيا صوفيا خلال طقس القربان المقدس الإلهي بعد ظهر يوم سبت ووضعوا ثور الحرمان على المذبح،  كان الانشقاق العظيم نتيجة عقود من الانفصال التدريجي.

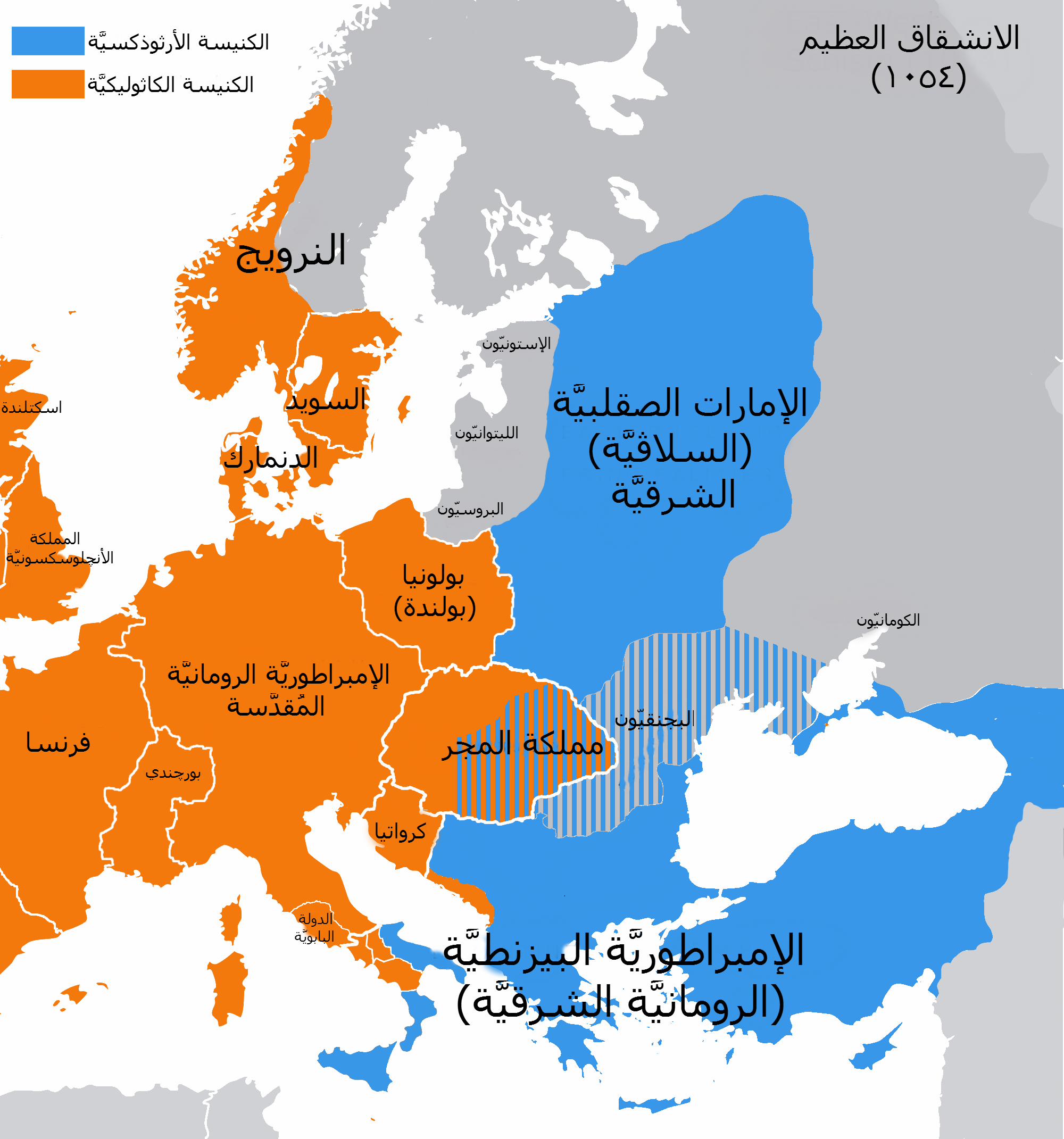
خريطة تظهر مناطق انتشار الأرثوذكسية والكاثوليكية في أوروبا عام 1054.

في عام 988 دخلت المسيحية بلاد روس وانتشرت وفق المذهب الأرثوذكسي، حيث أعتنق الأمير فلاديمير الأول المسيحية، وكان السلاف الشرقيون في ذلك الوقت يعبدون القوى الطبيعية. ولكن فلاديمير جعل المسيحية الدين الرسمي للدولة، ومن ثم إعتنقها الكثير من أهل دولته. وقد أصبح فلاديمير فيما بعد قديسًا للكنيسة الأرثوذكسية الروسية، وأصبحت الأخيرة والدولة مرتبطة دائما ارتباطا وثيقا. اعتبر الروس الأرثوذكس موسكو بأنها روما الثالثة بعد القسطنطينية روما الثانية وبأنها آخر حصن للعقيدة الأرثوذكسية الحقة، وهكذا في عام 1589 نال رئيس الكنيسة الروسية لقب بطريرك واضعا نفسه بمرتبة بطاركة القسطنطينية، الإسكندرية، أنطاكية وأورشليم.
وقع عام 1054 الانشقاق العظيم عندما أعلنت بطريركية القسطنطينية انفصالها عن روما في أعقاب وفاة البابا ليون التاسع، إن هذه الانقسامات وإن كانت ذات بعد ديني لكن لا تغيب عنها الدوافع السياسية والاقتصادية. وتأزمت العلاقات بين الكنائس المسيحية الشرقية والغربية مع بداية الحملات الصليبية بين الاعوام 1096 و1291 خاصًة خلال الحملة الصليبية الرابعة واحتلال الصليبيين مدينة القسطنطينية عاصمة الامبراطورية البيزنطية، وتأسيس الإمبراطورية اللاتينية وهي دولة صليبية أسسها القادة اللاتين بعد استيلائهم علي القسطنطينية سنة 1204. لم تستطع الإمبراطورية اللاتينية فرض سيطرتها السياسية والاقتصادية علي القوي اللاتينية المحيطة بها والتي قامت علي حسباب الحكم البيزنطي السابق. وفي سنة 1261 قضي الإمبراطور البيزنطي ميخائيل الثامن باليولوج علي الإمبراطورية اللاتينية، وفر آخر آباطرة اللاتين إلي المنفي.

### الكنائس الشرقية حتى القرن العشرين (1453إلى1917)

#### سقوط القسطنطينية

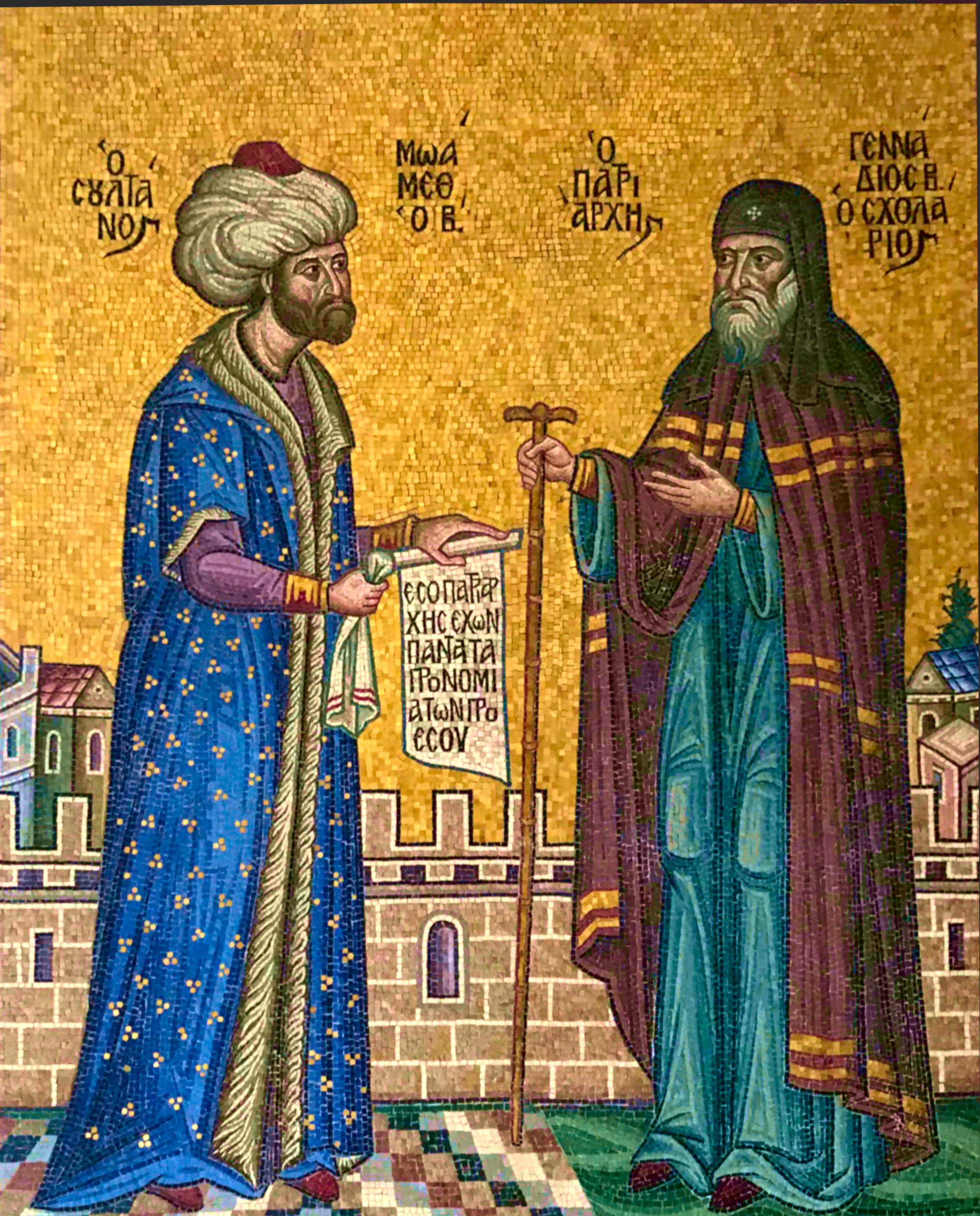
السلطان محمد الثاني مع البطريرك جورجيوس سكولاريوس بعد سقوط القسطنطينية.

استطاعت الدولة العثمانية فتح القسطنطينية سنة 1453 وسقطت الإمبراطورية البيزنطية، وتحول ثقل الكنيسة الأرثوذكسية إلى روسيا، سمح العثمانيون لليهود والمسيحيين أن يمارسوا شعائرهم الدينية بحرية تحت حماية الدولة، وفقًا لما تنص عليه الشريعة الإسلامية، وبهذا فإن أهل الكتاب من غير المسلمين كانوا يعتبرون رعايا عثمانيين لكن دون أن يُطبق عليهم قانون الدولة، أي أحكام الشريعة الإسلامية، وفرض العثمانيون، كجميع الدول الإسلامية من قبلهم، الجزية على الرعايا غير المسلمين مقابل إعفائهم من الخدمة في الجيش. كانت الملّة الأرثوذكسية أكبر الملل غير الإسلامية في الدولة العثمانية، وقد انقسم أتباعها إلى عدّة كنائس أبرزها كنيسة الروم، والأرمن، والأقباط، والبلغار، والصرب، والسريان، وكانت هذه الكنائس تُطبق قانون جستنيان في مسائل الأحوال الشخصية. خصّ العثمانيون المسيحيين الأرثوذكس بعدد من الامتيازات في مجاليّ السياسة والتجارة، وكانت هذه في بعض الأحيان بسبب ولاء الأرثوذكسيين للدولة العثمانية.

#### أوضاع المسيحيين في الدولة العثمانية
ظهرت في القرن السابع عشر نفوذ يونان الفنار وهم أبناء عائلات يونانية ارستقراطية سكنت في حي الفنار في مدينة إسطنبول، وحي الفنار هو مركز بطريركية القسطنطينية المسكونية، أي مركز الأرثوذكسية الشرقية. كان لهذه العائلات نفوذ سياسي داخل الدولة العثمانية ونفوذ ديني في تعيين البطريرك، الزعيم المسيحي في الدولة العثمانية. عائلات حي الفنار كانت عائلات يونانية فارتبطت بالحضارة الهلنستية والحضارة الغربية فشكلت الطبقة المتعلمة والمثقفة في الدولة العثمانية مما افسح لها نقوذ سياسي وثقافي. اشتغل افراد هذه العائلات في التجارة والصيرفة وفي السياسة والتعليم، وينتمي غالبيتهم إلى عائلات من اصول النبلاء البيزنطيين. كان المسيحيين خاصة الارمن واليونانيين عماد النخبة المثقفة والثرية في عهد الدولة العثمانية، وكانوا أكثر الجماعات الدينية تعليمًا، ولعبوا أدوارًا في تطوير العلم والتعليم واللغة والحياة الثقافية والاقتصادية. وسيطر اليونانيين على كل من بطريركية أنطاكية وبطريركية القدس.
خلال القرن التاسع عشر تحسنت أوضاع الملّة الأرمنيّة الأرثوذكسيّة لتُصبح أكثر طوائف الدولة العثمانية تنظيمًا وثراءً وتعليمًا، وعاشت النخبة من الأرمن في عاصمة الدولة العثمانية حيث تميزوا بالغناء الفاحش وعلى وجه الخصوص العائلات الكبيرة المعروفة آنذاك كعائلة دوزيان وباليان ودادايان حيث كان لهم نفوذ اقتصادي كبير في الدولة. إلى جانب الاستفادة من تطور بنية المدراس الأرمنية التابعة للكنيسة عمل الأرمن في التجارة والمهن الحرة مما أدى إلى تحسن أوضاعهم الاجتماعية، وظهر أشخاص شغلوا مناصب هامة مثل المُحسن ورجل الأعمال كالوست كولبنكيان الذي لعب دورًا رئيسيًا في جعل احتياطي النفط في الشرق الأوسط متاحًا للتنمية الغربية.

#### أوضاع المسيحيين في الدولة الصفوية

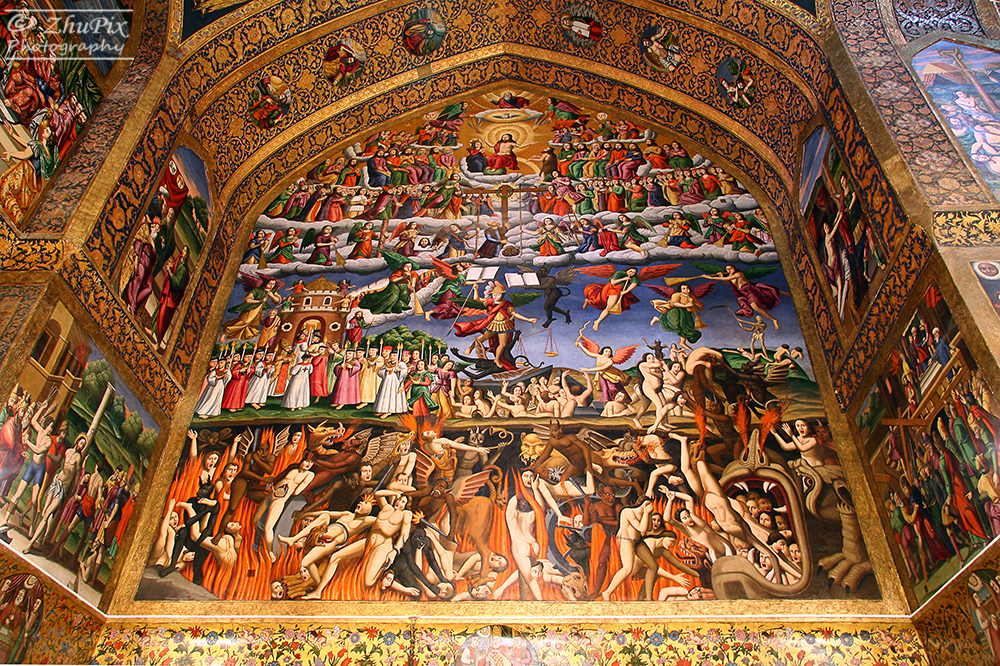
كاتدرائية فانك؛ في حي جلفا المسيحي في مدينة أصفهان؛ إيران.

ي عام 1606 أنشئ الحي الأرمني بواسطة مرسوم من الشاه عباس الأول، وهو شاه بارز من السلالة الصفوية. قدم إلى الحي أكثر من 150,000 من الأرمن إلى جولفا من ناخيتشيفان. وقد جاء الأرمن إلى بلاد فارس فارين من الاضطهادات في الدولة العثمانية؛ في حين وفقًا لإدعاءات أوروبية وأرمنية تقول أن السكان الأرمن تم نقلهم بالقوة في 1604 إلى أصفهان من قبل الشاه عباس الأول. على الرغم من اختلاف أسباب قدوم الأرمن إلا أنّ جميع الإدعاءات تتفق أن الأرمن من سكان جولفا ازدهرت على أيديهم التجارة خاصًة تجارة الحرير الخاصة بهم، وعمل الأرمن في أصفهان كتجار أغنياء، ولهم دور بارز في تطوير الصناعات الفنية الدقيقة الخاصة بالمجوهرات والآلات الدقيقة، ويساهمون اليوم في الصناعات البترولية.
في أواخر القرن 17، سيطر الأرمن تقريبًا على كل التجارة الفارسية. وأنشأ الأرمن شبكات تجارية واسعة والأرمن في مدن مثل بورصة، حلب، البندقية، ليفورنو، مرسيليا، وأمستردام. وهكذا أصبح الأرمن المسيحيين النخبة التجارية في المجتمع الصفوي ومن خلال وجود رأس مال كبير أتاح للمسيحيين حرية دينية كبيرة فضلًا عن ثراء وسطوة.

#### الكنيسة الروسية الأرثوذكسية في الإمبراطورية الروسية

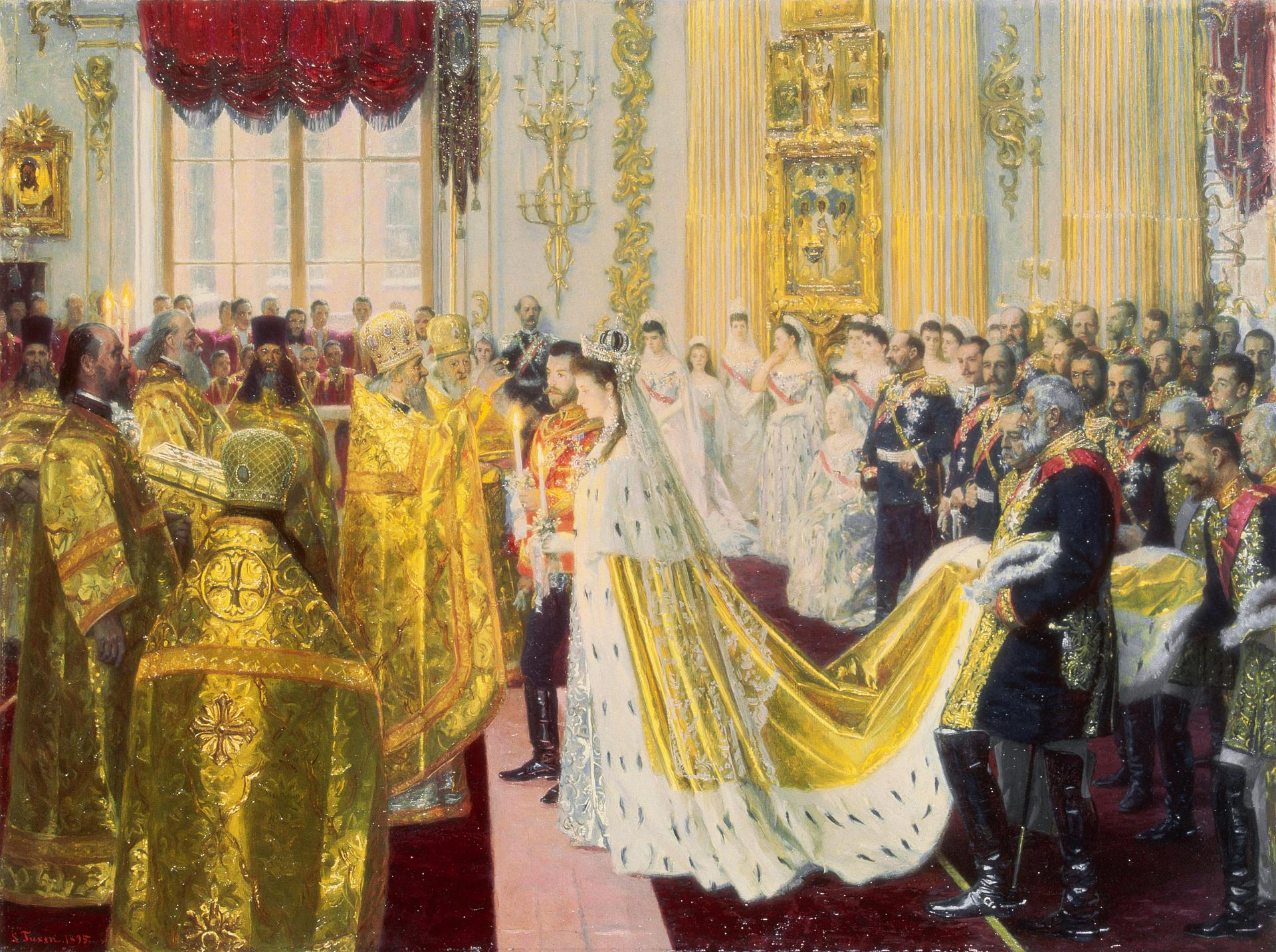
زفاف نيقولا الثاني؛ وقد ارتبطت الكنيسة الأرثوذكسية مع الملكية الروسية.

مع تحول ثقل الكنيسة الأرثوذكسية إلى روسيا؛ وروسيا كانت الكنيسة الأرثوذكسية مؤسسة قوية، فقد أعاد الأباطرة الروس من أسرة رومانوف الثنائية التقليدية في قيادة الكنيسة بينهم وبين البطاركة، وأصبحت روسيا قائدة العالم الأرثوذكسي. وفي عام 1721 قام الإمبراطور بطرس الأول بإلغاء البطريركية جاعلًا الكنيسة من مؤسسات الدولة يدير شؤونها مجلس للأساقفة.
كانت المسيحية الأرثوذكسية الروسية هي دين الدولة الرسمي في الإمبراطورية الروسية، وقد اعتنقها أغلبية سكان الإمبراطورية. وكان رئيس الكنسية الأرثوذكسية الروسية هو القيصر، الذي يحمل لقب المدافع الأعلى للكنيسة، وعلى الرغم من أنه كا قد ألغى جميع التعيينات، إلا أنه لم يكن له حق البت في مسائل العقيدة أو تعاليم الكنيسة. انحصرت السلطة الكنسية الرئيسية في يد المجمع المقدس، ورئيسه المدعي العام، الذي كان في ذات الوقت أحد أعضاء مجلس الوزراء، ويُمارس صلاحيات واسعة جداً في المسائل الكنسية. أطلقت الإمبراطورية حرية المعتقد الديني، حيث كان كل الأشخاص مهما كان دينهم، يُمارسون شاعائرهم بحريّة، ما عدا اليهود، الذين وُضعت عليهم بعض القيود.
كان رؤساء الكنسية الأرثوذكسية الروسية الوطنية يتألفون من ثلاث أساقفة مدن، هي مدن سانت بطرسبرغ وموسكو وكييف، وأربعة عشر رئيس أساقفة وخمسين أسقفًا عاديًا، وكلهم قادمون من صفوف رجال الدين الرهبان العزاب. كان لا بد لرجال الدين الزواج عند تعيينهم، ولكن كان إذا ترملوا لا يُسمح لهم بالزواج مرة أخرى، وهذه القاعدة لا تزال تطبق حاليًا.
استطاعت الإمبراطورية الروسية خاصًة خلال عصر كاترين الثانية عن طريق تحالفاتها مع سائر الدول الأوروبية استعادة اليونان ومنحها الاستقلال عام 1838؛ ثم أخذت سائر الدول المسيحية في أوروبا الشرقية بنيل استقلالها عن الدولة العثمانية الواحدة تلو الأخرى بين عامي 1812 و1881؛ واستحدثت متصرفية جبل لبنان سنة 1861 بعيد المذابح بين الموارنة والدروز في الجبل والتي سرعان ما انتشرت حتى وصلت دمشق بين المسلمين والمسيحيين؛ وتشكل النظام الحاكم والاجتماعي في متصرفية جبل لبنان من الثنائية المارونية - الدرزية، وسمح الاستقرار الأمني والتعايش الدرزي-الماروني في المتصرفية بتطور الاقتصاد ونظام الحكم. وكان كاثوليك الدولة العثمانية قد وضعوا تحت حماية فرنسا والنمسا، إذ أعتبر آل هابسبورغ حكام الإمبراطورية النمساوية حماة الكاثوليكية، في حين وضع الأرثوذكس تحت حماية الإمبراطورية الروسية وقامت إنجلترا بحماية البروتستانت.

#### ظهور الكنائس الكاثوليكية الشرقية

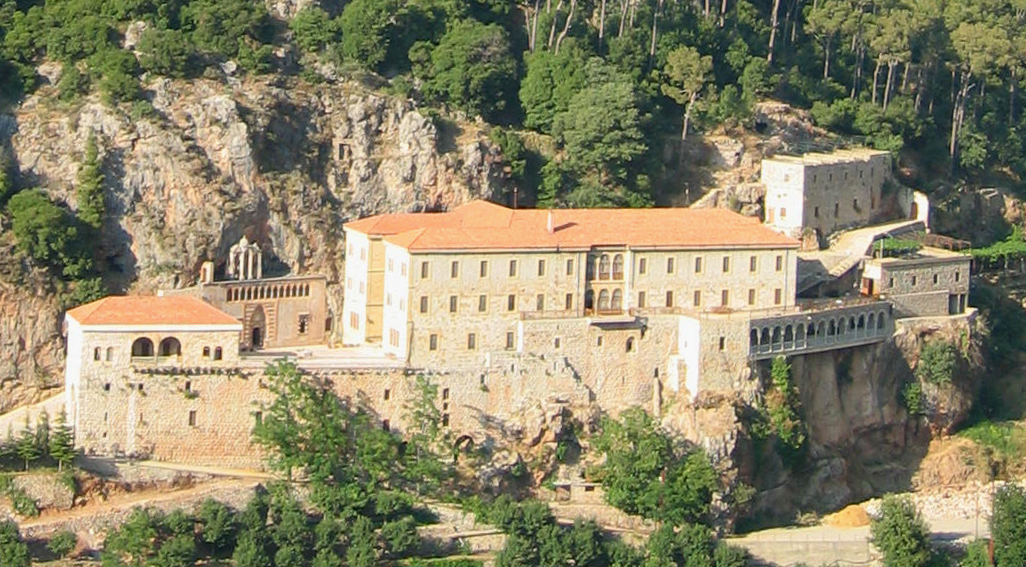
دير مار أنطونيوس قزحيا الماروني، تعتبر الكنيسة المارونية من أقدم الكنائس الكاثوليكية الشرقية.

أخذت في القرن السابع عشر البعثات الكاثوليكية تتجه نحو الدولة العثمانية في سبيل ضم الطوائف المسيحية الشرقية إلى الكنيسة الكاثوليكية، الأمر الذي مهد ظهور الكنائس الكاثوليكية الشرقية، وأدت الحركة الديبلوماسية النشطة مع إسطنبول إلى نشوء نظام الامتيازات الأجنبية بدءًا من عام 1563 ثم ألحق به نظام حماية الأقليات الدينية بدءًا من عام 1649. وتعتبر الكنيسة المارونية أقدم الكنائس الكاثوليكية الشرقية إذ الحملات الصليبية سمحت للموارنة بالإتحاد مع كنيسة روما في العام 1182. الكنيسة المارونية هي الكنيسة الشرقية الكاثوليكية الوحيدة التي لم تنشأ نتيجة الصراع مع الكنيسة الأرثوذكسية.
وكان للكنيسة الأوكرانية اليونانية الكاثوليكية حضور مميز في أوكرانيا الغربية خاصًة في مدينة لفيف فضلًا عن مدينة كييف حيث مركز الكنيسة الروحي. شكّل إكليروس الكنيسة الأوكرانية الكاثوليكية وأسرهم طبقة وراثية متماسكة واعتبروا على رأس الطبقات الاجتماعية التي سادت المجتمع الأوكراني الغربي من خلال إقامة «سلالات كهنوتية»، وذلك من القرن الثامن عشر حتى منتصف القرن العشرين، في أعقاب الإصلاحات التي قام بها جوزيف الثاني، إمبراطور النمسا.
بدأ اهتمام الكاثوليك بمسيحيي الهند عندما تضعضعت سلطة كنيسة المشرق عليها في القرن الرابع عشر. فرسم البابا يوحنا الثاني والعشرون أسقفًا كاثوليكيًا على قويلون بالهند سنة 1329، فأعلمه الأسقف بإمكانية إرسال عدة مئات من المرسلين الكاثوليك لكسب المسيحيين الهنود. غير أن العلاقة مع الكاثوليك انقطعت مجددًا حتى عصر الاستكشافات الأوربية. اجتمع وجهاء المسيحيين في كوشين حيث أعلنوا ما يعرف بحلف صليب كونان سنة 1653، الذي تعهدوا خلاله برفض سلطة بابا روما. ومن بين 200,000 مسيحي في كيرالا لم يبق سوى 400 تحت سلطة البابا بينما انتقلت الأغلبية للكنيسة السريانية الأرثوذكسية عندما تمكن الهولنديون من السيطرة على كوشين وقويلون سنة 1661. استدرك البابا الوضع بأن أرسل رهبان كرمليين لاستبدال اليسوعيين، فتمكن هؤلاء من استدراج معظم مسيحيي كيرالا بأن سمحوا باستعمال الطقس السرياني الشرقي بدلاً من الطقس اللاتيني، فتأسست بذلك كنيسة السريان الملبار الكاثوليك.

#### النهضة العربية
وخلال القرن التاسع عشر، كان لبنان ومسيحييه يقودون النهضة القومية العربية، وقد انتقل بعض هؤلاء المفكرين ذوي الأغلبية المسيحية من سوريا ولبنان إلى القاهرة والإسكندرية التي كانت في ظل الخديوي إسماعيل المكان الأكثر انفتاحًا في الدولة العثمانية؛ كذلك فقد استقر بعض هؤلاء في المهجر، لقد أطلق هؤلاء المسيحيون بصحفهم وجمعياتهم الأدبية والسياسية النهضة العربية في القرن التاسع عشر والتي سرعان ما اتسعت لتشمل أطياف المجتمع برمته. وقد سطع أيضًا نجم عدد وافر من الشخصيات المسيحية العربية في الوطن العربي والمهجر في مناصب سياسية واقتصادية بارزة، كما ولا يزال للطوائف المسيحية، دور بارز في المجتمع العربي، لم ينقطع، لعلّ أبرز مراحله النهضة العربية في القرن التاسع عشر، كما لهم اليوم دور فاعل في مختلف النواحي الاجتماعية والاقتصادية والسياسية.

#### مذابح الدولة العثمانية

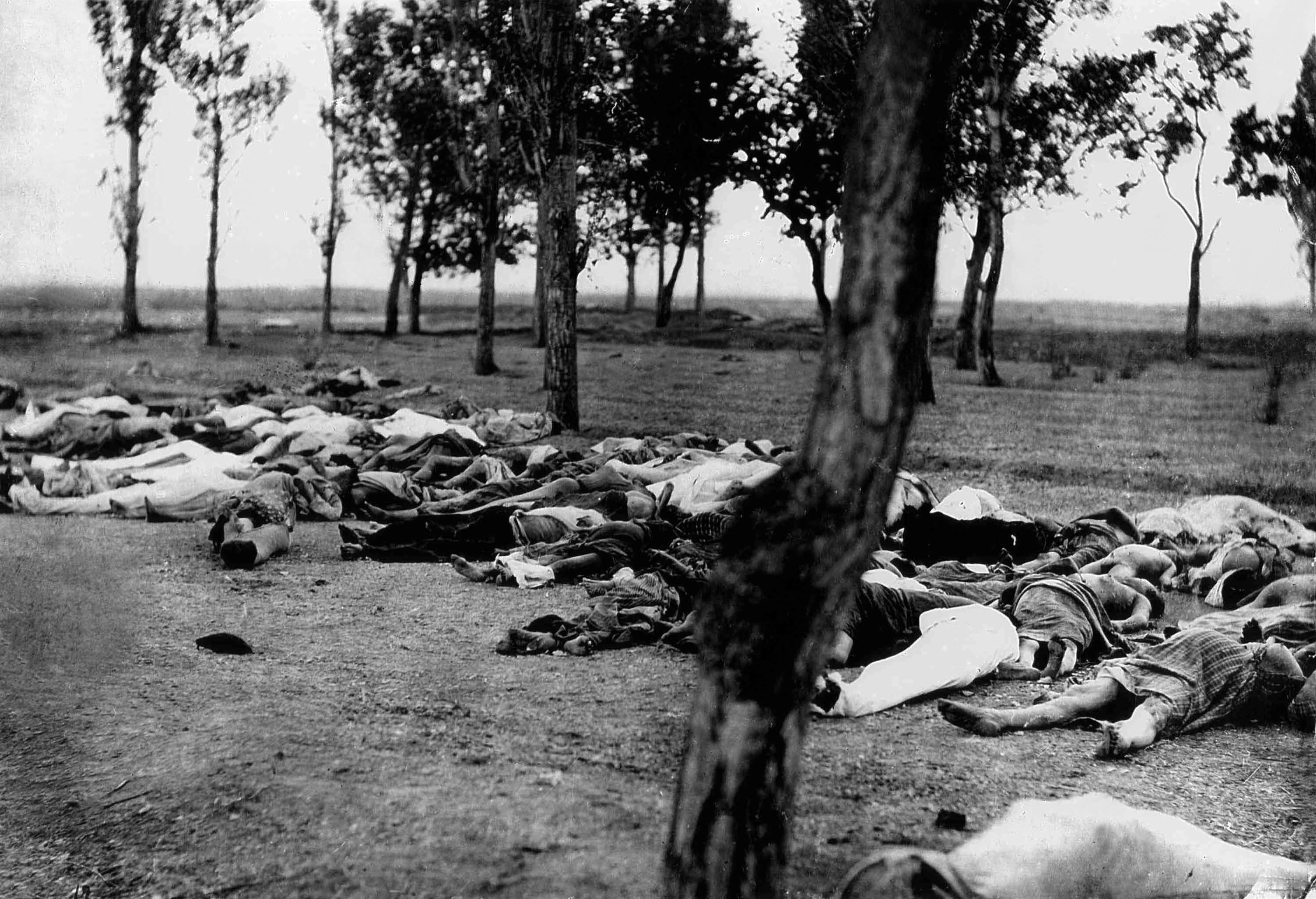
صورة تعود لأوائل القرن العشرين خلال مذابح الأرمن تظهر مجموعة من الأرمن القتلى.

قامت الدولة العثمانية في قتل متعمد والمنهجي للسكان الأرمن خلال وبعد الحرب العالمية الأولى، وقد تم تنفيذ ذلك من خلال المجازر وعمليات الترحيل، والترحيل القسري وهي عبارة عن مسيرات في ظل ظروف قاسية مصممة لتؤدي إلى وفاة المبعدين. يقدّر الباحثين ان اعداد الضحايا الأرمن تتراوح ما بين مليون و 1.5 مليون نسمة. كذلك تعرضت مجموعات عرقية مسيحية بالمهاجمة والقتل من قبل الدولة العثمانية منهم آشوريين/سريان/كلدان وذلك عن طريق سلسلة من العمليات الحربية التي شنتها قوات نظامية تابعة للدولة عثمانية بمساعدة مجموعات مسلحة كردية شبه نظامية استهدفت مدنيين آشوريين/سريان/كلدان أثناء وبعد الحرب العالمية الأولى. أدت هذه العمليات إلى مقتل مئات الآلاف منهم كما نزح آخرون من مناطق سكناهم الأصلية بجنوب شرق تركيا الحالية وشمال غرب إيران. سميت هذه المذابح التي استهدفت السريان باسم مذابح سيفو وتعرف كذلك بالمذابح الآشورية ويقدر الدارسون أعداد الضحايا السريان/الآشوريين بما بين 250,000 إلى 500,000، وضد اليونانيين حيث قامت حكومة تركيا الفتاة الوريثة للدولة العثمانية بتحريض أعمال العنف ضد الأقلية اليونانية البنطية في البنطس وغيرها من المناطق التي تقطنها الأقليات الإغريقية. تضمنمت الحملة مذبحة، نفي من المناطق يتضمن حملات قتل الواسعة ضد هذه الأقليات. كان عدد الضحايا وفقاً للمصادر حوالي النصف مليون.
يرى عدد من الباحثين ان هذه الأحداث، تعتبر جزء من نفس سياسية الإبادة التي انتهجتها الحكومة العثمانية ضد الطوائف المسيحية. ويقدر الدارسين أعداد الضحايا المسيحيين (من أرمن وآشوريين وسريان ويونانيين بنطيين) بين 1.7 مليون إلى 2.7 مليون. وقد تدل التسمية أيضًا على أي من التالي:

#### المسيحية الشرقية في القرن العشرين

##### أوروبا الشرقية

كاتدرائية أرثوذكسية في بلغاريا: عانى المسيحيون في أوروبا الشرقية من تعسف الاتحاد السوفيتي والشيوعية.

كانت الكنيسة الروسية الأرثوذكسية مؤسسة قوية في الامبراطورية الروسية، وأرتبطت بالأسرة الحاكمة، وشكّل النفوذ المتزايد للقس غريغوري راسبوتين أحد الأسباب التي سببت قيام الثورة الروسية عام 1917. أدى قيام الشيوعية سنة 1917 إلى تأثير سلبي على الكنيسة الأرثوذكسية.
في مطلع القرن العشرين بدأت حركة تقارب بين الكنائس والطوائف المسيحية، حيث دعيت هذه الحركة باسم الحركة المسكونية، في سنة 1948 تأسس مجلس الكنائس العالميّ، وهي منظمة تعمل من أجل تقليل الاختلافات حول العقائد وتطوير الوحدة المسيحية، ويضم الآن الكنائس الأرثوذكسية والبروتستانتية كما انضمت الكنيسة الكاثوليكية بصفة مراقب. في النصف الثاني من القرن العشرين نشطت حركة حوار مسكوني «لتعزيز وحدة المسيحيين»؛ في عام 1982 صدر عن الكنيسة الأرثوذكسية المشرقية والكنيسة الكاثوليكية «الإعلان المشترك حول طبعي المسيح»، والذي حلّ الخلاف التاريخي حول مجمع خلقيدونية، وهو السبب الرئيسي في انشقاق هذه الكنائس؛ في عام 1999 صدر عن الكنيسة الكاثوليكية والكنيسة اللوثرية «الإعلان المشترك حول عقيدة التبرير»، التي تبنته جماعات بروتستانتية أخرى، وأفضت لحل السبب الرئيسي الذي فجّر الإصلاح البروتستانتي في القرن السادس عشر؛ أيضًا فإن الخلاف حول صيغة انبثاق الروح، حل بين الكنائس الأرثوذكسية الشرقية والكنيسة الكاثوليكية بقبول الصيغتين. عام 1998 اعترف الأساقفة الأرثوذكس في البطريركية الإنطاكية عبر مؤتمر حلب بخطأ التقويم اليولياني في حساب الفصح.
شهدت دول أوروبا الشرقية مع سقوط الإتحاد السوفياتي والأنظمة الشيوعية صحوة دينية كبرى منها روسيا ممثلة بالعلاقة الوثيقة بين الكنيسة الروسية الأرثوذكسية وفلاديمير بوتين، أوكرانيا، بولندا، صربيا، كرواتيا، رومانيا وبلغاريا. وبحسب بيانات من دراسة القيم الأوروبية بين عام 2008 حتى 2010 شهدت لاتفيا والدول ذات الأغلبية الأرثوذكسية في أوروبا الشرقية، نمواً في الانتماء أو الهوية الدينيَّة خصوصاً بين الشباب من عمر 16 وسن 24. بحسب فيليب مازورجاك من جامعة جورج واشنطن تحدث ثورة مؤيدة للعائلة وإعادة اكتشاف الجذور المسيحية في أوروبا الشرقية. وبحسب دراسة قامت بها مركز بيو للأبحاث عام 2017 المسيحية تنمو وتزدهر في أوروبا الشرقية،
في أكتوبر من عام 2018 أعلنت الكنيسة الروسية الأرثوذكسية قطع صلتها مع بطريركية القسطنطينية المسكونية، وذلك بعدما اعترفت بطريركية القسطنطينية المسكونية، بإستقلال الكنيسة الأوكرانية عن موسكو. واعتراف القسطنطينية بكنيسة مستقلة في أوكرانيا ينهي 332 عاما من الوصاية الدينية الروسية في أوكرانيا، حيث في عام 1686 صدر قانون كنسي منح بطريرك موسكو حق تعيين المتروبوليت في كييف. يمكن أن يؤدي إلى ظهور «عالمين أرثوذكسيين متخاصمين»، أحدهما موال لموسكو التي لديها العدد الأكبر من المسيحيين الأرثوذكس، وآخر موال للقسطنطينية التي تتمتع بالشرعية كونها أول بطريركية في التاريخ المسيحي الشرقي. وأبدى الكرملين قلقاً من اعتراف بطريركية القسطنطينية بكنيسة أرثوذكسية مستقلة في أوكرانيا، محذراً من أن القرار ينذر بانقسام في العالم الأرثوذكسي. في المقابل، رحّبت الحكومة الأوكرانية في كييف بالقرار، ورأى مراقبون أن الاعتراف بكنيسة مستقلة في أوكرانيا يُعد نتيجة طبيعية لتطور الأحداث، بعد ضمّ موسكو شبه جزيرة القرم وتدخلها في شرق البلاد، وينهي «العالم الروسي».

##### الشرق الأوسط

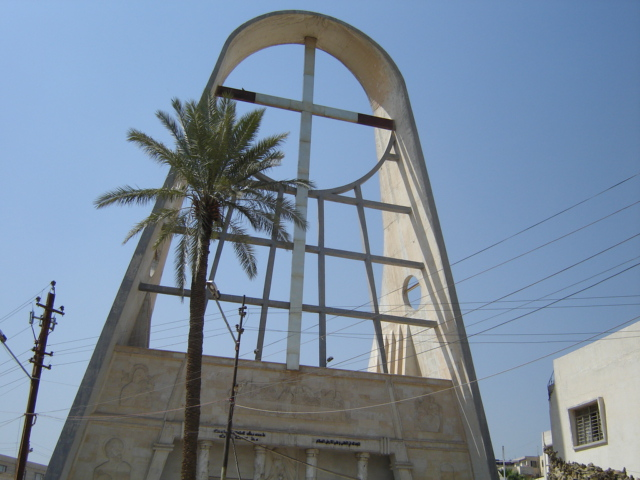
كنيسة سيدة النجاة في بغداد، شهدت الكنيسة مجزرة على يد منظمة دولة العراق الإسلامية التابعة لتنظيم القاعدة في بلاد الرافدين.

تعتبر الهجرة والتهجير إحدى الملمات التي أصابت مسيحيي جنوب بلاد الشام عمومًا، فعلى سبيل المثال في أعقاب حرب 1948 التي أفضت إلى ميلاد إسرائيل، مُسحت عن الوجود قرى مسيحية بأكلمها على يد العصابات الصهيونية وطرد أهلها أو قتلوا، وهكذا فإن كنائس اللد وبيسان وطبرية داخل إسرائيل حاليًا إما دمرت أو أغلقت بسبب عدم بقاء أي وجود لمسيحيين في هذه المناطق، يضاف إلى ذلك وضع خاص للقدس فأغلبية القدس الغربية كانت من مسيحيين قامت العصابات الصهيونية بمسح أحيائها وتهجير سكانها وإنشاء أحياء سكنية يهودية فيها لتشكيل «القدس الغربية اليهودية» وهكذا فكما يقول المؤرخ الفلسطيني سامي هداوي أن نسبة تهجير العرب من القدس بلغت 37% بين المسيحيين مقابل 17% بين المسلمين.
في اليوم السادس والسابع من سبتمبر 1955 أعمال شغب بالدرجة الأولى ضد الأقلية المسيحية اليونانية فضلًا عن اليهود والأرمن. بوغروم إسطنبول سببت تسارع هجرة في اليونانيين (بالتركية : Rumlar) من تركيا، وإسطنبول على وجه الخصوص. إنخفض عدد السكان اليونانيين في تركيا من 119,822 شخصا في عام 1927، إلى حوالي 7,000 في عام 1978. في إسطنبول وحدها، انخفض عدد السكان اليونانيين من 65,108 إلى 49,081 بين الأعوام 1955 و1960. في أرقام نشرت عام 2008 من قبل وزارة الخارجية التركية أشارت إلى أنّ العدد الحالي من المواطنين الاتراك من أصل يوناني يتراوح بين 3,000-4,000. وقالت ديليك جوين المؤرخة ومؤلفة كتاب صدر عام 2005 عن الواقعة ان المقابر دنّست والكنائس نهبت وقتل نحو 12 شخصا واغتصبت مئات النساء وقد حرقت بطريركية القسطنطينية المسكونية مركز الكنيسة الأرثوذكسية والعديد من المنازل والمشاغل والمصالح التي يملكها يونانيون.
رُسخ دور المسيحيين اللبنانيين في أعقاب ميلاد متصرفية جبل لبنان عام 1861، التي كانت ممهدة الطريق نحو ميلاد «دولة لبنان الكبير» عام 1920 بعد جهود حثيثة لنيل الاستقلال بذلتها مختلف الأطراف اللبنانية وعلى رأسهم البطريرك إلياس بطرس الحويك الذي ترأس الوفد اللبناني إلى مؤتمر الصلح ورفض أي نوع من الفيدرالية مع سوريا. نالت الجمهورية اللبنانية استقلالها عام 1943 وولد مع الاستقلال «الميثاق الوطني اللبناني» الذي نصّ على كون رئيس الجمهورية مارونيًا ورئيس الوزارة سنيًا ورئيس مجلس النوّاب شيعيًا، كذلك فقد وزعت المقاعد الوزارية مناصفة بين المسيحيين والمسلمين وسائر وظائف الفئة الأولى الإدارية والأمنية والعكسرية، ولذلك فإن لبنان لا يعتبر الدولة الوحيدة في الوطن العربي التي يرأسها مسيحي، بل الدولة الوحيدة أيضًا التي يلعب فيها المسيحيون دورًا فاعلاً وأساسيًا في الحياة العامة؛ وخلال الفترة الممتدة بين 1943 و1975 شهد لبنان ازدهارًا اقتصاديًا واجتماعيًا وثقافيًا غير مسبوق حتى دعي «سويسرا الشرق» وما عاق هذا التقدم هو اندلاع الحرب الأهلية اللبنانية على أسس مذهبية في 13 أبريل 1975. استمرّت الحرب اللبنانية خمسة عشر عامًا، ولم تعد حرب لبنانيين بقدر ما كانت حرب آخرين على أرض لبنان، فمن المعلوم على سبيل المثال أن الحرب بين عامي 1988 و1990 والتي كان قطبيها سليم الحص وميشال عون كانت فعليًا حربًا بين النظامين السوري والعراقي، فبينما دعم السوريون بواسطة الجيش السوري حكومة الحص زوّد صدام حسين بقايا الجيش اللبناني مع ميشال عون بالمال والسلاح. في 1990 تم التوصل لاتفاق الطائف الذي أنهى الحرب الأهلية محافظًا على المناصفة بين المسيحيين والمسلمين وحافظ أيضًا على توزيع الرئاسات الثلاث ونقل جزء من صلاحيات رئيس الجمهورية إلى مجلس الوزراء مجتمعًا، محولاً بذلك البلاد من النظام نصف الرئاسي إلى النظام البرلماني.
تسارعت وتيرة هجرة وتهجير مسيحيين العراق بشكل كبير في أعقاب غزو العراق عام 2003 وما رافقه من انتشار لمنظمات متطرفة شيعية وسنيّة. على سبيل المثال ومع بداية صوم العذراء في 1 أغسطس/آب 2004 تعرضت خمس كنائس للتفجير سويّة، مسلسل تفجير الكنائس لم يتوقف بل استمر وتطور بحيث شمل محلات بيع المشروبات الكحولية والموسيقى والأزياء وصالونات التجميل، وذلك بهدف إغلاق أمثال هذه المحلات، كذلك تعرضت النساء المسيحيات إلى التهديد إذا لم يقمن بتغطية رؤوسهن على الطريقة الإسلامية، وحدثت عمليات اغتيالٍ لعدد من المسيحيين بشكل عشوائي. أصيبت المسيحية السوريّة بدورها بالهجرة خاصًة عقب الأزمة السورية من نتائج تصاعد التطرف الديني وما رافقه من خطابات وعمليات طائفية وسيطرة الدولة الإسلامية في العراق والشام على مناطق ذات كثافة مسيحية، ما أدّى تزايد الهجرة بشكل متسارع.

## الوضع الراهن

### الشرق الأوسط

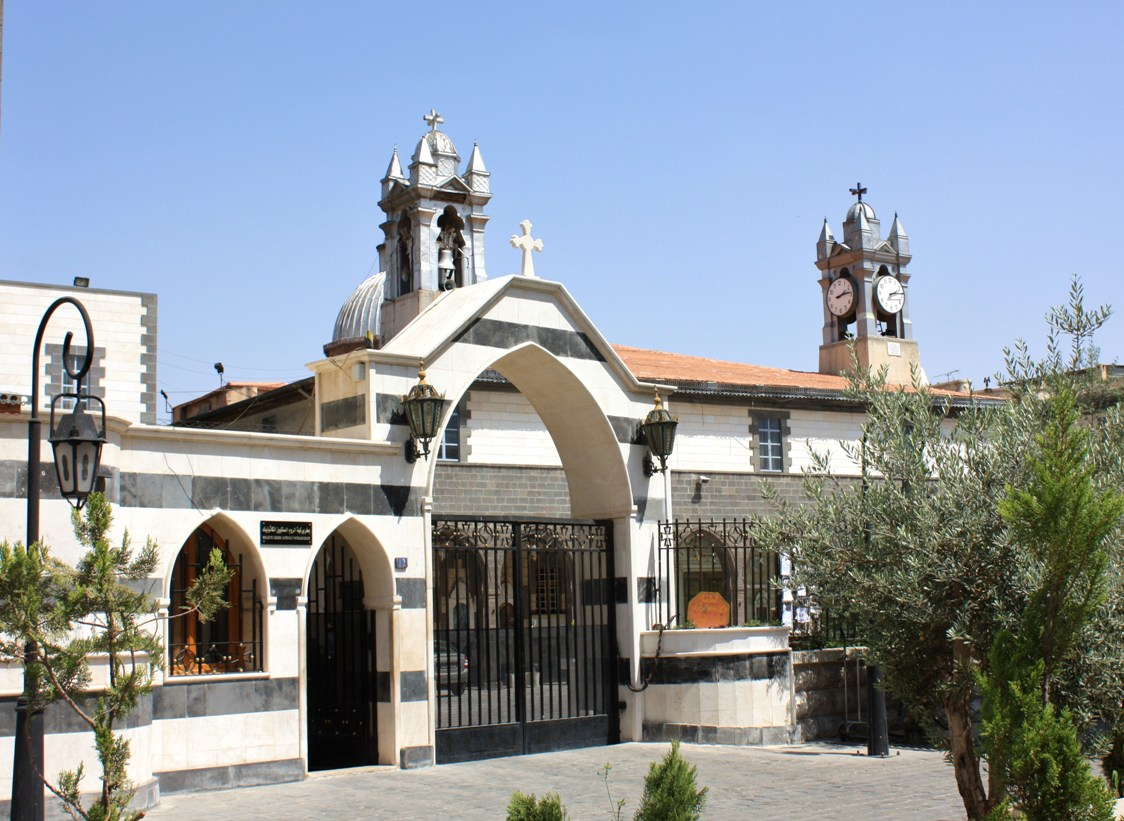
كاتدرائية سيدة النياح وتعرف أيضًا باسم «كنيسة الزيتون» وتعتبر مقر كنيسة الروم الملكيين الكاثوليك في العالم، وتقع في باب شرقي بدمشق القديمة.

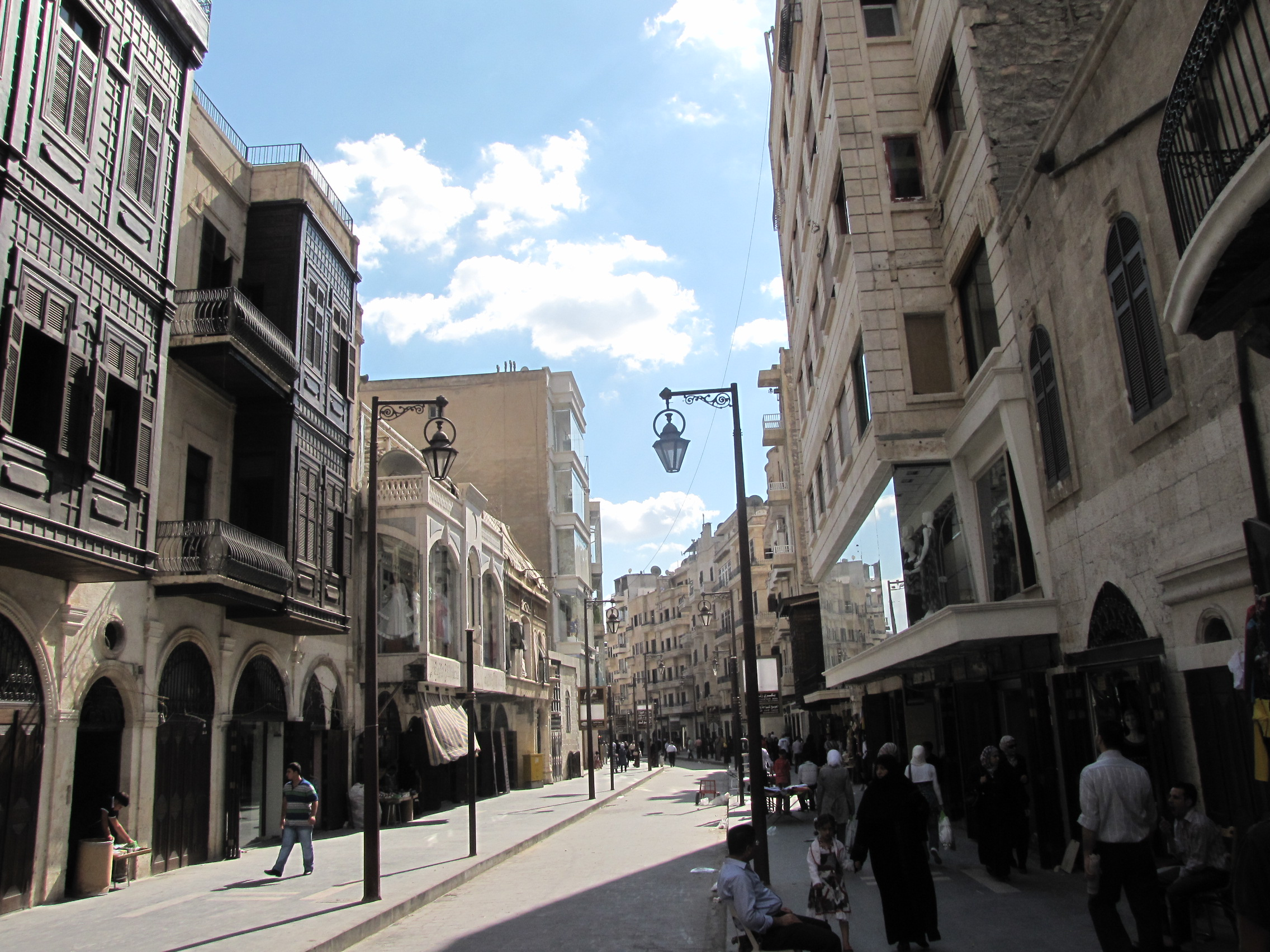
شارع في حي الجديدة، وهو الحي المسيحي في مدينة حلب.

تواجدت المسيحية منذ نشأتها في الشرق الأوسط بسبب كون المنطقة مهد المسيحية، وكانت هي الديانة الرئيسية في المنطقة منذ القرن الرابع وحتى الفتوحات الإسلامية. اليوم المسيحيين تصل نسبتهم إلى 5% مقارنة ب20% في أوائل القرن العشرين.
تشكل مصر أكبر تجمّع داخل الشرق الأوسط في حين يشكل لبنان التجمع الأعلى من حيث النسبة؛ هناك تواجد ملحوظ للمسيحيين في سوريا والأردن وفلسطين والعراق كما تضم بعض البلدان المجاورة مثل إسرائيل وتركيا وإيران تجمعات من المسيحيين، كما ويوجد أكثر من مليوني مسيحي في جنوب السودان، لكن لا يحسب هؤلاء ضمن سكان الشرق الأوسط.
عدد المسيحيين في الشرق الأوسط آخذ في الانخفاض بسبب عوامل منها انخفاض معدلات المواليد مقارنة مع المسلمين والهجرة واسعة النطاق بسبب الاضطهادات ومعاداة المسيحية، قابله ازدياد عدد المسيحيين في مجلس تعاون الخليج العربي مع توافد إلى هذه الدول أعداد كبيرة من المغتربين المسيحيين حول العالم، أما المغترب المسيحي الشرق أوسطي الذي نشط في القرنين الثامن عشر والتاسع عشر وتسارع مع نوائب القرنين العشرين والحادي والعشرين أبرزها غزو العراق، فهو ممتد من أستراليا إلى أوروبا وأمريكا الشمالية ونظيرتها الجنوبية.
أكبر مجموعة مسيحية في الشرق الأوسط الناطقة بالعربية تتواجد في مصر ويسمى مسيحييها الاقباط، وتتراوح أعدداهم بين 6 إلى 10 مليون. على الرغم من أن المصادر القبطية ترى أن الرقم أقرب إلى 12-16 مليون. الأقباط يقيمون في مصر بشكل رئيسي، مع تواجد مجتمعات محلية صغيرة في إسرائيل وقبرص والأردن.
الكنيسة المارونية تحل ثانيًا بعد الكنيسة القبطية على مستوى الشرق الأوسط. وتتراوح أعداد الموارنة في الشرق الأوسط بين 1.1 و1.2 مليون. أما الآشوريون/سريان/كلدان فتصل أعدادهم قريب 2 مليون. وقد عانى أبناء هذه المجموعة من تناقص أعدادهم إذ تقلص عددهم بأكثر من النصف بسبب المذابح الآشورية عشية الحرب العالمية الأولى، في السنوات الأخيرة هاجر عدد كبير منهم من العراق. أكبر جالية مسيحية سريانية في الشرق الأوسط تتواجد في سوريا إذ تتراوح أعدادهم بين 877,000–1,139,000 بينما انخفضت في العراق إلى 400 ألف مقارنة بين 0.8 إلى 1.2 مليون عشية الغزو الأمريكي للعراق.
المسيحيين العرب وهم غالبًا أبناء الكنائس الملكانية فتصل أعداد الروم الأرثوذكس إلى 400,000 إلى جانب مليون من أتباع كنيسة الروم الملكيين الكاثوليك والذين يتم تصنيفهم كمسيحيين عرب.

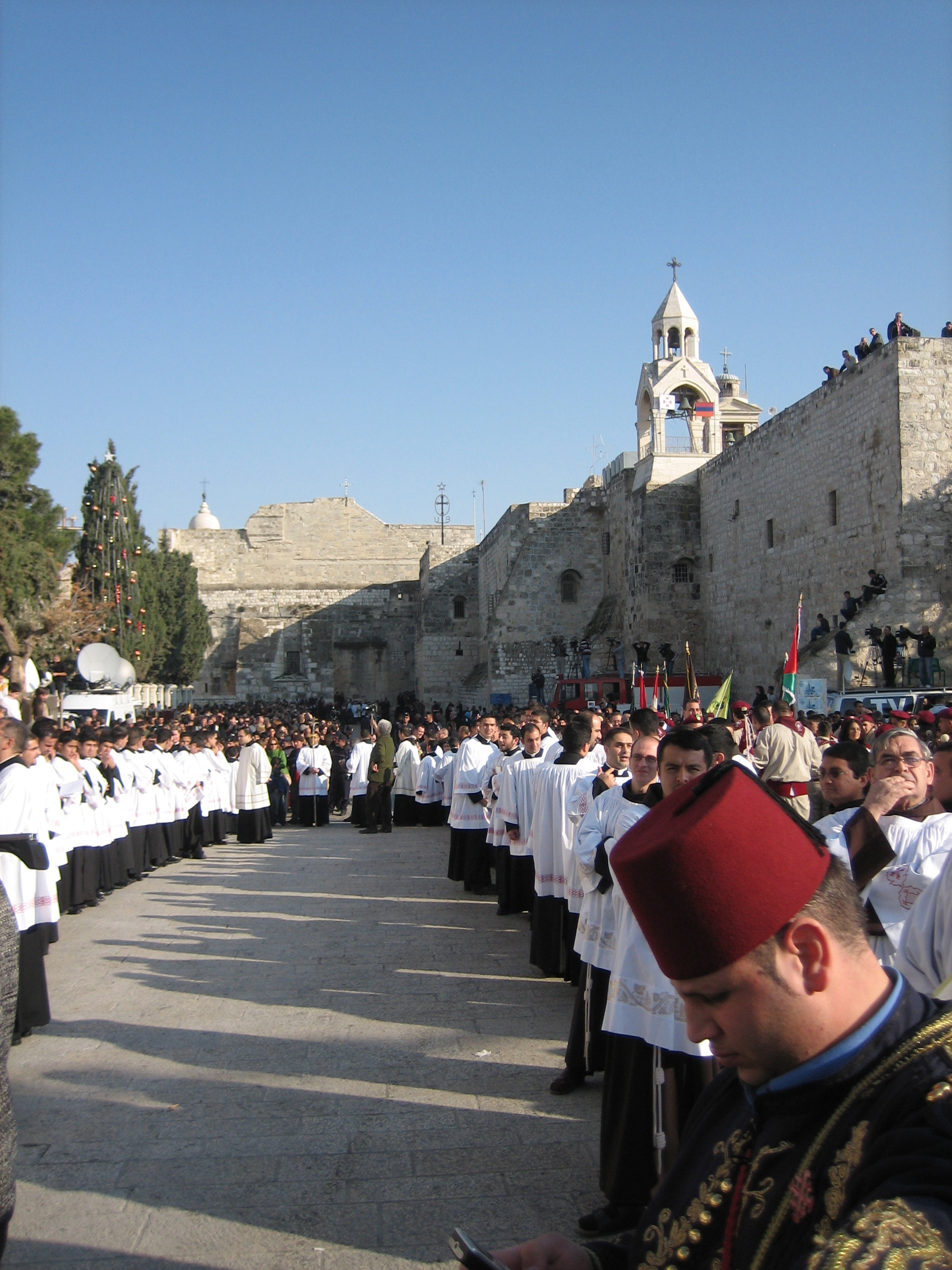
احتفالات مسيحيون فلسطينيون بساحة كنيسة المهد في بيت لحم.

عدد المسيحيين الأرمن يبلغ نحو نصف مليون نسمة، مع أكبر تواجد في لبنان بحوالي 254,000. كنيسة الأرمن الأرثوذكس وهي ضمن عائلة الكنائس الأرثوذكسية المشرقية هي أكبر تجمع مسيحي في إيران وتركيا. مجتمعات أرمنية تقيم أيضًا في كل من سوريا وفلسطين خاصًة في القدس وإلى درجة أقل في دول الشرق الأوسط الأخرى.
اليونانيين الذين كانوا من أكبر التجمعات المسيحية في الشرق الأوسط، انخفضت أعدادهم منذ الفتوحات الإسلامية، ومؤخرًا انخفضت بشدة في تركيا، وذلك نتيجة مجازر اليونان البنطيين والتي أعقبت الحرب العالمية الأولى. اليوم أكبر مجتمع يوناني في منطقة الشرق الأوسط يكمن في قبرص الذين يبلغ عددهم حوالي 793,000 وذلك في عام 2008. قبرص هي الدولة الوحيدة ذات الغالبية المسيحية في الشرق الأوسط.
ويتواجد أيضًا في بعض دول الخليج العربي مثل الكويت والبحرين أقليات مسيحية من السكان المحليين كما ويتواجد في كافة دول الخليج العربي جاليات مسيحية كبيرة وفدت للعمل، بالإضافة إلى المسيحيون اليهود الذين جاءوا إلى إسرائيل من الدول الأوروبية، خاصًة دول الاتحاد السوفياتي السابق، أو من معتنقو المسيحية.
وقد سطع أيضًا نجم عدد وافر من الشخصيات المسيحية المشرقية في الشرق الأوسط والمهجر في مناصب سياسية واقتصادية بارزة، كما ولا يزال للطوائف المسيحية، دور بارز في المجتمع العربي، لم ينقطع، لعلّ أبرز مراحله النهضة العربية في القرن التاسع عشر، ومسيحي الشرق الأوسط هم أغنياء نسبيًا، ومتعلمين، ومعتدلين سياسيًا، كما لهم اليوم دور فاعل في مختلف النواحي الاجتماعية والاقتصادية والسياسية.

### أوروبا الشرقية

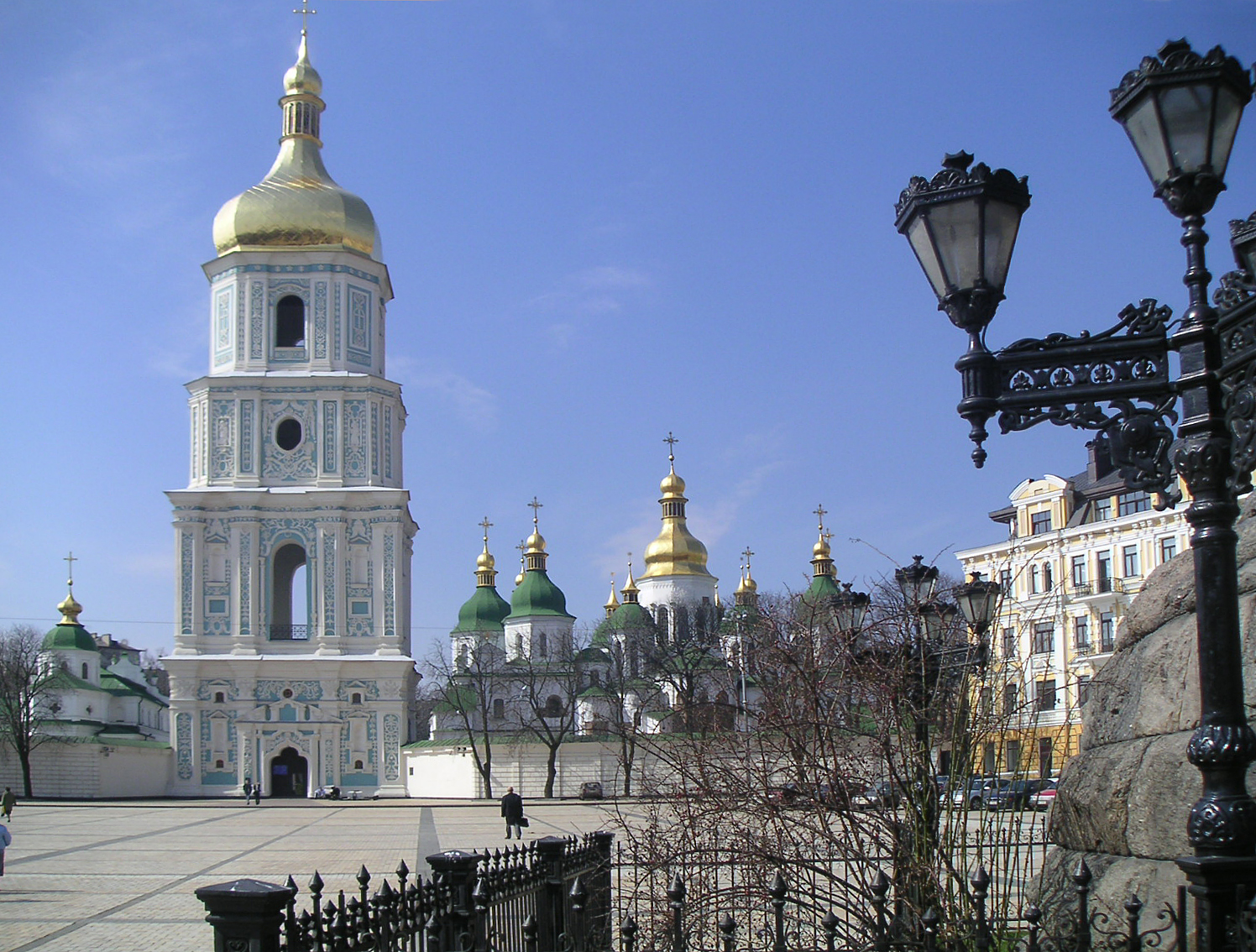
كاتدرائية صوفيا المقدسة، في كييف.

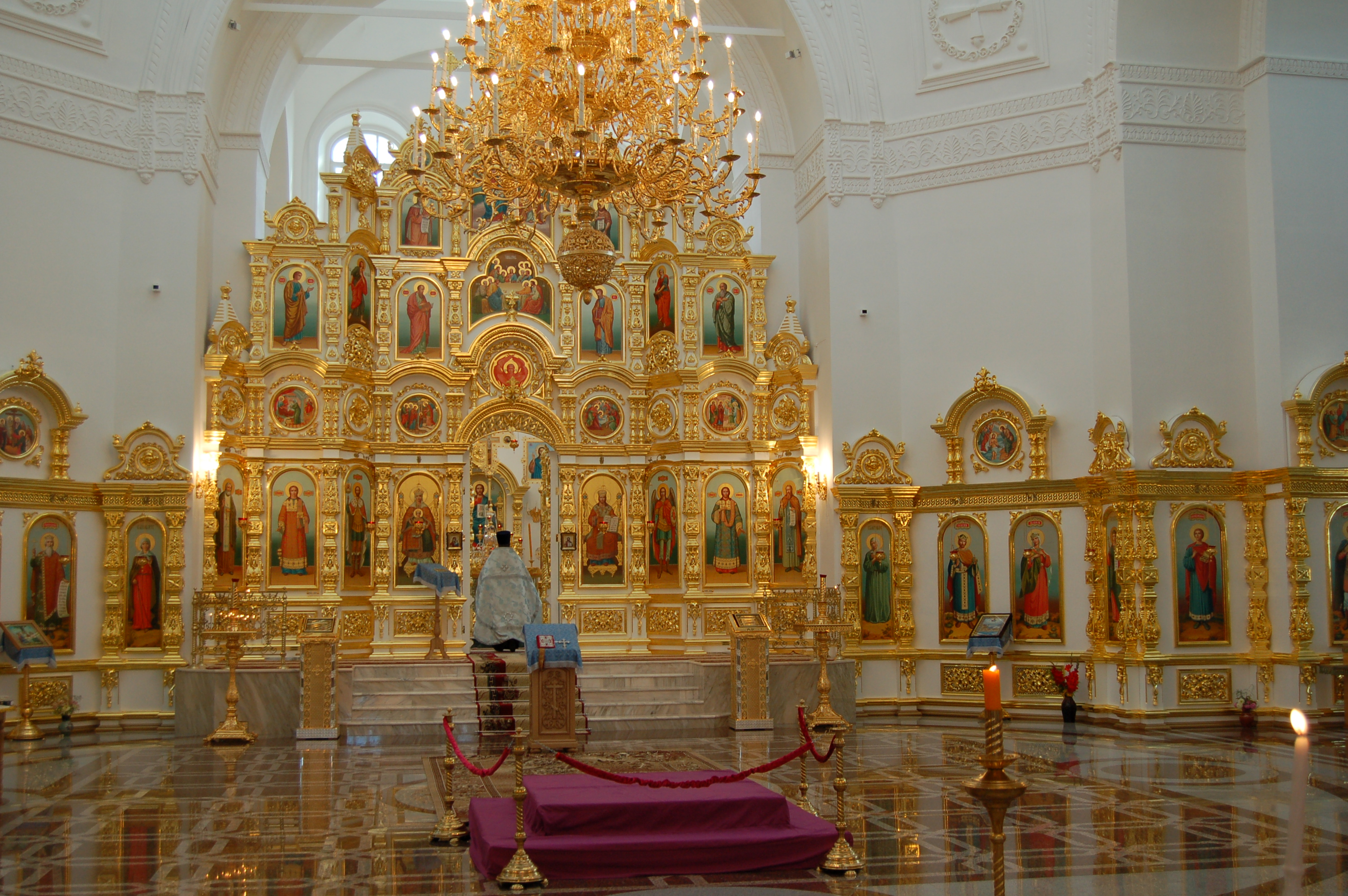
داخل كاتدرائية أرثوذكسية في مدينة موسكو.

أعيد تأسيس البطريركية الروسية الأرثوذكسية عام 1917 قبل شهرين من بدء الثورة البلشفية وذلك بتنصيب تيخون كبطريرك للكنيسة، ولكن تحت الحكم السوفييتي كانت الكنيسة محرومة من حقوقها القانونية وتعرضت لعملية قمع واضطهاد وخسرت الكثير من أتباعها نتيجة سيادة الفكر الإلحادي في الاتحاد السوفييتي وفي عام 1925 سجن البطريرك وقتل بأمر السلطات، ولكنها شهدت نهضة روحية كبيرة عقب انهياره عام 1991 حيث عاد إليها الملايين من الروس.
منذ انهيار الشيوعية تعرف الكنيسة الأرثوذكسية نهضة قوية في روسيا حيث عادت لتشكل رباطاً للهوية الوطنية شاغلة الفراغ الذي خلّفه سقوط الايديولوجية السوفياتية، رافقه تنامى التأثير السياسي للكنسية الأرثوذكسية الروسية في الآونة الأخيرة وتوافقها مع سياسات الكرملين، وهو ما عرضها لعدة انتقادات.
شهدت الأرثوذكسية بعد سقوط الشيوعية نشوء عدد من الكنائس الوطنية منها الكنيسة الأوكرانية الأرثوذكسية والتي أصبحت عام 1990 مستقلة بإدارة شؤونها الداخلية مع التبعية الرسمية للكنيسة الروسية الأرثوذكسية. وهي تعتبر نفسها الوريث الحقيقي للكنيسة التي أسسها فلاديمير الكبير في البلاد منذ القرن العاشر. أسقفها الحالي هو المتربوليت فلاديمير سابودان، يتبع الكنيسة 10,875 رعية تضم أكثر من 35 مليون فرد، تؤلف 68% من مجموع أرثوذكس البلاد.
عام 1967 وقع انشقاق بين الكنيسة الصربية والمقدونية، على إثره أعلنت الكنيسة المقدونية الأرثوذكسية استقلالها، ولكنها لم تلق اعترافا بقانونيتها وشرعيتها من المجمع الأرثوذكسي المقدس. وعام 2002 وبعد فشل المفاوضات لإعادة الوحدة بين الكنيستين قامت البطريركية الصربية بتشكيل أسقفية جديدة في جمهورية مقدونيا يرأسها الأسقف جوفان Jovan والذي كان سابقا أسقفاً مقدونياُ خرج عن الكنيسة المقدونية الأرثوذكسية. ليصبح أول رعاة أسقفية أوهريد الأرثوذكسية حديثة التأسيس.
بعد أن سقطت الدولة العثمانية والإمبراطورية النمساوية والروسية في أعقاب الحرب العالمية الأولى طرأت تغيرات مهمة على بنى الكنيسة الأرثوذكسية. ففي الجمهوريات المستقلة حديثاً (فنلندا، لاتفيا، إستونيا وليتوانيا) أعلنت الأقليات الأرثوذكسية استقلال كنائسها، كما قامت في بولندا كنيسة تحكم نفسها بنفسها. أما التغيرات في البلقان فكانت ذات أهمية خاصة، فقد اتحدت المجموعات الخمس لأبرشيات صربيا تحت لواء بطريرك واحد مقره في بلغراد عاصمة الاتحاد اليوغسلافي سابقاً، كما أن أبرشيات رومانيا ألّفت بطريركية رومانيا الجديدة في عام 1925 وهي أكبر الكنائس البلقانية التي تحكم نفسها بنفسها. وفي عام 1937 اعترفت بطريركية القسطنطينية المسكونية باستقلال كنيسة ألبانيا. أمّا الكنيسة اليونانية الأرثوذكسية فحافظت على مكانتها الشرعية التي اكتسبتها منذ القرن التاسع عشر وحظيت بتأييد جميع الأنظمة التي توالت على اليونان.

### القوقاز

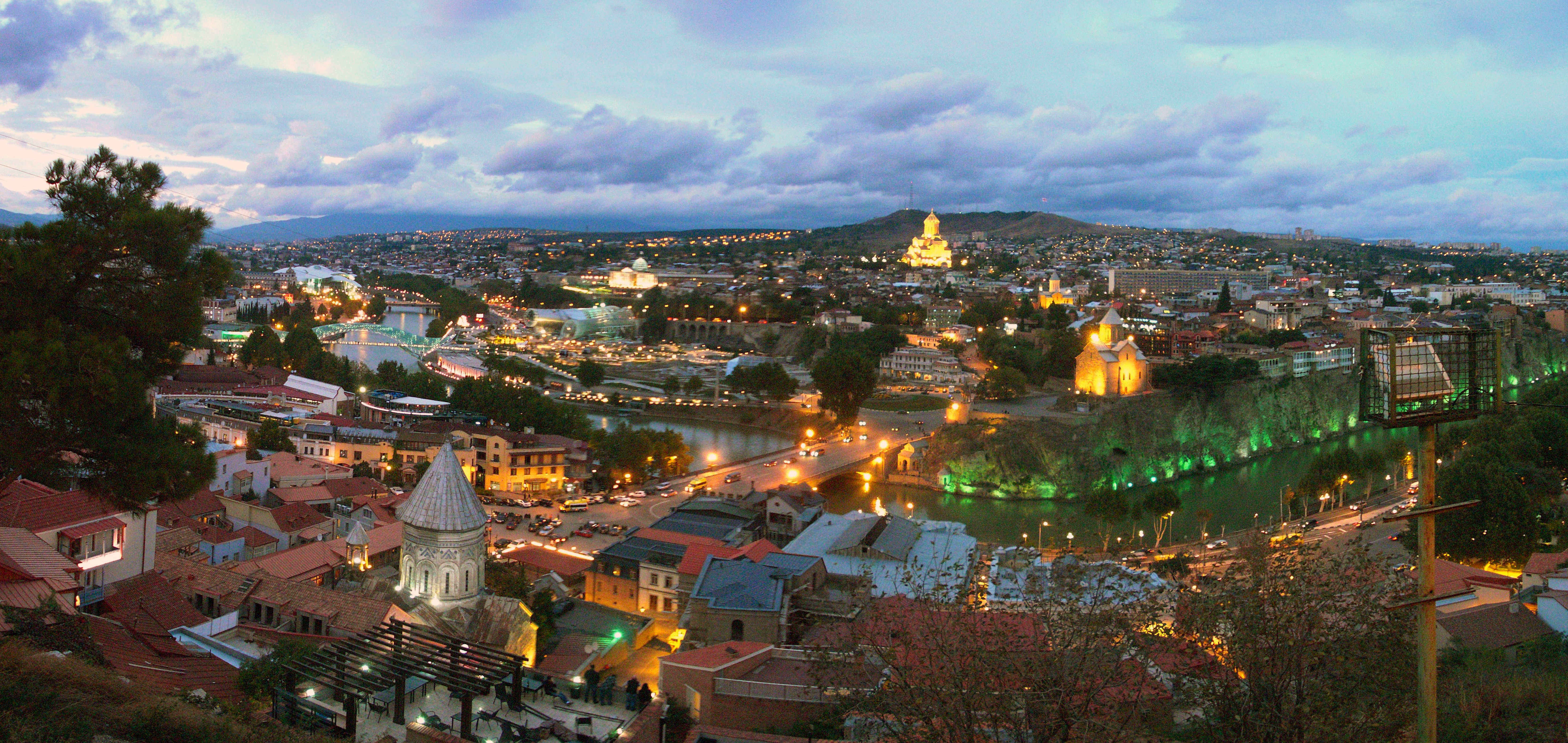
المركز التاريخي في تبليسي عاصمة جورجيا؛ طورّت الكنيسة الجورجية الرسولية الأرثوذكسية ثقافتها المسيحيّة الشرقيّة الخاصة.

ينتمي حاليًا أكثر من 93% من المسيحيين الأرمن إلى الكنيسة الرسولية الأرمنية الأرثوذكسية، سواءً داخل أرمينيا أم خارجها. بنتيجة حركات الإتصال مع الفاتيكان خلال القرون الأخيرة، نشأت طائفة الأرمن الكاثوليك عام 1712 على يد مخيتار سبسطية. غير أنها لم تستطع أن تنتشر انتشارًا ملحوظًا داخل أرمينيا، بيد أن عددًا من الشتات الأرمني في سوريا ولبنان قد انتسب إليها، ويقع مقر بطريركيتها في بزمار إحدى بلدات لبنان.

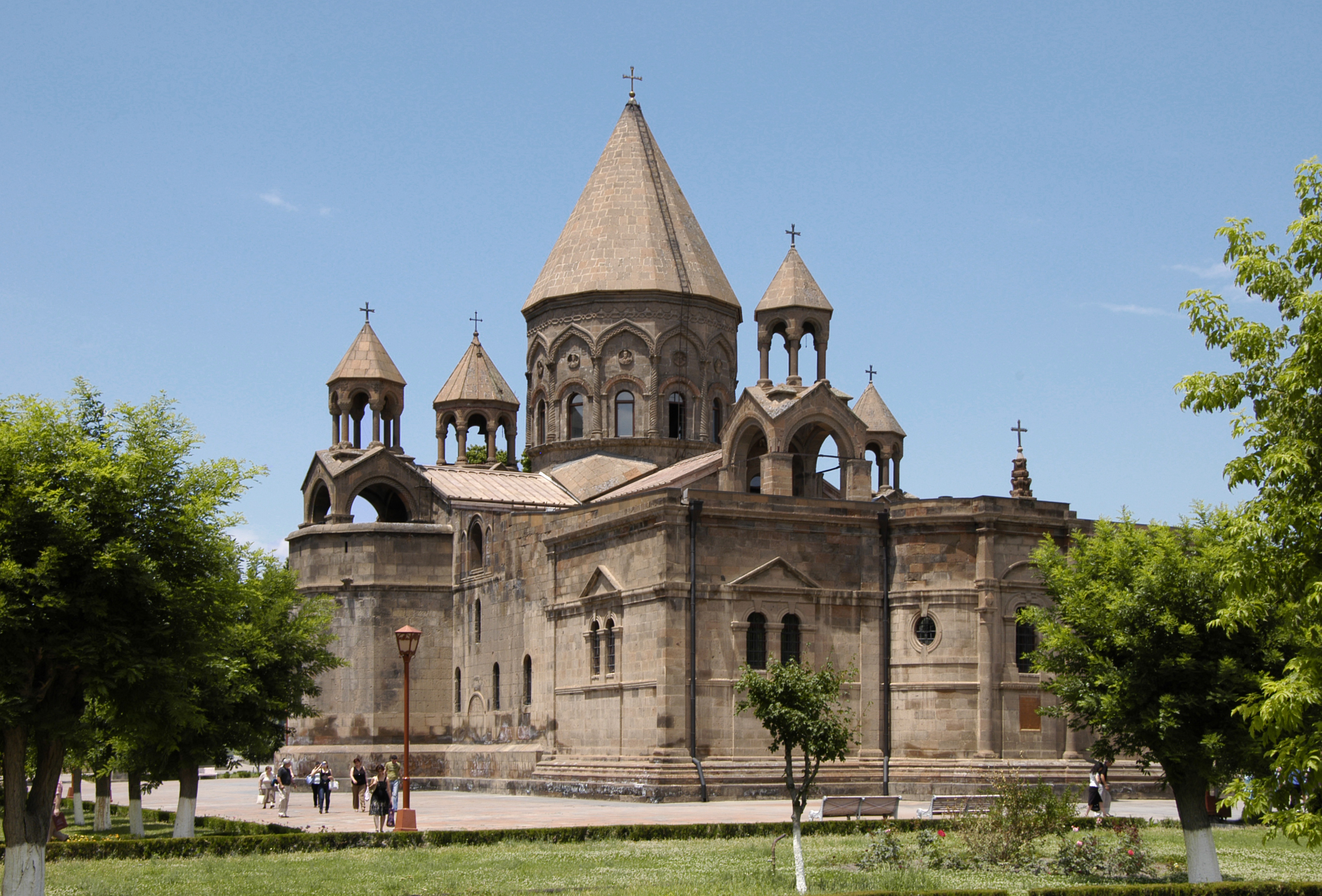
كاتدرائية إتشميادزين في أرمينيا؛ وهي المركز الروحي والثقافي والتاريخي للكنيسة الأرمنيّة الأرثوذكسيّة.

قامت الكنيسة الأرمنية، بدور بارز في الحفاظ على الثقافة والهوية الأرمنية، على سبيل المثال يشتهر الرهبان الأرمن الكاثوليك بسلسلة من المنشورات العلمية من الإصدارات بالأرمنية لنصوص يونانية قديمة. هناك إلى جانب الكنائس الأرمنية، عدد قليل من أتباع الكنائس غير أرمنية الطقس واللغة من أمثال الكنيسة الرومانية الكاثوليكية أو الكنائس البروتستانتية.
المسيحية هي ثاني أكبر الأديان في أذربيجان. وتترواح نسبة المسيحيون نسبة 3% إلى 4.8% من السكان (حوالي 450,000)، أبرز الكنائس المسيحيَّة في أذربيجان هي الكنيسة الروسيَّة الأرثوذكسيَّة والكنيسة الجورجيَّة الأرثوذكسيَّة والكنيسة الرومانيَّة الكاثوليكيَّة والكنيسة اللوثريَّة الپروتستانتيَّة والكنيسة الأرمنيّة الأرثوذكسيّة (تقريباً جميع الأرمن يعيشون في مقاطعة ناغورني قرة باغ في حين تم تهجير).
أدَّى النزاع حول إقليم قره‌ باغ بين أرمينيا وأذربيجان بدايةً من شهر يناير عام 1990م، أدَّى إلى قيام البرنامج المناهض للوجود الأرمني في البلاد، فتمَّ التعامل مع الأرمن بحزم وصرامة شديدة، وطُردوا إينما وجدوا، وكان من ضمنهم بطبيعة الحال جمهرة باكو، فرُحِّل جميع أبناء المدينة من الأرمن إلى أرمينيا. وكانت الجاليّة الأرمنيّة الأرثوذكسيّة في باكو تشكل إحدى المراكز الثقافيّة والاقتصادية والسياسيّة في القوقاز في النصف الثاني من القرن التاسع عشر. حيث كان غالبيّة مالكين حقول النفط من الأرمن.
الكنيسة الجورجية الرسولية الأرثوذكسية المستقلة وهي إحدى أقدم الكنائس المسيحية في العالم. وفرت إحساساً قوي بالهوية الوطنية التي ساعدت في الحفاظ على الهوية الوطنية الجورجية على الرغم من الفترات متكررة من الاحتلال الأجنبي ومحاولات الاستيعاب.
وفقًا لدستور جورجيا، المؤسسات الدينية منفصلة عن السلطة، ولكل مواطن الحق في الدين. ومع ذلك، فإن معظم سكان جورجيا (82%) يعتنقون المسيحية الأرثوذكسية، كما أن الكنيسة الأرثوذكسية الجورجية من المؤسسات النافذة في البلاد.

### آسيا الوسطى

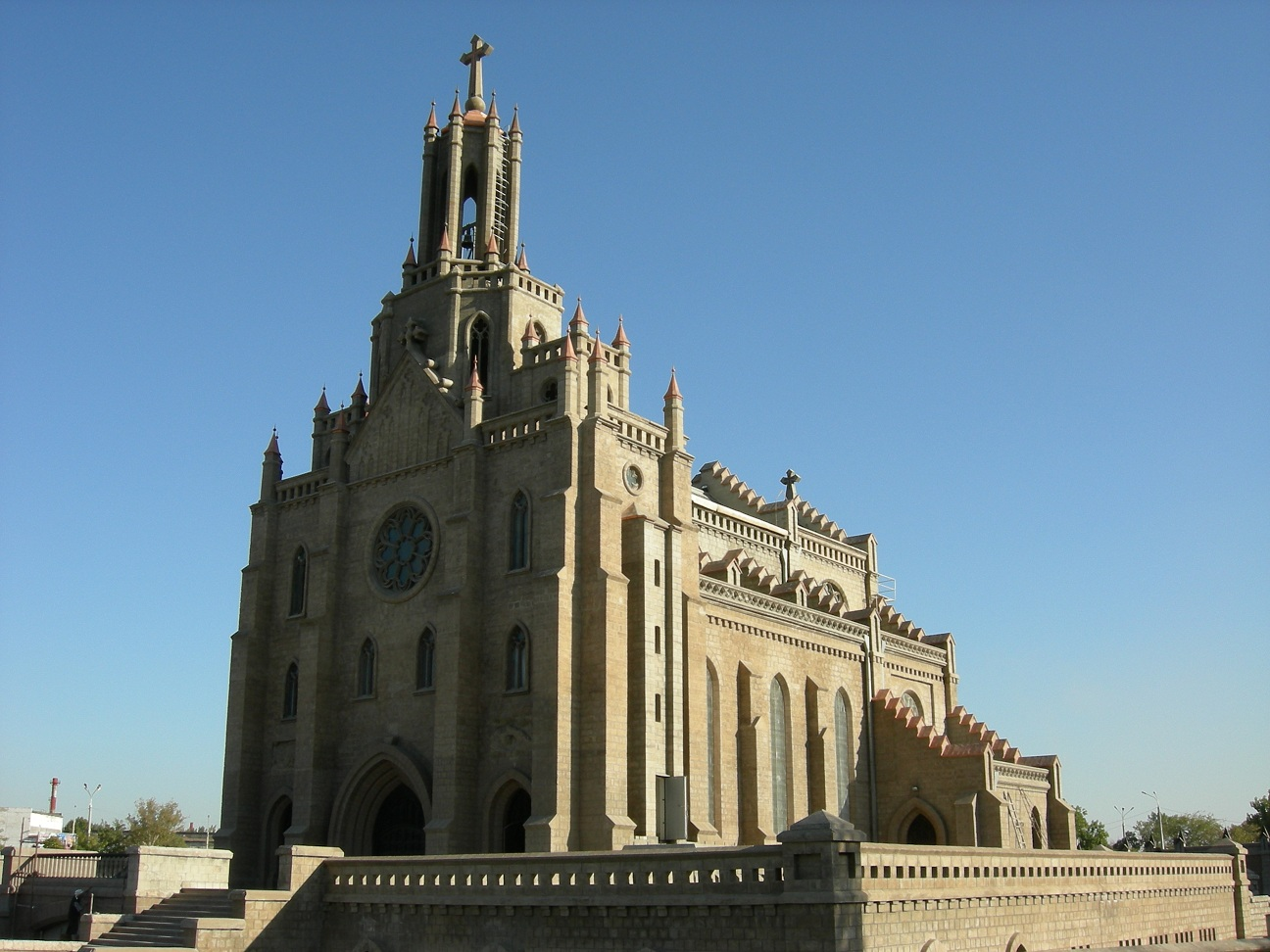
كنيسة مسيحية في طشقند، أوزبكستان.

المسيحية هي الديانة الثانية من حيث عدد الأتباع في آسيا الوسطى، وتغلب التقاليد المسيحية الشرقية بين مسيحيين المنطقة إذ تعد الكنيسة الروسية الأرثوذكسية أكبر الكنائس المسيحية في المنطقة، وتعد الطائفة المسيحية الأكثر نفوذًا وعددًا في كافة بلدان آسيا الوسطى. أكبر عدد من المسيحيين في المنطقة يتواجد في كازخستان حيث يقطن فيها 4.1 مليون مسيحي، ومن ثم قيرغيزستان التي تحوي مليون مسيحي، وتليها أوزبكستان (630,000)، وتركمانستان (320,000)، وأذربيجان (280,000). وتشهد المنطقة هجرة للسكان ذوي الأصول الروسية واسعة النطاق إلى خارج البلاد والتي تلعب دوراً رئيسياً في معدل النمو الإجمالي السلبي للمسيحية في المنطقة.
عمومًا علاقة المسيحيين والمسلمين تتسم بالوئام. وذلك على الرغم من أن الحكومات مثل حكومة أوزبكستان في كثير من الأحيان تمارس ضغوطات واضطهاد على المسيحيين. خاصًة على معتنقو المسيحية ذوي الخلفية المسلمة وهم أغلبهم بروتستانت أي أتباع التقاليد المسيحية الغربية. وفي أوائل عام 2009 سنّت طاجيكستان قانونًا جديدًا بشأن الممارسات الدينية التي تحد أساسًا من العبادة. القانون الجديد يفرض الرقابة على المؤلفات الدينية ويقيد أداء الطقوس في الأماكن التي وافقت عليها الدولة. وقد استخدم هذا القانون لحظر جماعة اغاثة مسيحية.

### الشتات

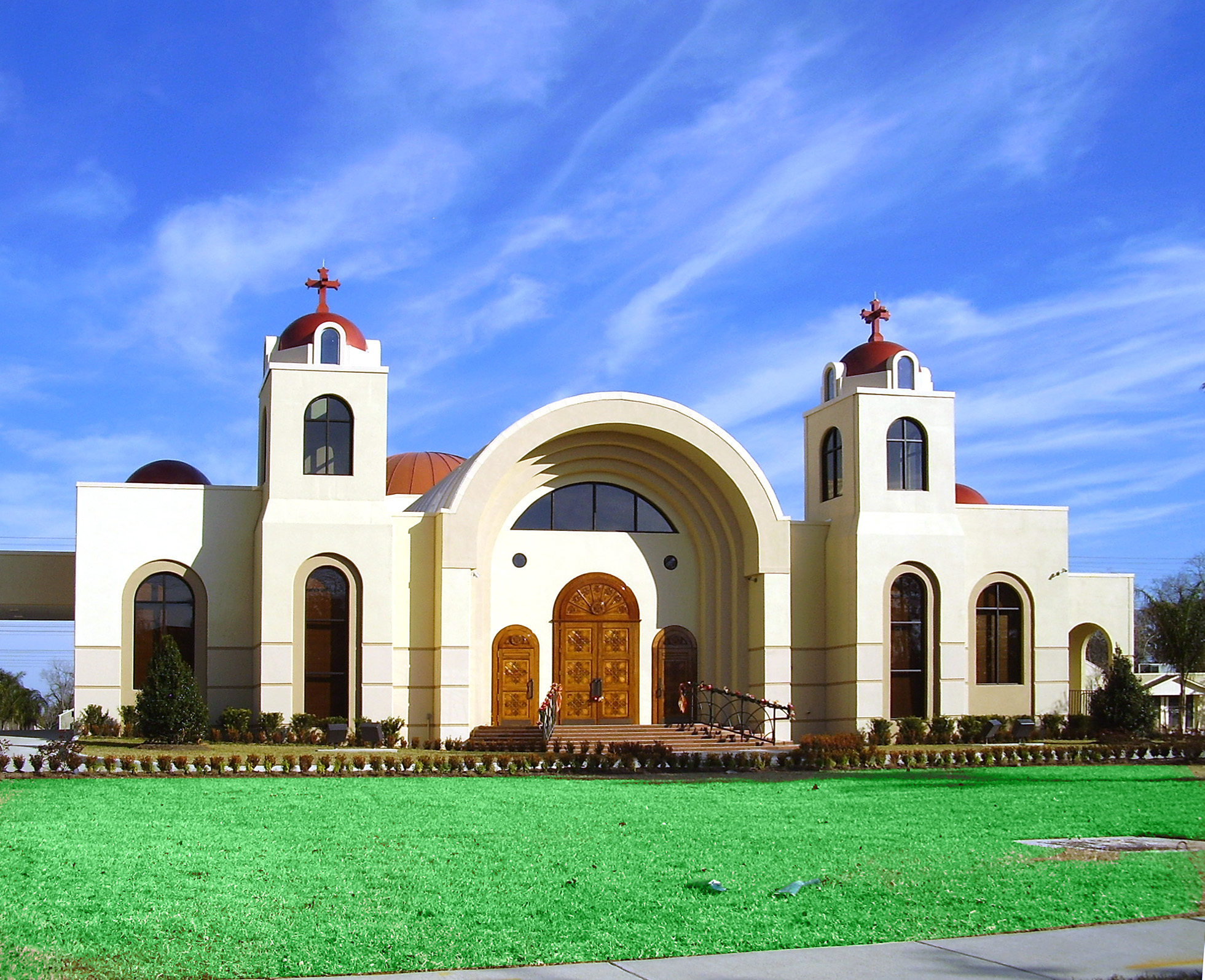
كنيسة القديس مرقس القبطية الأرثوذكسية في الولايات المتحدة.

منذ الحرب العالمية الأولى توزّع الملايين من سكان أوروبا الشرقية والشرق الاوسط في مناطق مختلفة لم يسكنها الأرثوذكس من قبل. فقيام الأنظمة الشيوعية سنة 1917 في الدول الأرثوذكسية تقليديًا؛ تسبب بهجرات واسعة إلى أوروبا الغربية ولا سيما فرنسا، وحاولت بطريركية موسكو أن تفرض وصايتها على الكنائس الأرثوذكسية في الشتات وذلك عام 1925. بيد أنها لاقت معارضة كبيرة من الأساقفة الذين غادروا أبرشياتهم وفروا من روسيا وحلّوا ضيوفاً على الكنيسة الصربية، فحولوا مركز قيادتهم إلى نيويورك باسم «الكنيسة الروسية الأرثوذكسية خارج روسيا» ولم يقيموا أي علاقات كنسية رسمية مع البطريركيات والكنائس الأرثوذكسية، كما وجدت «الكنيسة الأرثوذكسية الأوكرانية في الشتات» نفسها في الوضع الكنسي ذاته، وانضمت مجموعات أرثوذكسية أخرى في الشتات إلى البطريركية المسكونية.
بعد الحرب العالمية الثانية هاجر كثير من اليونانيين إلى أوروبا الغربية وأستراليا ونيوزلندة وأفريقيا. وفي إفريقية استطاع المهاجرين اليونان اجتذاب عدد لا بأس به من الأفارقة إلى الأرثوذكسية في أوغندا وكينيا وتنزانيا.
هناك تواجد ملحوظ للكنائس المسيحية الشرقية في أمريكا اللاتينية تتكون هذه الكنائس من موجات المهاجرين المسيحيين العرب خاصًة من اللبنانيين الموارنة، السوريين، المسيحيين الفلسطينيين، بالإضافة إلى موجات المهاجرين من الأرمن واليونانيين والروس والأوكرانيين وغيرهم من الشعوب التي يعود أصولها إلى أوروبا الشرقية. ويعتبرون من الأقليات الناجحة جدًا إذ أنّ الغالبية منهم ينتمون إلى الطبقة العليا والوسطى ومن المتعلمون كما وقد برز عدد منهم في السياسة والاقتصاد والثقافة.
اعتبارا من عام 2000 تواجد حوالي مليون شخص من أتباع الطوائف الأرثوذكسية الشرقية أو الأرثوذكسية المشرقية في الولايات المتحدة، أو 0.4% من مجموع السكان، الطوائف المسيحية الشرقية لديها معدلات عالية في التعليم والحاصلين على شهادات جامعية (68%) والثروة حيث يحصّل 57% من الأرثوذكس على دخل مالي بأكثر من 50,000 دولار سنويً. تعتبر أكبر الكنيسة الأرثوذكسية في أمريكا (تتبع الكنيسة الروسية الأرثوذكسية)، تليها الأسقفية اليونانية الأرثوذكسية (تتبع الكنيسة اليونانية الأرثوذكسية) والأسقفية الأنطاكية الأرثوذكسية (تتبع بطريركية أنطاكية وسائر المشرق للروم الأرثوذكس) أكبر التجمعات الأرثوذكسية الشرقية في الولايات المتحدة.

## عوائل المسيحية الشرقية

### الكنيسة الأرثوذكسية الشرقية

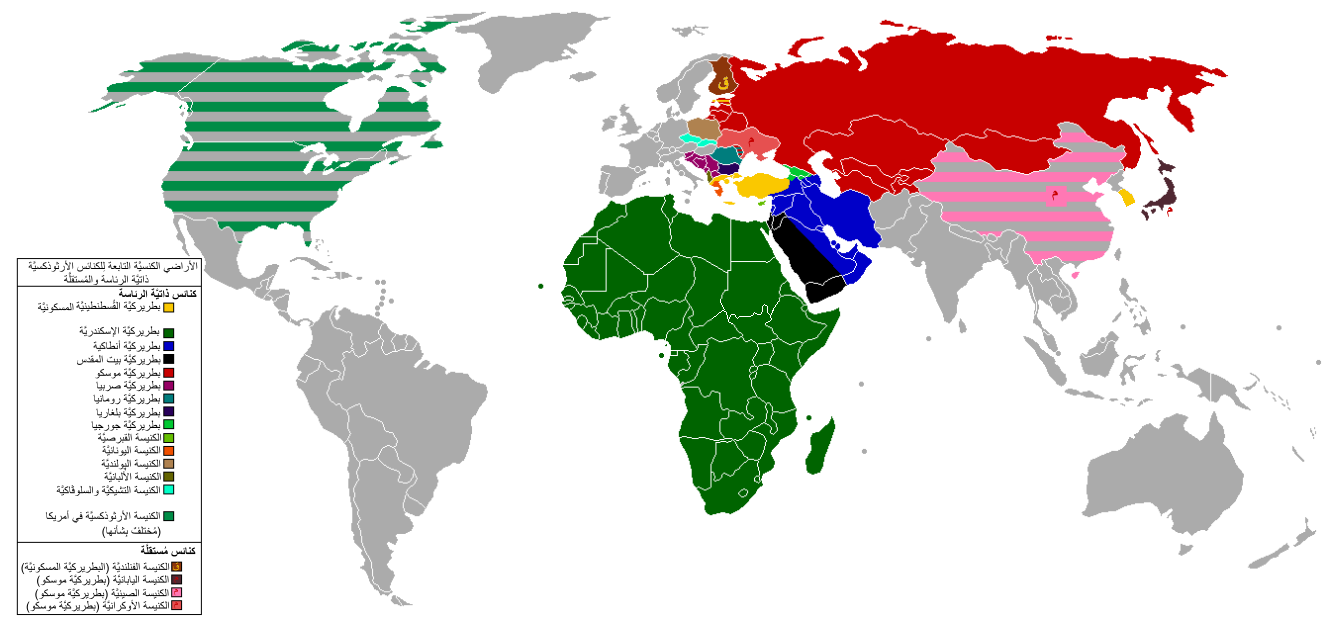
خارطة تُظهر توزُّع الكنائس الأرثوذكسيَّة الشرقيَّة في العالم.

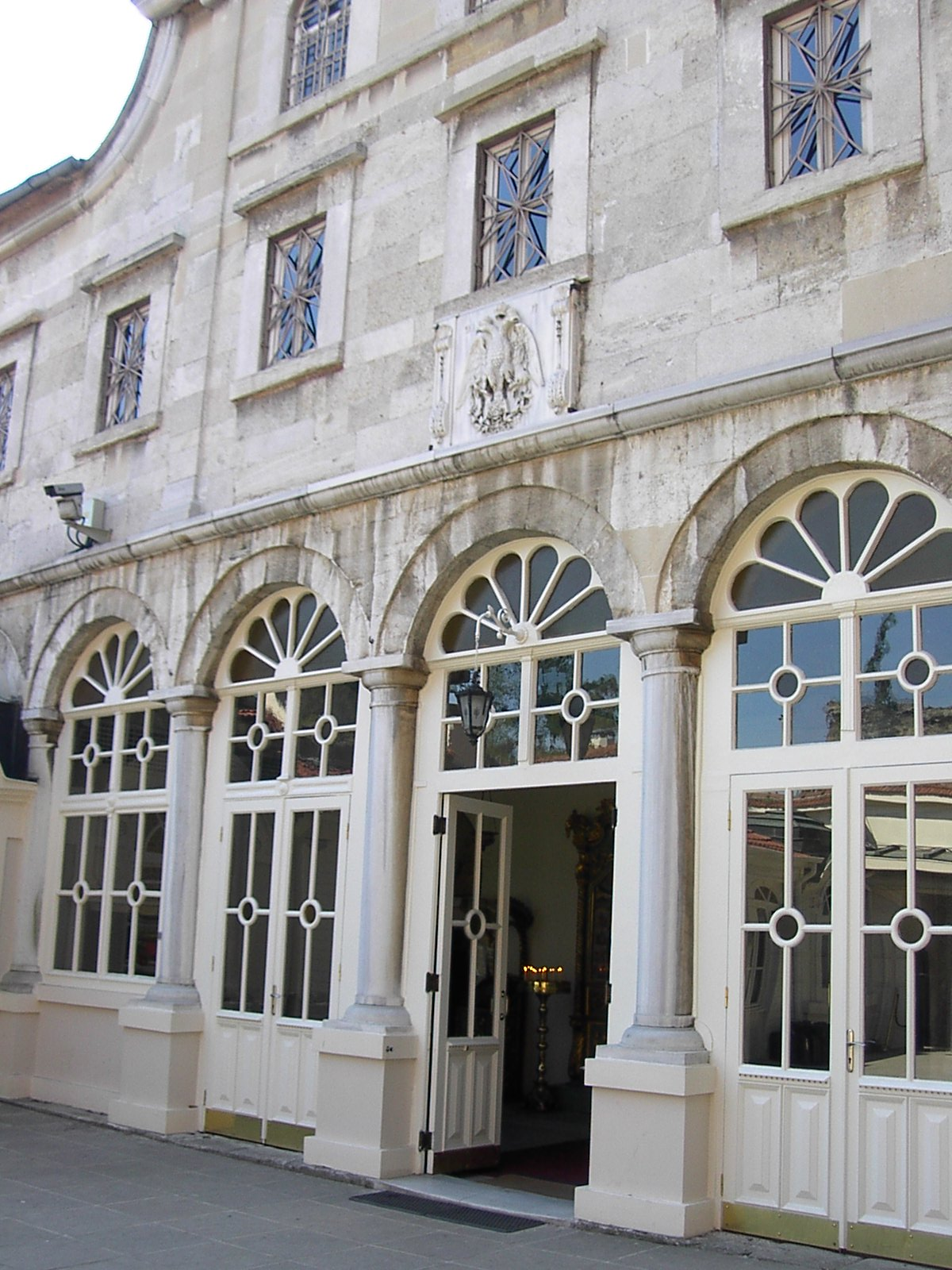
كنيسة القديس جورج، إسطنبول، وهي مركز بطريركية القسطنطينية المسكونية.

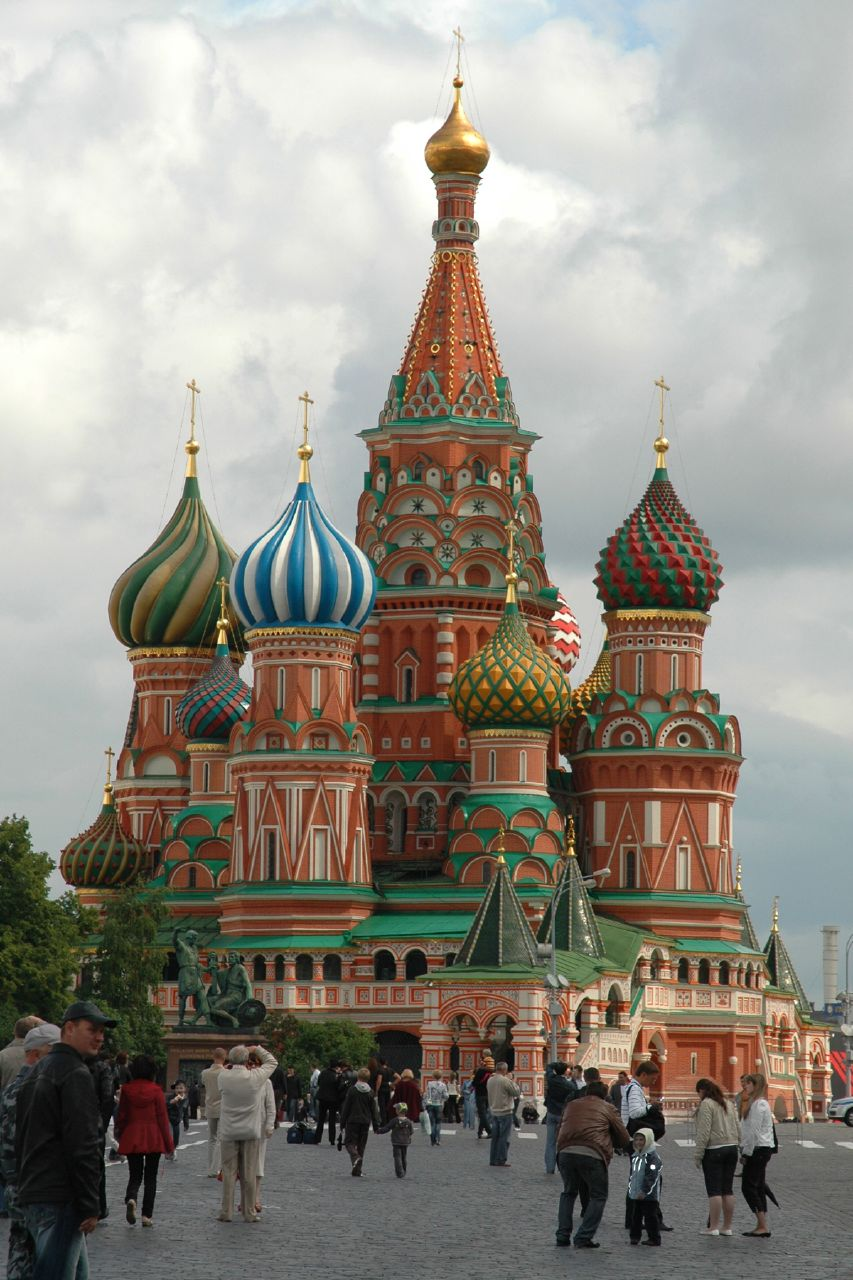
كاتدرائية القديس باسيل في الساحة الحمراء، موسكو.

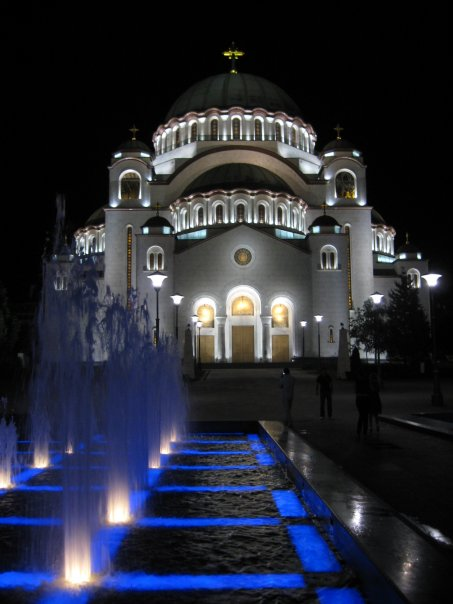
كاتدرائية القديس ساڤا ليلاً في بلغراد، صربيا.

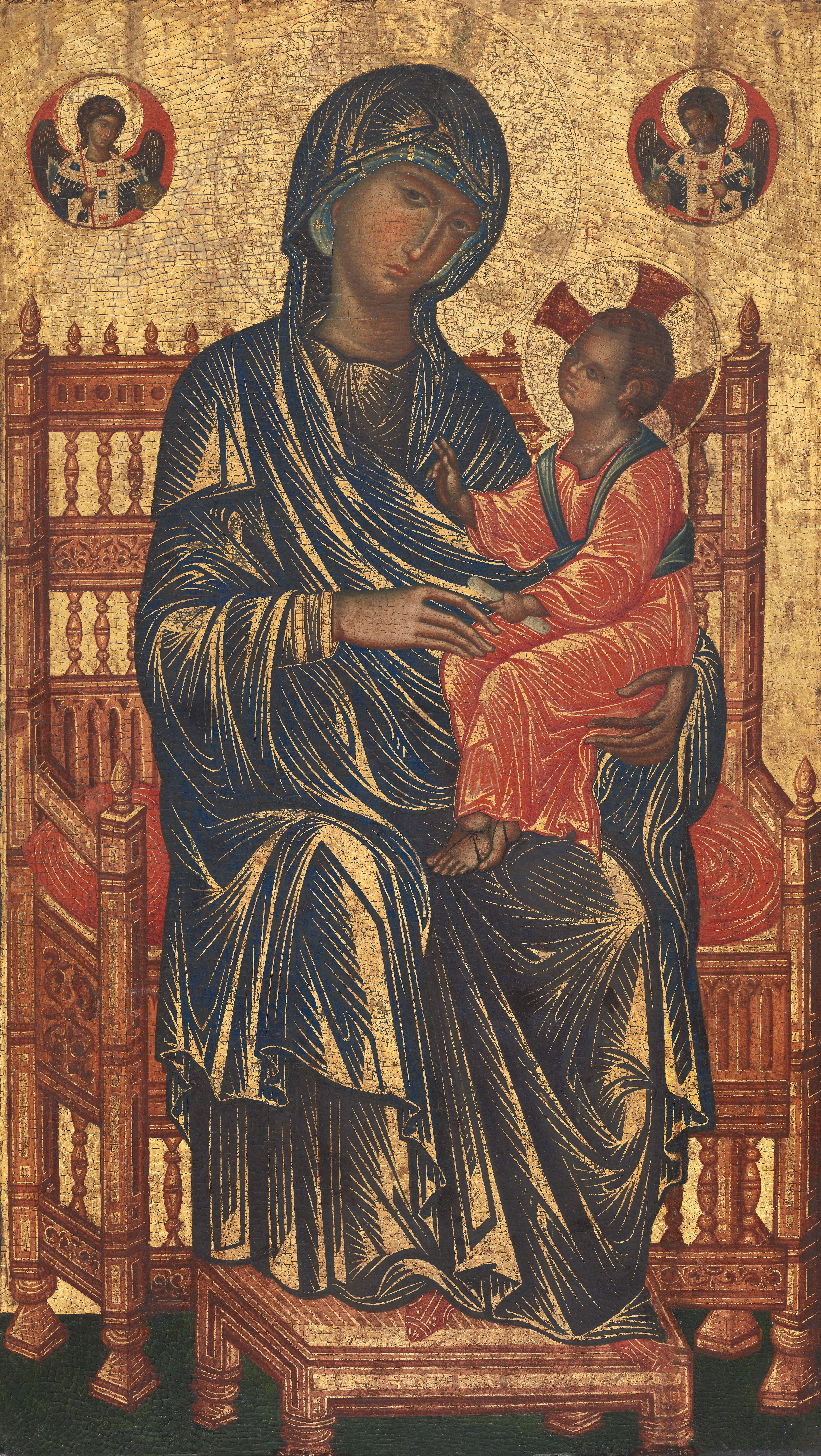
أيقونة “صاحبة الجلالة”، من الفن البيزنطي، وترقى للقرن الثالث عشر.

الأرثوذكسية الشرقية (باليونانية:Ορθοδοξία) (تعني بالعربية الصراطية المستقيمة)، هي مذهب مسيحي يُرجع جذوره بحسب أتباعه إلى المسيح والخلافة الرسولية والكهنوتية تؤمن الكنيسة الأرثوذكسية الشرقية بالتقليد وكتابات آباء الكنيسة والمجامع إلى جانب الكتاب المقدس، فضلاً عن تمسكها بالتراتبية الهرمية للسلطة في الكنيسة والطقوس والأسرار السبعة المقدسة.
انتشرت الأرثوذكسية الشرقية في روسيا وبلاد البلقان واليونان وعموم الشرق الأدنى، اما المسيحيون التابعين للكنيسة الأرثوذكسية والساكنين في البلدان العربية فيطلق عليهم اسم الروم الأرثوذكس بسبب انهم يتبعون الطقوص الدينية اليونانية البيزنطية. تشير التقديرات إلى أن هناك نحو 240 مليون مسيحي أرثوذكسي في العالم. اليوم، العديد من أتباع هذه الكنيسة يتحاشون مصطلح «الشرقية» وذلك بسبب طابع الكنيسة العالمي.
ينتشر الأرثوذكس اليوم في شرق أوروبا حيث الغالبية هناك أرثوذكسية وبالمجمل يعيش 76.9% من الأرثوذكس في أوروبا، وتركيا واواسط آسيا والشرق الأوسط ويتواجد في هذه المناطق 6.7% من أرثوذكس العالم، اما في أفريقيا ففيها 15.4% من أرثوذكس العالم، ويتواجدون خاصة في شمال شرق أفريقيا بالإضافة إلى العالم الغربي عقب الهجرة.
تتبع الكنيسة الأرثوذكسية النظام البطريركي القديم، ولهذا رئاسة الكنائس الأرثوذكسية تتبع نظام البطريركية فيدعى رئيسها بطريرك. وهي تتكون من 15 أو 16 كنيسة وطنية مستقلة، دائمة التنسيق فيما بينها.
البطريركيات
- بطريركية القسطنطينية مركزها في  تركيا
- بطريركية الإسكندرية مركزها في  مصر
- بطريركية أنطاكية ومركزها في  سوريا
- بطريركية القدس ومركزها في أراضي  فلسطين و إسرائيل
- بطريركية موسكو في  روسيا
- بطريركية صربيا في  صربيا
- بطريركية جورجيا في  جورجيا
- بطريركية رومانيا في  رومانيا
- بطريركية بلغاريا في  بلغاريا

اما تلى من كنائس فيدعى النظام الرئاسي فيه برئاسة الاساقفة وهي:
- كنيسة اليونان في  اليونان
- كنيسة قبرص في  قبرص
- كنيسة ألبانيا في  ألبانيا
- كنيسة بولندا في  بولندا
- كنيسة التشيك وسلوفاكيا في  جمهورية التشيك و سلوفاكيا
- كنيسة أمريكا في  الولايات المتحدة

كنائس شبه مستقلة
- كنيسة فنلندا في  فنلندا
- كنيسة إستونيا في  إستونيا
- كنيسة أوكرانيا في  أوكرانيا
- كنيسة مولدوفا في  مولدوفا
- أسقفية غرب أوروبا في  فرنسا
- أسقفية بيسارابيا في  مولدوفا
- أسقفية أوهريد في  مقدونيا
- كنيسة اليابان في  اليابان
- كنيسة الصين في  الصين
- كنيسة خارج روسيا في  الولايات المتحدة
- كنيسة سيناء في  مصر
- جبل آثوس في  اليونان

كنائس غير معترف بها
- البطريركية الأرثوذكسية التركية المستقلة في  تركيا

### الكنيسة الأرثوذكسية المشرقية
الأرثوذكسية المشرقية هو مصطلح يدلل به على العقيدة التي تؤمن بها كنائس مسيحية أرثوذكسية شرقية، والتي لا تعترف إلا بشرعية المجامع المسكونية الثلاث الأولى (نيقية، قسطنطينية، أفسس)، وتعرف برفضها القاطع للعقيدة التي أقرها مجمع خلقيدونية. وتعرف هذه الكنائس أيضا بالكنائس الشرقية القديمة ولكن يجب التمييز بينها وبين الكنائس الشرقية الأرثوذكسية.
الكنائس الشرقيّة القبطيّة والأرمنيّة والسريانيّة يرون أن المجامع المسكونية أربعة؛ مجمع نيقية، مجمع القسطنطينية الأول، مجمع أفسس، ومجمع أفسس الثاني. وفق للكنيستين الرومانيّة والبيزنطيّة يرون أن مجمع خلقيدونية المجمع المسكوني الرابع وأحد المجامع المسكونية السبعة.
تعتبر الكنائس الأرثوذكسية المشرقية كنائس وطنية:
- كنيسة التوحيد الأرثوذكسية الإثيوبية ومركزها في  إثيوبيا.
- كنيسة الأقباط الأرثوذكس ومركزها في  مصر، ويتبع لها:
  - الكنيسة البريطانية الأرثوذكسية في  المملكة المتحدة.
  - الكنيسة الفرنسية الأرثوذكسية في  فرنسا.
- كنيسة التوحيد الأرثوذكسية الإريترية ومركزها في  إرتريا.
- كنسية السريان الأرثوذكس ومركزها في  سوريا، ويتبع لها:
  - كنيسة مالانكارا اليعقوبية السريانية الأرثوذكسية في  الهند.
- الكنيسة الهندية الأرثوذكسية، وتعرف أيضا بكنيسة مالانكارا السريانية الأرثوذكسية. ومركزها في  الهند.
- الكنيسة الرسولية الأرمنية في  أرمينيا وتتبعها بشكل أو بآخر:
  - الكنيسة الرسولية الأرمنية بطريركية كيليكية ومركزها في  لبنان
  - الكنيسة الرسولية الأرمنية بطريركية القسطنطينية ومركزها في  تركيا
  - الكنيسة الرسولية الأرمنية بطريركية أورشليم ومركزها في أراضي  فلسطين و إسرائيل

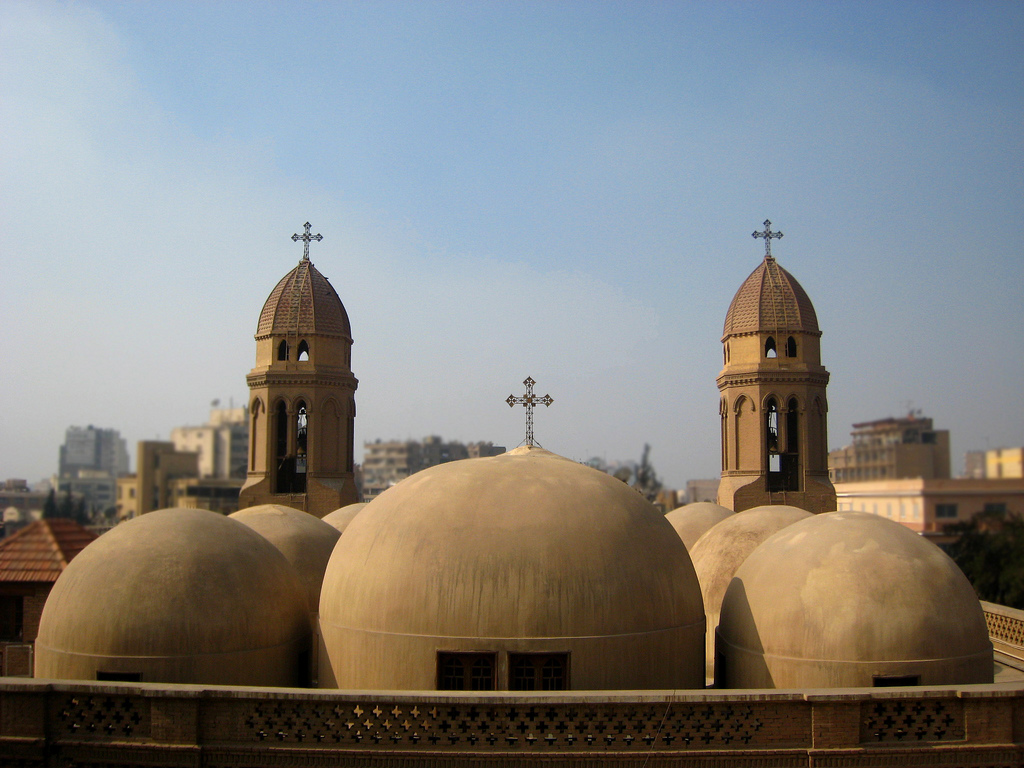
تُعد الكنيسة القبطية الأرثوذكسية إحدى أقدم الكنائس الوطنية في العالم.
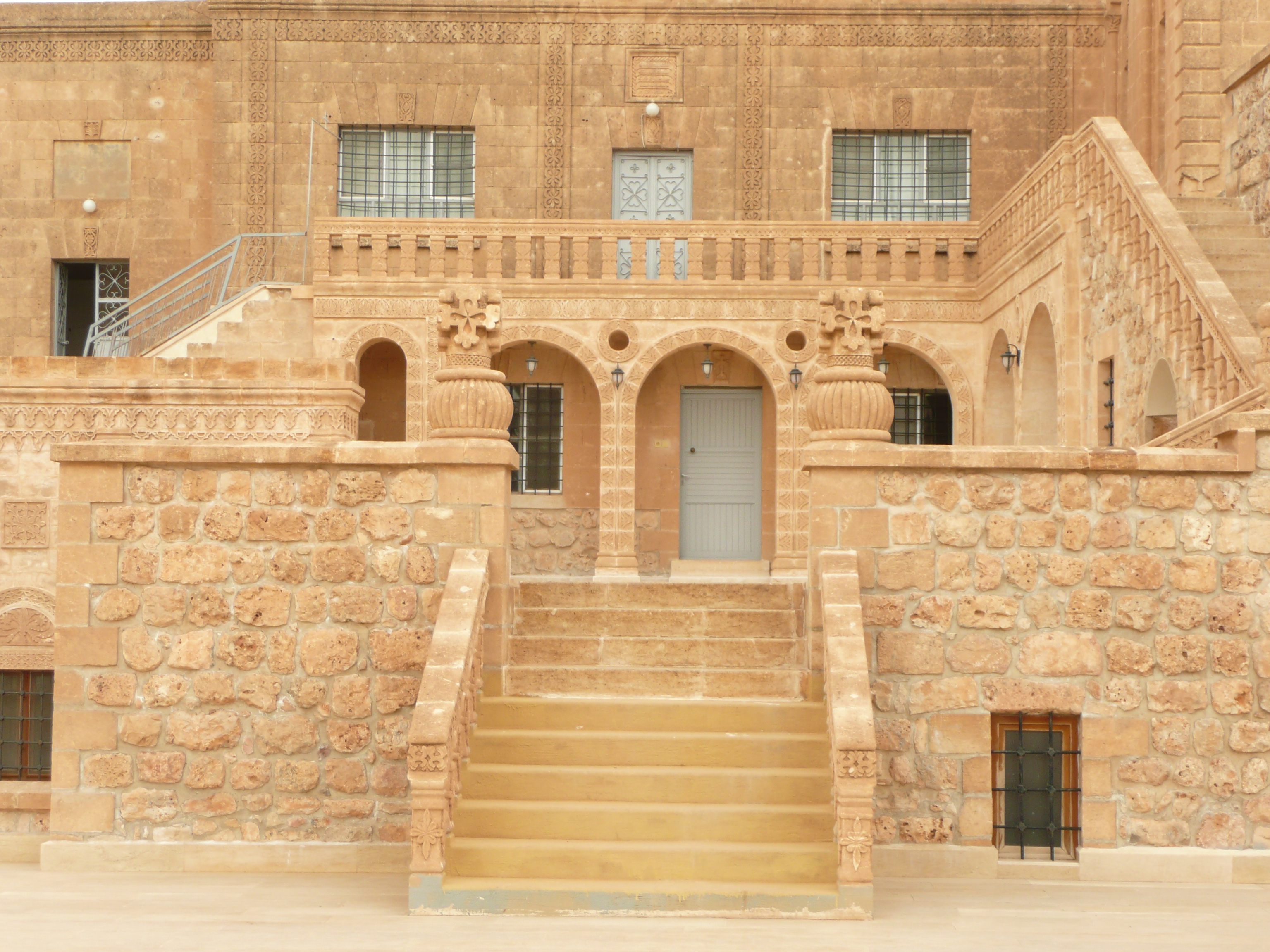
مدخل دير مار كبرئيل في مديات، تركيا وهو من أهم المراكز الروحية السريانية.
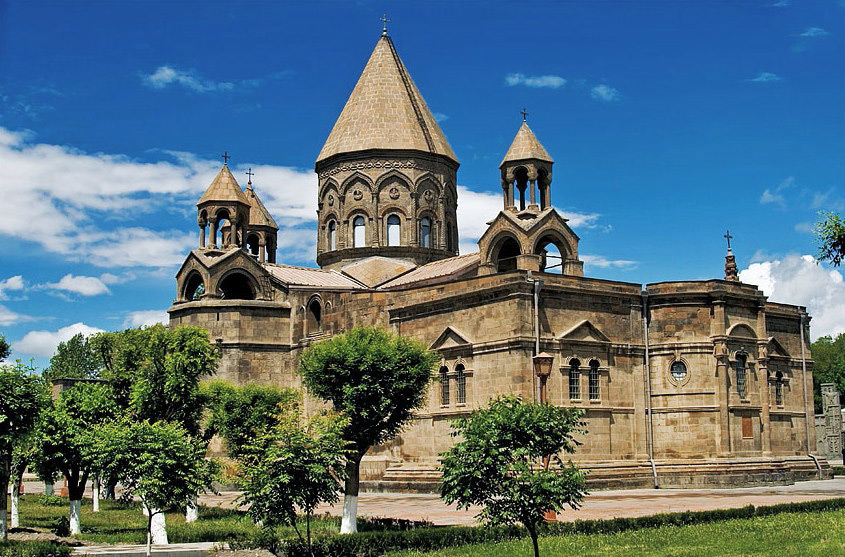
كنيسة الأرمن الأرثوذكس، الكنيسة الوطنية لأرمينيا.
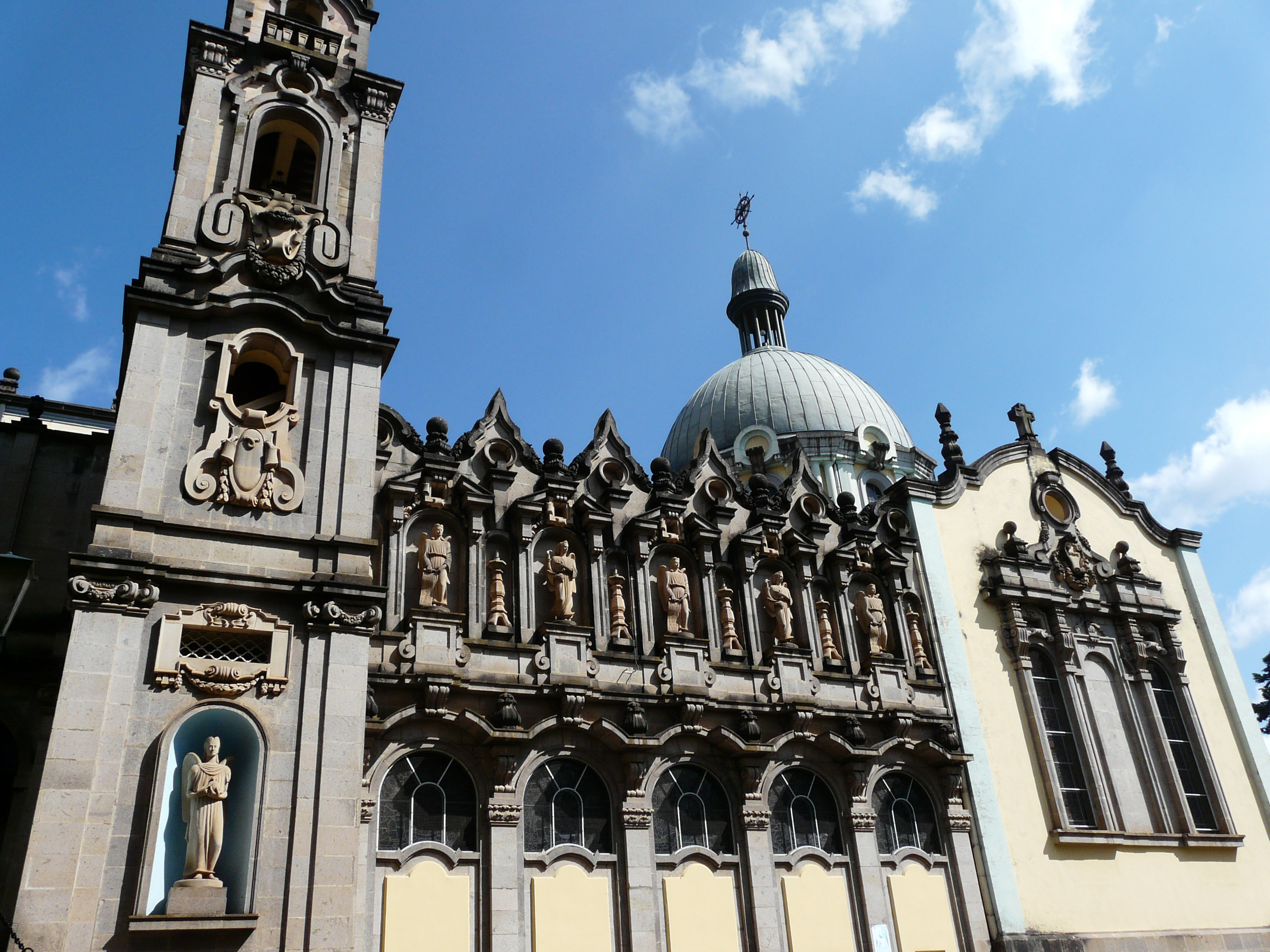
كاتدرائية الثالوث المقدس، تعتبر إثيوبيا ثاني دولة مسيحية في العالم.
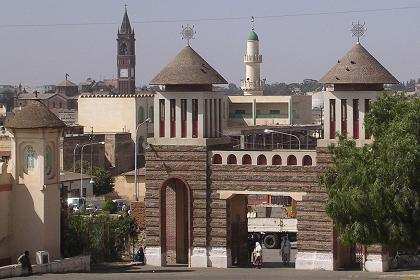
كاتدرائية اسمره، مركز كنيسة التوحيد الأرثوذكسية الإريترية.

### الكنائس الكاثوليكية الشرقية

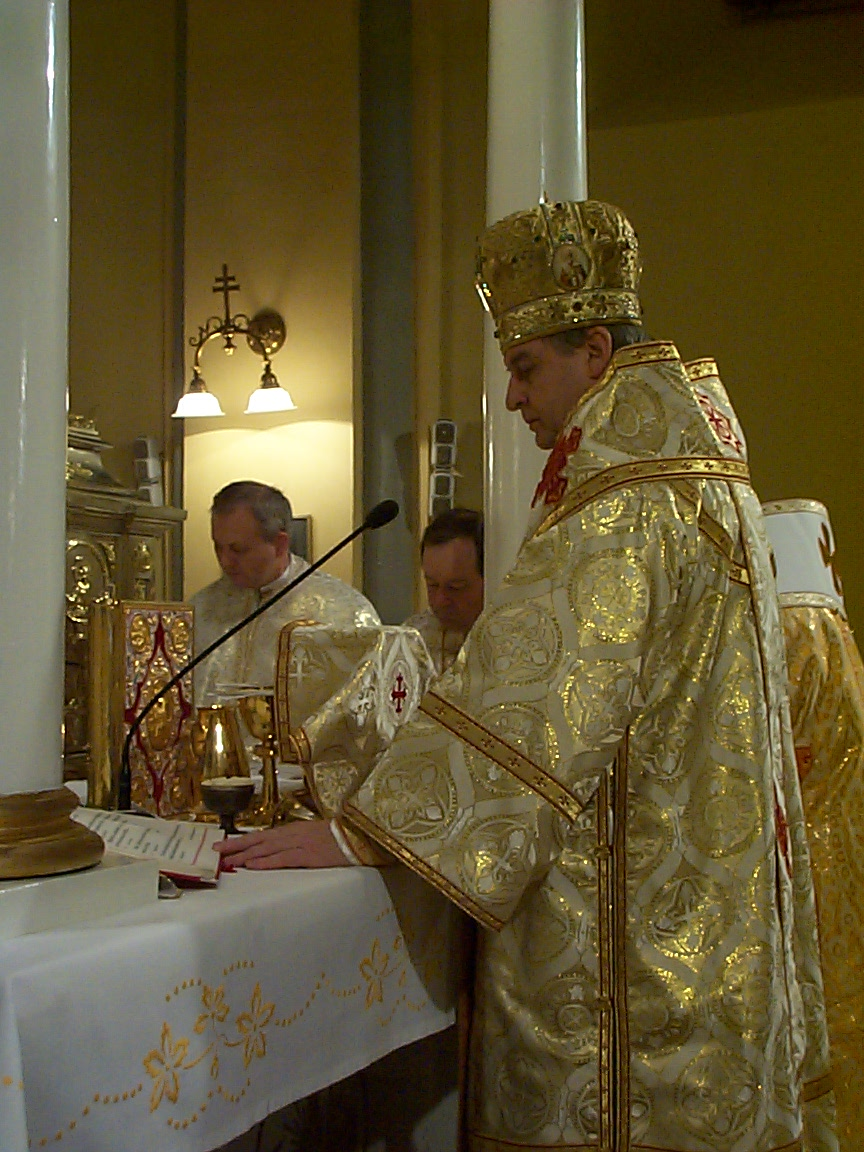
أسقف من كنيسة الروم الملكيين الكاثوليك بثيابه الكهنوتية الكاملة.

يوجد داخل الكنيسة الكاثوليكية مجموعة من التقاليد الكنسية، فإلى جانب التقليد الروماني اللاتيني الذي ينتمي له غالبية الكاثوليك تحتضن الكنيسة خمسة تقاليد شرقية تتبعها كنائس كاثوليكية شرقية. جميع هذه التقاليد والمرجعيات لها تنظيمها الخاص وقيادتها الذاتية تحت سلطة البابا، وهي محمية من أي محاولة لتحويلها للتقليد اللاتيني. وهي تنقسم إلى خمسة تقاليد وهي التقليد البيزنطي، والأنطاكي، والكلداني، والإسكندري والأرمني. تصل أعداد أتباع الكنائس الكاثوليكية الشرقية إلى 17.2 مليون.
تاريخيًا تقع هذه الكنائس في أوروبا الشرقية وآسيا الصغرى والشرق الأوسط وشمال أفريقيا والهند، أما اليوم فهي تنتشر في جميع أنحاء العالم، ويبلغ عدد الكنائس الكاثوليكية الشرقية حوالي 23 كنيسة وتعتبر الكنيسة الأوكرانية الكاثوليكية أكبر الكنائس الكاثوليكية الشرقية من حيث عدد الأتباع.
| تقاليد الكنائس الكاثوليكية الشرقية | تقاليد الكنائس الكاثوليكية الشرقية | تقاليد الكنائس الكاثوليكية الشرقية                                                                                                |
| التقليد                            | مثال | ملاحظة |
| ---------------------------------- | --- | --- |
| التقليد البيزنطي                   | كنيسة الروم الملكيين الكاثوليك الكنيسة الألبانية البيزنطية الكاثوليكية الكنيسة البيلاروسية الإغريقية الكاثوليكية الكنيسة البلغارية الإغريقية الكاثوليكية الكنيسة البيزنطية الكاثوليكية في كرواتيا وصربيا الكنيسة الإغريقية البيزنطية الكاثوليكية الكنيسة الهنغارية اليونانية الكاثوليكية الكنيسة الألبانية-الإيطالية البيزنطية الكاثوليكية الكنيسة المقدونية اليونانية الكاثوليكية الكنيسة الرومانية الكاثوليكية المتحدة الكنيسة الروسية الإغريقية الكاثوليكية الكنيسة اليونانية الروثانية الكاثوليكية الكنيسة السلوفاكية اليونانية الكاثوليكية الكنيسة الأوكرانية الكاثوليكية | تتشارك به مع الكنائس الأرثوذكسية الشرقية (التي لا تتبع روما).                                                                     |
| التقليد الأنطاكي                   | الكنيسة المارونية الكنيسة السريانية الكاثوليكية كنيسة الملنكار الكاثوليك | هو أيضاً تقليد الكنيسة السريانية الأرثوذكسية (التي لاتتبع روما).                                                                   |
| التقليد الإسكندري                  | الكنيسة القبطية الكاثوليكية الكنيسة الأثيوبية الكاثوليكية الكنيسة الإريترية الكاثوليكية | هو أيضاً تقليد الكنيسة القبطية الأرثوذكسية وكنيسة التوحيد الأرثوذكسية الإثيوبية والكنيسة الأثيوبية الكاثوليكية (التي لاتتبع روما). |
| التقليد الكلداني                   | الكنيسة الكلدانية الكاثوليكية كنيسة السريان الملبار الكاثوليك | هو أيضاً تقليد الكنيسة النسطورية (التي لاتتبع روما).                                                                               |
| التقليد الأرمني                    | الكنيسة الأرمنية الكاثوليكية | تتشارك به مع الكنيسة الأرمنية الرسولية الأرثوذكسية (التي لا تتبع روما).                                                           |

### كنيسة المشرق

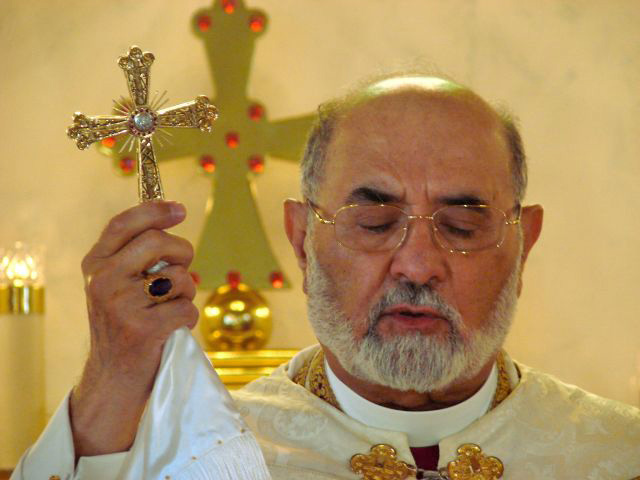
مار دنخا الرابع خننيا بطريرك كنيسة المشرق الآشورية.

كنيسة المشرق ((ب[ܥܕܬܐ ܕܡܕܢܚܐ] خطأ: {{اللغة-؟؟}}: نص الرومنة ليس بالخط اللاتيني (الموضع 1: ع) (مساعدة)))، كما عرفت بعدة أسماء مثل كنيسة فارس والكنيسة النسطورية هي كنيسة مسيحية وجزء تاريخي من تقليد المسيحية السريانية ضمن المسيحية الشرقية. نشأت هذه الكنيسة ضمن الإمبراطورية الساسانية وانتشرت بعدئذ في معظم أنحاء آسيا. وصلت أوج قوتها بين القرنين التاسع والرابع عشر حيث كانت حينئذ أكبر كنيسة انتشارا جغرافيا ممتدة من مصر إلى البحر الأصفر شرقا كما شملت بالإضافة إلى السريان المشارقة الذين احتفظوا بالبطريركية تقليديا الملايين من الفرس والترك والمغول والهنود والصينيون. بدأت كنيسة المشرق بالوهن بعد القرن الثالث عشر تحت ضغط الصراعات بين المنغول والصليبيين والمسلمين وأدت سلسلة اضطهادات شنها قادة الترك والمنغول الداخلين حديثا في الإسلام إلى انهيار المجتمعات المسيحية في آسيا الوسطى وبلاد فارس وانحسار كنيسة المشرق في مناطق نشأتها في شمال بلاد ما بين النهرين. وكانت مجازر تيمورلنك الحدت الذي أنهى كنيسة المشرق كمجموعة دينية مؤثرة.
اعتنق جزء كبير من أتباعها الكاثوليكية منذ القرن السادس عشر (الكنيسة الكلدانية) بينما استقر بطاركة كنيسة المشرق في جبال حكاري حتى القرن العشرين حين تغير اسم الكنيسة رسميا إلى كنيسة المشرق القديمة. لكن الانقسامات عادت مرة أخرى عام 1964 ونتيجة لأسباب سياسية قام البطريرك مار شمعون ايشاي بتغيير تقويم الكنيسة العريق الذي كان مستعملاً في طقوسها وهو التقويم اليولياني وبدله بالتقويم الغريغوري الذي تتبعه الكنيسة الكاثوليكية، ظهرت الكثير من المشاكل خلال هذه الفترة ومنها زواج البطريرك مار ايشاي شمعون الذي انتهى الامر بمقتله في أمريكا حيث كانت الحكومة العراقية قد نفته إلى هناك آنذاك. خلال هذه الفترة الحرجة تم رسامة البطريركمار توما درمو سنة 1968 وتوفي بعد عام من شغره للسدة البطريركية، تم بعد ذلك انتخاب خليفة له البطريرك مار ادي الثاني عام 1970 ليصبح الجاثليق الرسمي لكنيسة المشرق وكان ذلك في كنيسة مار زيا الطوباوي الكائنة في بغداد - حي الكرادة وبحضور من المسؤولين الحكوميين وبترحيب من الحكومة العراقية، وفي عام 1976 ظهرت جماعة كانت تنوي تحقيق مصالحها الخاصة بقيادة مار يوسف خنانيشو وقامت بالانفصال عن كنيسة المشرق القديمة والتي كانت الكنيسة الام وتكوين كنيسة جديدة ما يسمى اليوم كنيسة المشرق الاشورية وبطريركها مار دنخا خننيا وإلى اليوم بقي كرسي كنيسة المشرق القديمة في بغداد بينما كرسي الكنيسة التي انفصلت حديثاً أصبح في أمريكا.

## مسيحيو توما الرسول

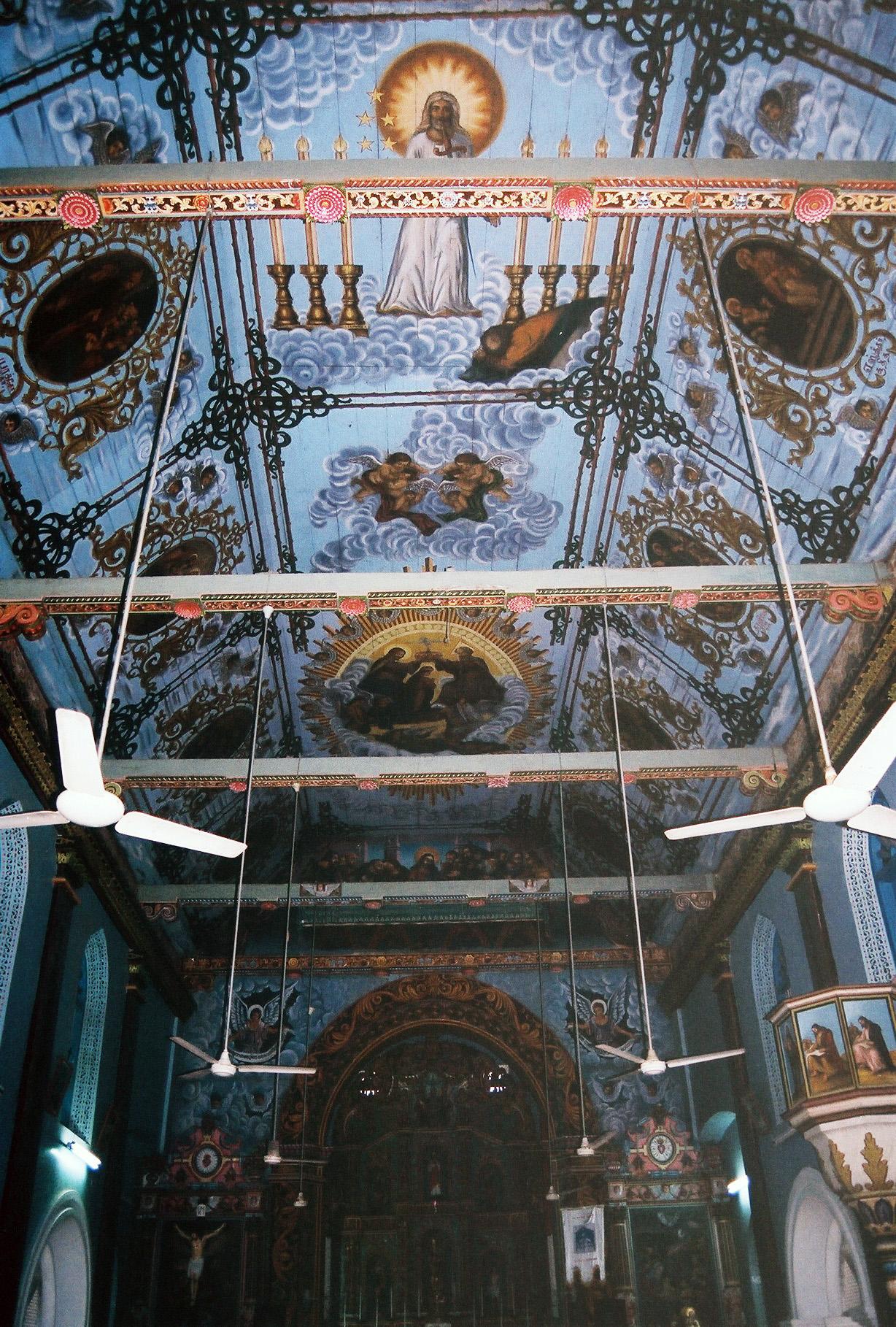
داخل إحدى أقدم كنائس مسيحيي مار توما بكيرلا.

بحسب التقليد السرياني في الهند فإن المسيحية وصلت هناك عن طريق نشاط توما، أحد تلاميذ المسيح الإثنا عشر، حيث قام ببناء سبع كنائس خلال فترة تواجده هناك. غير أن أقدم ذكر لهذا التقليد يعود إلى القرن السادس عشر. وبحسب كتاب أعمال توما الذي كتب بالرها بأوائل القرن الثالث فقد ذهب توما إلى منطقة نفوذ الملك الفارثي جندفارس الواقعة في باكستان حاليًا. بينما يصف عدة كتاب ومؤرخون مسيحيون توما الرسول برسول الهنود. وهو السبب الذي سمي به مسيحيو جنوب غرب الهند بمسيحيي القديس توما.
ذكر عدة رحالة في العصور الوسطى تواجد قبر توما الرسول بالقرب من مدينة قويلون (كولام حاليًا) والذي أضحى مركز حج في المنطقة. ومن الملاحظ أن عدة رحالة ذكروا كذلك وجود أماكن أخرى مرتبطة بتوما الرسول في سومطرة وهو ما يرى على أنه دليل على نشاط لكنيسة المشرق في تلك الأنحاء. ويفسر المؤرخون كون الهند جزءا من كرسي قطيسفون البطريركي دليلًا قويًا على عدم صحة تقليد تبشير الرسول توما بها.

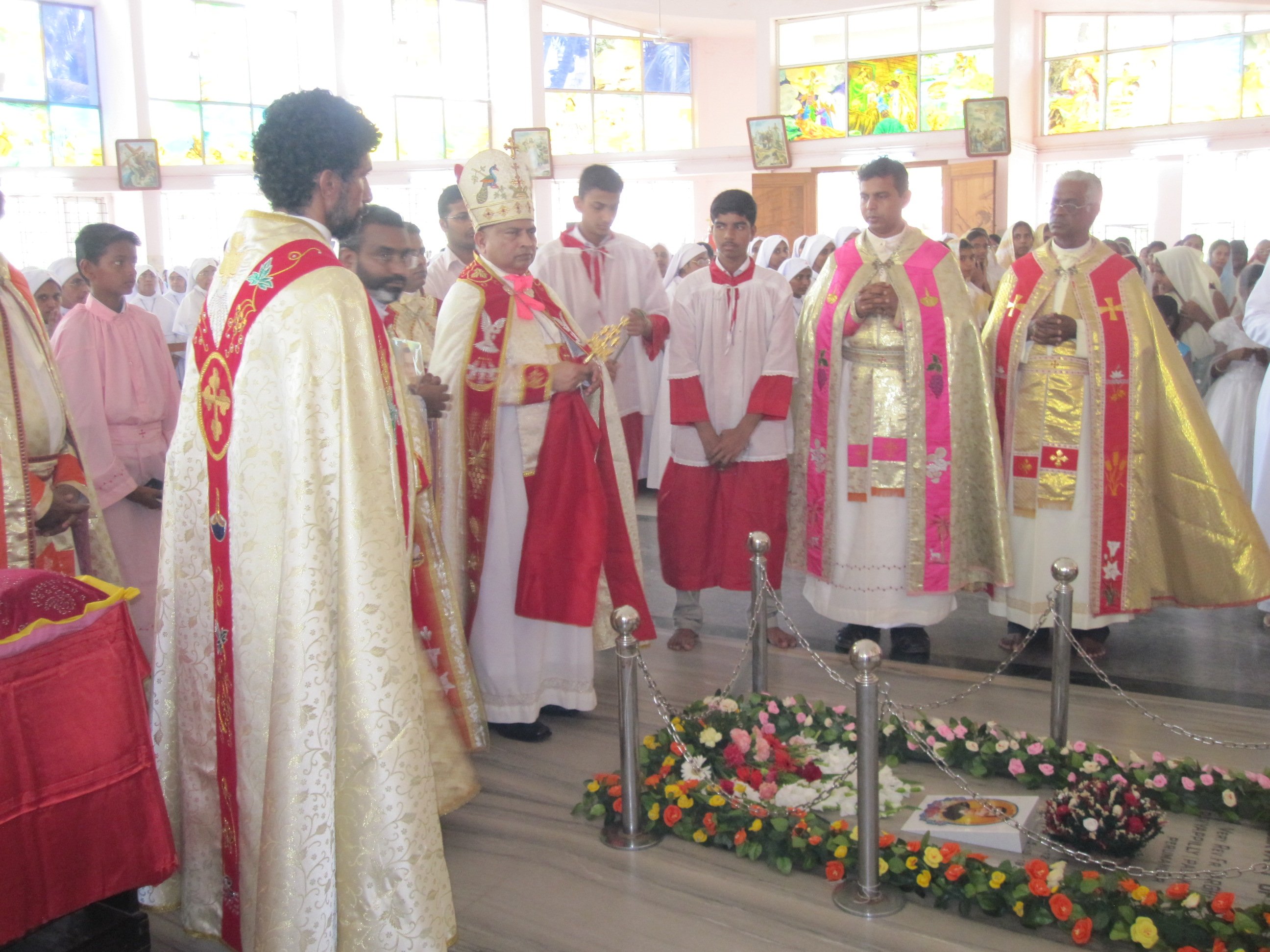
مسيحيي القديس توما يؤدون الصلوات حسب الطقس السرياني.

وبحسب رواية حكيت للمستكشفين البرتغال للهند، فقد وصلت المسيحية إلى كيرلا بجنوب غرب الهند حين استقر بها تاجر من الرها يدعى توما القاني برفقة عدد من العوائل السريانية واليهودية. كما انتشرت قصص أخرى لاحقا تعزو انتشار المسيحية إلى كاهنين من أرمينيا. غير أن هذه الروايات تبقى قصص شعبية لا تحظى بموثوقية تذكر.
من الآثار القليلة المتبقية التي تشهد على التواجد التجاري لمسيحيين سريان مشارقة في الهند مجموعة من الصفائح النحاسية المسكوكة من قبل ملك هندي محلي يهب خلالها تاجر مسيحي يدعى سبريشوع قطعة أرض ليبني عليها قرية وكنيسة. وتذكر صفيحة أخرى إرشادات بالسماح للمسيحيين بركوب الفيلة وهو ما كان محصورًا بالطبقة العليا في المجتمع الهندي. بينما تحوي الثالثة على اتفاق بوضع نقابة تجار يهود تحت حماية نقابة للمسيحيين وتحوي تواقيع الشهود باللغات العربية والفهلوية والعبرية. وقدانتمى مسيحيي القديس توما إلى طبقة عليا في المجتمع الهندي، فاحتفظوا بثقافتهم الهندية بجانب ديانتهم المسيحية المتأثرة بشدة بالتقاليد المسيحية السريانية، فاستمرت المسيحية بها بعد اختفائها في معظم أنحاء آسيا.
لعب مجتمع مسيحيو مار توما دورًا رائدًا في العديد من المجالات الاقتصادية مثل الأعمال المصرفية والتجارة والأسواق المالية. يمثل مسيحيي مار توما جماعة عرقية واحدة ومجتمع متميز، سواء من حيث الثقافة والدين. وتأثرت الثقافة المسيحية الخاصة بمسيحيي مار توما من مصادر مختلفة منها هندية، وسريانية شرقية، وسريانية غربية، ويهودية وأوروبية في وقت لاحق. وصف المؤرخ بالكيد ج. بوديبارا مجتمع مسيحيي مار توما بأنهم «هندوس في الثقافة، مسيحيين في الدين، وشرقيين في العبادة».

## الطقوس والعبادة
العبادات الجماعية هي التي يقيمها المسيحيون الشرقيون بشكل جماعي في الكنيسة وبرئاسة أحد أعضاء سلك الكهنوت - ما عدا غالبية البروتستانت -، وتشمل الأسرار السبعة المقدسة وأشباه الأسرار. الأسرار السبعة مشتقة من الكتاب المقدس، ويمنح بعضها لمرة واحدة فحسب مثل العماد، وبعضها بصورة دورية أو عند الاقتضاء مثل مسحة المرضى أو الافخارستيا؛ ممارسة الأسرار تفترض الإيمان بها «لكي يفعل السر فعله ويكون مثمرًا، يجب أن يفهم ويقبل»؛ وقد أفضت العبادات الجماعية لتطوير ما يعرف في الكنيسة باسم الليتورجيا، أي استعمال علامات ورموز، وكذلك ألوان وموسيقى، وشموع وبخور، وحركات بعينها كالوقوف والجلوس؛ وهذه الليتورجيات قابلة للتغيير والتطور والتكيّف مع الظروف الثقافية المختلفة للازمنة والشعوب، بحيث تحقق غايتها وهي «استعمال العلامات الأرضية، وتقديم كل الحواس الممكنة في خدمة الله».
العبادات الفردية لدى المسيحيين الشرقيين هي قائمة أساسًا نتيجة إمكانية تواصل كل فرد في البشرية مع الله وتدعى «علاقة صداقة مع الله»؛ أشهر أنواع العبادات الفردية هي صلاة الأبانا المأثورة عن المسيح؛ كذلك فإن قراءة الكتاب المقدس، خصوصًا مزامير آل داود، تعتبر من العبادات الفردية؛ هناك أيضًا «صلوات الساعات»، وهي سبع صلوات في اليوم مقتبسة من التراث اليهودي المسيحي، تعتبر فرضًا على الرهبان، وخيارًا بالنسبة للباقي. ونتيجة تنوّع الأمم المسيحية، فغالبًا ما يكون لكل أمّة، طقس خاص بها، أي مجموعة أناشيد، أو آداب مسيحية، ولغة مستعملة في الصلاة، ونوع معين من الموسيقى الكنسية أو الفن أو النمط المعماري، وهو ما يعتبر «طقس».

### الطقس الإسكندري

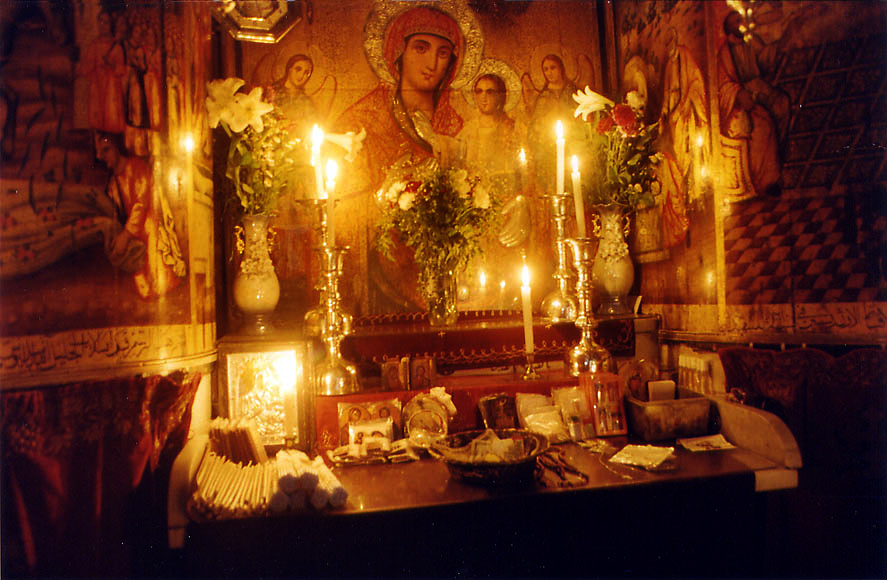
المصلّى القبطي في كنيسة القيامة في القدس، والمكرّس على اسم مريم العذراء.

الطقس الإسكندري هو الطقس والتقليد الليتورجي الذي تستخدمه الكنيسة القبطية الأرثوذكسية، وكنيسة التوحيد الأرثوذكسية الإريترية، وكنيسة التوحيد الأرثوذكسية الإثيوبية فضلاً عن المقابلة الكنائس الكاثوليكية الشرقية وهي الكنيسة القبطية الكاثوليكية والكنيسة الأثيوبية الكاثوليكية.
القداس الإلهي للطقس التقليد الإسكندري يحتوي على عناصر من الصلوات مرقس الإنجيلي، الذي يعتبر تقليديًا أول أسقف لكنيسة الإسكندرية، والقديس باسيليوس قيصرية، وكيرلس الأول، والقديس غريغوريوس النزينزي. وتعد ليتورجية القداس للقديس كيرلس الشكل الليتورجي في اللغة القبطية من لليتورجية قداس القديس مرقس في اليونانية.
تشتخدم في المقام الأول اللغة القبطية في كل من الكنيسة القبطية الأرثوذكسية والكنيسة القبطية الكاثوليكية، على الرغم من أن اللغة العربية تستخدم في القداس. واللغة الجعزية في التقليد الإسكندري في كل من كنيسة التوحيد الأرثوذكسية الإريترية، وكنيسة التوحيد الأرثوذكسية الإثيوبية والكنيسة الأثيوبية الكاثوليكية.

### الطقس الأرمني

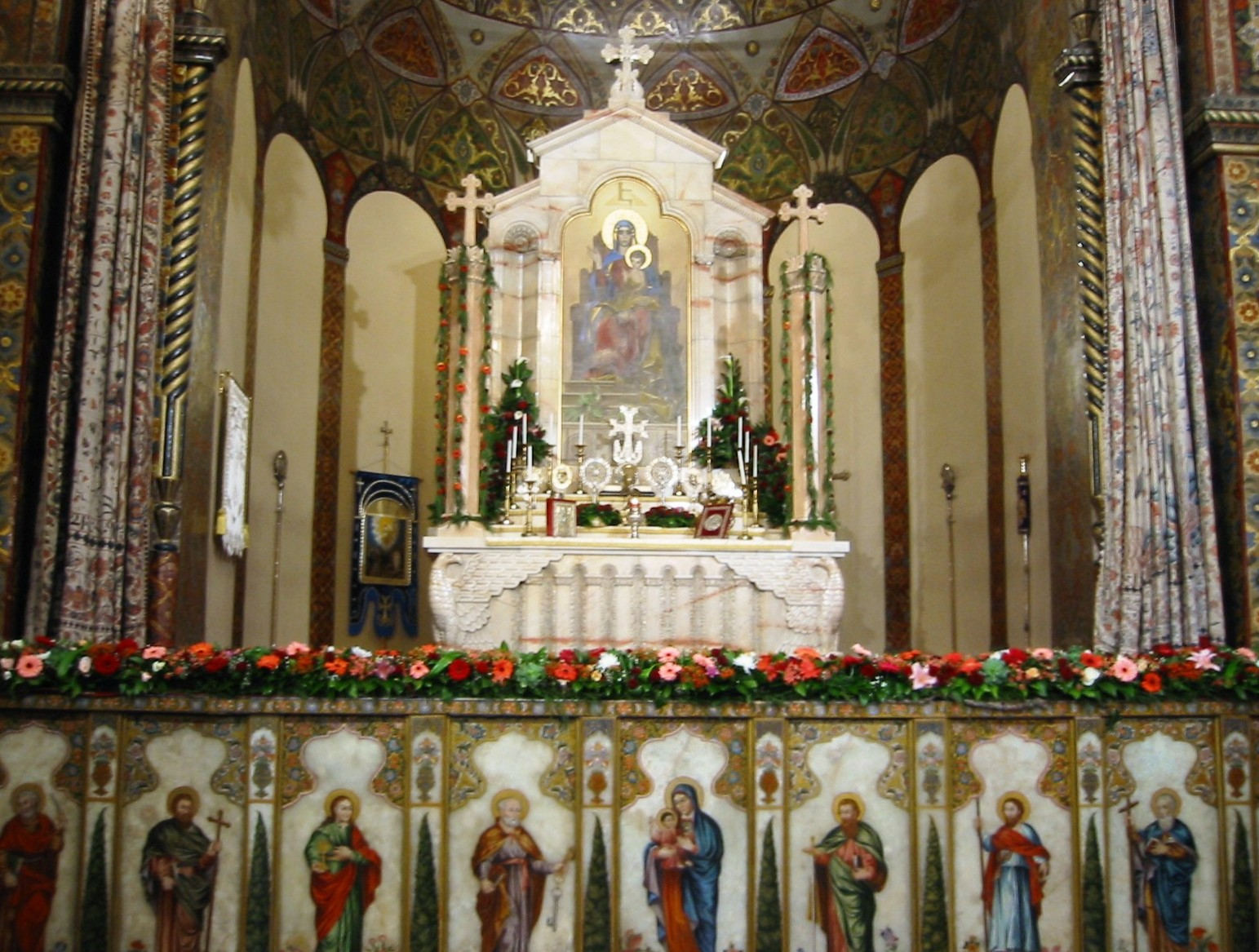
مذبح كنيسة أرمنية.

الطقس الأرمني هو قداس مستقل يُستخدم من قبل كل من الكنيسة الرسولية الأرمنيّة والكنيسة الأرمنية الكاثوليكية. ويستخدمها أيضًا عدد كبير من الكاثوليك الشرقية في جمهورية جورجيا.
نمط القداس من كتابات القديس غريغوريوس المنور، مؤسس وشفيع الكنيسة الأرمينية. تأسست وفق التقاليد الكنسيّة في القرن الأول على يد القديس تداوس والقديس برثلماوس وكلاهما من التلاميذ الاثني عشر، ولذلك تصف هذه الكنيسة نفسها «بالرسولية». من ناحية الطقوس، للكنيسة طقوسها الخاصة المنبثقة من الحضارة والمجتمع الأرمني، غير أنها تندرج في عائلة الطقوس والليتورجيات الشرقية أي تلك التي نشأت في القدس ومن ثمّ ازدهرت في الرها. أما من ناحية العقائد، فإن الكنيسة الأرمنية هي من الكنائس اللا خلقيدونية أي أنها تندرج ضمن عائلة الكنائس الأرثوذكسية المشرقية وتتقاسم المعتقدات ذاتها مع الأقباط الأرثوذكس والسريان الأرثوذكس بشكل رئيسي.

### المسيحية السريانية
المسيحية السريانية ((ب[ܡܫܝܚܝܘܬܐ ܣܘܪܝܝܬܐ] خطأ: {{اللغة-؟؟}}: نص الرومنة ليس بالخط اللاتيني (الموضع 1: م) (مساعدة)))، هي تقليد أو تراث فريد لمجموعة من الكنائس الشرقية، تتميز به عن غيرها من الكنائس من ناحية اللغة (السريانية) والثقافة، وتتمركز تلك الكنائس في الشرق الأوسط وآسيا الصغرى وفي كيرالا في الهند، بالإضافة لجاليات تتبعها في بلاد المهجر.
وتتوزع الكنائس ذات التقاليد السريانية بين الكنيسة الأنطاكيّة السريانيّة المارونية ومركزها في بكركي؛ والكنيسة السريانية الأرثوذكسية ومركزها في دمشق؛ والكنيسة السريانية الكاثوليكية ومركزها في بيروت؛ والكنيسة الكلدانية الكاثوليكية ومركزها في بغداد؛ وكنيسة المشرق القديمة ومركزها في بغداد؛ والكنيسة المشرقية الآشورية ومركزها في شيكاغو. إلى جانب كنائس مسيحيون مار توما وهي كنيسة مالانكارا اليعقوبية السريانية الأرثوذكسية في مالانكارا؛ وكنيسة مالانكارا مار توما السريانية في مالانكارا؛ والكنيسة الشرقية الكاثوليكية في كيرالا؛ وكنيسة السريان الملبار الكاثوليك في كيرالا؛ وكنيسة السريان المالانكار الكاثوليكية في كيرالا.

#### الطقس الأنطاكي

منظر من داخل كاتدرائية مار جرجس المارونية في وسط بيروت.

نشأ الطقس الأنطاكي في حدود بطريركية أنطاكية. نشأت الطقوس المسيحيّة الأولى في أورشليم والتي دعيت أم الكنائس وسرعان ما نشأت عواصم أخرى للطقوس المسيحية، مثل أنطاكية حيث دعي المسيحيين بهذا الاسم للمرة الأولى والرها وهي أول بلاد اعتنقت المسيحية ومركز سرياني وثقافي كبير، ظلت محافظة على جذورها السريانية على عكس أنطاكية التي تأثرت بالطقوس الأورشليمية، ولذلك يعمد اللاهوتيون والمؤرخون إلى تقسيم الطقوس المسيحية الشرقية إلى عائلتين كبيرتين، الطقس الأول وهو الطقس الأورشليمي - الأنطاكي والثاني هو الطقس الرهاوّي، وفي وقت لاحق اعتبر نهر الفرات أصلاً لتلك القسمة فدعي الطقس الأنطاكي - الأورشليمي بالطقس الغربي في حين دعي الطقس الرهاوّي بالطقس الشرقي.
وداخل هاتين العائلتين الكبيرتين للشعائر الشرقية هناك أيضًا عدد من العائلات المتوسطة والصغرى ففي داخل الطقس الأنطاكي - الأورشليمي تمايز واضح بين طقسين: الأول سرياني خالص والثاني تأثر حتى غاص كليًا بالتراث الهليني اليوناني وهو اليوم المعتمد في الكنيسة الملكيّة بشقيها الكاثوليكي والأرثوذكسي، بيد أنه قد نشأت بمرور الأيام علاقات وثقى بين مختلف الطقوس فيُلاحظ أن الكنيسة الأنطاكية الأرثوذكسية وهي تتبع الطقس الأنطاكي اليوناني تعتمد نظرة الطقس الرهاوّي إلى التقديسات الثلاث موجهة إياها إلى الثالوث الأقدس، في حين أن الطقس الأنطاكي السرياني ينسبها إلى السيد المسيح وحده، ولا يوجد طقس ماروني صرف، إنما الطقس الماروني هو جزء من الطقس الأورشليمي - الأنطاكي السرياني وهذا هو سبب تسمية الكنيسة بهذا الاسم، أي «الكنيسة الأنطاكيّة السريانية المارونية».
يتألف القدّاس المسيحي الأنطاكي من قسمين هما قسم الكلمة وقسم القربان، يطلق على القسم الأول اسم «ما قبل النافور» أو «الخدمة» في حين يطلق على القسم الثاني اسم «النافور وما بعد النافور»، وللكنيسة السريانية بشكل عام تنوّع واضح في قداديسها، فبينما توجد في الكنيسة الملكية أو الكنيسة اللاتينية خدمة واحدة فقط، تحوي الكنيسة السريانية 73 خدمة متبدلة بحسب العام، والأمر نفسه يصدق بالنسبة للقسم الثاني من القدّاس فبينما تحوي الكنيسة الملكية الكاثوليكية على ثلاث نوافير فقط تحوي الكنائس السريانية عامة على ما يفوق الثمانين نافورًا، اعتمدت الكنيسة المارونية منهم ثمانية يرقون لما قبل القرن العاشر، وهكذا لا تعتبر هذه الطقوس مجرد ترديد الكلام نفسه، طيلة العام بل تؤدي إلى خلق حركة تجديد في الإيمان.
أما سائر كتب الصلوات الأنطاكية فهي كثيرة: صلوات الصباح والمساء ونصف النهار على مدار العام، رتبة تبريك الشموع، رتبة تبريك الزيتون، رتبة تبريك الرماد، رتبة تبريك المياه، رتبة تبرك الزيت يوم أربعاء القنديل - أربعاء أسبوع الآلام - رتبة سجدة الصليب يوم الجمعة العظيمة، رتبة الغفران يوم سبت النور، رتبة السلام يوم أحد الفصح، رتبة السجدة يوم أحد العنصرة، رتبة افتتاح كنيسة جديدة، رتبة الخطبة والزواج ورتبة الجنازات؛ وجميعها تخضع لتنسيق القسم الأول ذاته من القداس المعروف باسم الخدمة، بمعنى أنها تتألف من صلوات البدء الثلاثة لتمجيد الله، يليها صلوات الغفران مصحوبة بالترانيم والبخور قبل أن تلحق بالتقديسات الثلاث والإنجيل وصلوات الختام، وهذه الرتب منسقة وفق الطقس الأنطاكي السرياني المعروف بالغربي وما نتج عنه من تطورات مارونية لاحقًا، وهناك أيضًا رتبة المعمودية والميرون ورتبة الغسل يوم خميس الأسرار وهي تتبع التقليد الرهاوي السرياني.

#### الطقس السرياني الشرقي

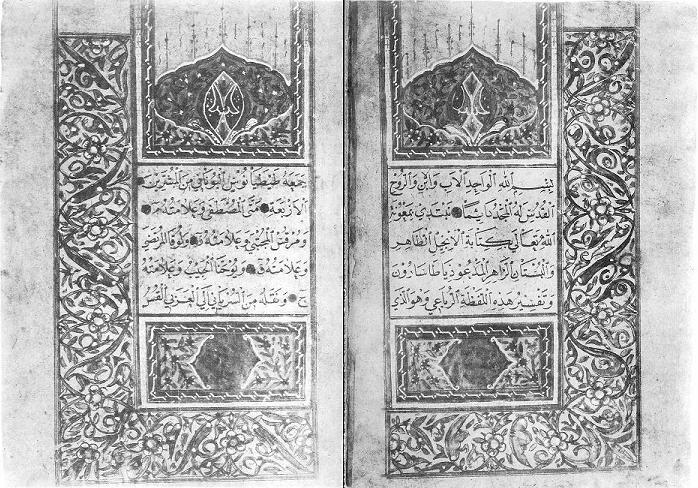
صورة للصفحتين الأولتين من ”المخطوط الفاتيكاني عدد 250“، وهو ترجمة عربية من السريانية لإنجيل الدياسطرون، ويرقى للعصر العباسي.

نشأت الطقوس المسيحيّة الأولى في أورشليم والتي دعيت أم الكنائس وسرعان ما نشأت عواصم أخرى للطقوس المسيحية، مثل أنطاكية حيث دعي المسيحيين بهذا الاسم للمرة الأولى والرها وهي أول بلاد اعتنقت المسيحية ومركز سرياني وثقافي كبير، ظلت محافظة على جذورها السريانية على عكس أنطاكية التي تأثرت بالطقوس الأورشليمية، ولذلك يعمد اللاهوتيون والمؤرخون إلى تقسيم الطقوس المسيحية الشرقية إلى عائلتين كبيرتين، الطقس الأول وهو الطقس الأورشليمي - الأنطاكي والثاني هو الطقس الرهاوّي، وفي وقت لاحق اعتبر نهر الفرات أصلاً لتلك القسمة فدعي الطقس الأنطاكي - الأورشليمي بالطقس الغربي في حين دعي الطقس الرهاوّي بالطقس الشرقي.

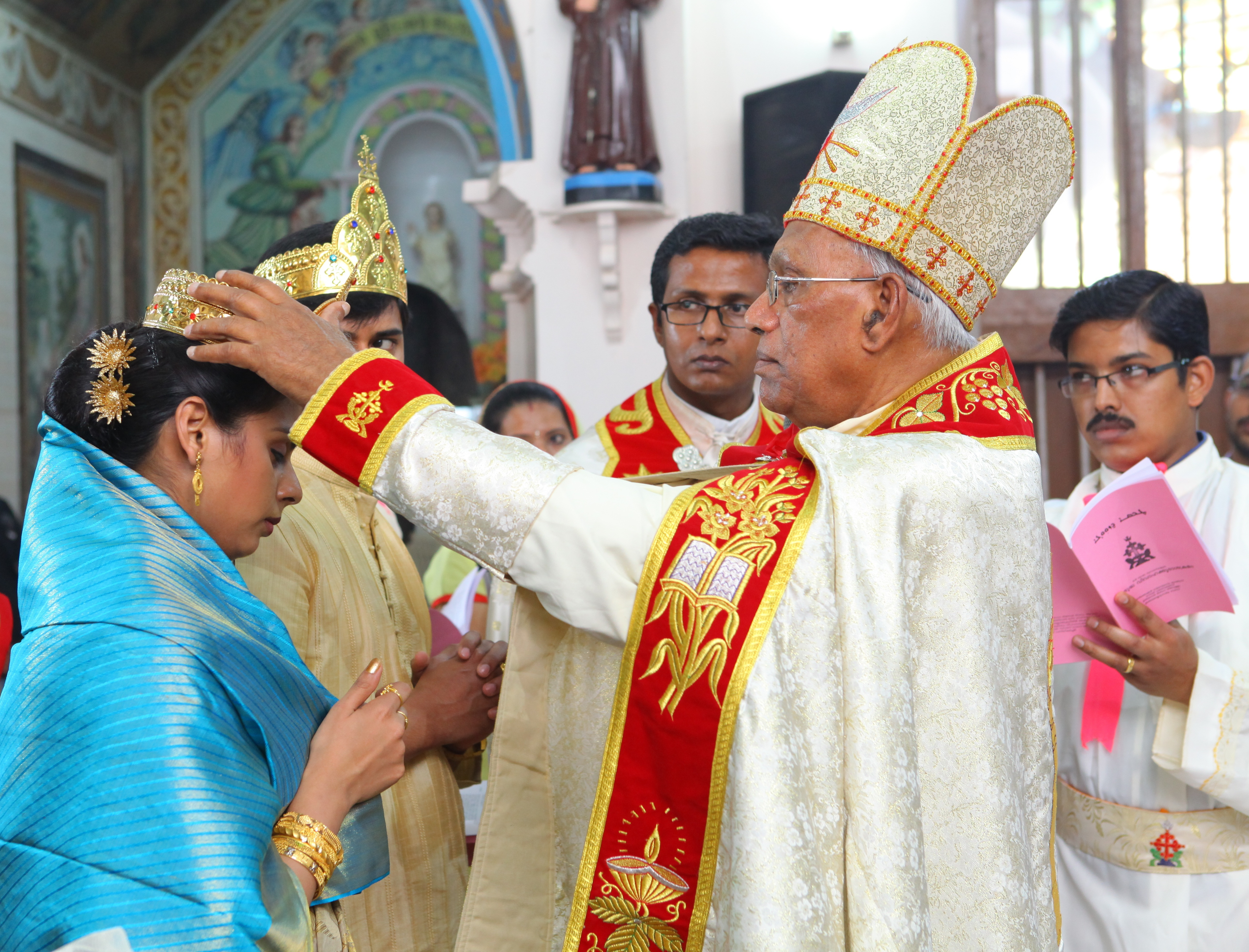
زفاف حسب الطقوس السريانية الشرقية في كنيسة الملكنار الأرثوذكسية السريانية.

تعتبر كنيسة المشرق، وكنيسة المشرق الآشورية، وكنيسة المشرق القديمة، والكنيسة الكلدانية الكاثوليكية وكنيسة السريان الملبار الكاثوليك كنائس مسيحية سريانية، فهي بذلك تستعمل اللغة السريانية كلغة طقسية في جميع شعائرها الدينية. تمتاز هذه الكنائس طقسيًا الليتورجيا السريانية الشرقية التي تتفق مع الطقس السرياني الغربي في عودتها إلى مدينتي الرها وأنطاكية. وتمتاز الأنافورات السريانية الشرقية والغربية على حد سواء عن غيرها من الطقوس اليونانية واللاتينية المماثلة بقربها الشديد من الطقوس الليتورجية اليهودية.
لا يعرف الكثير عن أصول ومؤلفي أقدم الطقوس السريانية الشرقية غير أن أهم من لعب دورا في تشكيلها كان أفرام السرياني (ت. 373) ومعاصره يعقوب النصيبيني كما لعب كل من شمعون بار صباعي (ت. 341/344) وماروثا (ت. 420) ونرساي (ت. 502) وباباي الكبير (ت. 628) دورا في تطوير هذا الطقس كذلك.
يعود أقدم ترتيب للطقس الكنسي السرياني الشرقي إلى سنة 410 خلال سينودس سلوقية-قطيسفون الذي أقر توحيد الطقوس الدينية المستعملة. كما أقر سينودس سنة 676 ضرورة إقامة صلاتي الصبح والمساء في الكنيسة لجمهور العلمانيين. وهنا توجب على جميع الحاضرين المشاركة فعليا في الترتيل والصلوات.
تعتبر كنيسة المشرق أول من قامت بتقسيم سنتها الطقسية بحسب ابن العبري الذي يعزيها للبطريرك بار صباعي. وتنقسم السنة الطقسية إلى 12 قسم تنقسم كم من تلك إلى سابوعان أو شابوعان (مفرد (ب[ܫܒܘܥܐ] خطأ: {{اللغة-؟؟}}: نص الرومنة ليس بالخط اللاتيني (الموضع 1: ش) (مساعدة))) وتعرف كذلك بالجوقات. ويحتوي كل شابوع على ستة أقسام، واحد لكل يوم من الإثنين للسبت ما خلا الأحد. وتتناوب جوقتان تهيئة الرتب: الأولى في الإثنين ولأربعاء الجمعة، والثانية للأيام الثلاث الأخرى في الأسابيع الفردية، وتتبادلان في الأسابيع الزوجية.
تنقسم الصلوات اليومية إلى ثلاث فترات وهي: الليل أو لليا (بالسريانية: ܠܠܝܐ) والصباح أو صپرا (بالسريانية: ܨܦܪܐ) والمساء أو رمشا (بالسريانية: ܪܡܫܐ)، تضاف إلى هذه رتبة قالا دشاهرا (بالسريانية: ܩܠܐ ܕܫܗܪܐ) التي تقام بعد صلاة منتصف الليل (لليا).
تحتوي كنيسة المشرق على ثلاث أنافورات تأتي تباعا في السنة الطقسية. أهمها أنافورا الرسولين أدي وماري التي تعتبر أقدم طقس كنسي مسيحي على الإطلاق ويعود أصلها لمدينة الرها. تمتاز هذه الأنافورا بعدم احتوائها على ذكر للعبارات التي نطقها يسوع خلال العشاء الأخير في الكلام الجوهري. تتشابه هذه الأنفورا مع أنافورا القديس بطرس بالكنيسة المارونية (شرر) إلى حد بعيد على أن الأخيرة أقل تعقيدا، ويعتقد أن لكلا الطقسين أصل رهاوي واحد.
ثاني أنافورا استعمالا تعرف باسم ثيودور المصيصي وتستعمل في الفترة بين الحلول حتى أحد الفصح. ألفها ثيودور نفسه باللغة اليونانية وترجمها البطريرك أبا للسريانية. تعتبر أنافورا نسطور الأطول بين الثلاثة وأقلها شيوعا حيث يقتصر استعمالها على خمس مرات في العام.
يمكن تقسيم القداس السرياني الشرقي إلى الفقرات التالية:
1. صلاة التحضير
2. مزامير
3. صلوات
4. التقديسات الثلاث
5. القراءات الكتابية من العهد القديم وأعمال الرسل
6. مزامير
7. قراءة الرسالة
8. الهللويا
9. قراءة الإنجيل
10. صرف من لا يحمل الأسرار
11. صلاة التضرع
12. نقل المواهب
13. قانون الإيمان
14. تحضير الأنافورا
15. السلام

#### الطقس السرياني الغربي

صورة تعود لبدايات القرن العشرين تصور احتفالا حسب الطقوس السريانية الغربيّة في مدينة الموصل شمال العراق.

نشأت الطقوس المسيحيّة الأولى في أورشليم والتي دعيت أم الكنائس وسرعان ما نشأت عواصم أخرى للطقوس المسيحية، مثل أنطاكية حيث دعي المسيحيين بهذا الاسم للمرة الأولى والرها وهي أول بلاد اعتنقت المسيحية ومركز سرياني وثقافي كبير، ظلت محافظة على جذورها السريانية على عكس أنطاكية التي تأثرت بالطقوس الأورشليمية، ولذلك يعمد اللاهوتيون والمؤرخون إلى تقسيم الطقوس المسيحية الشرقية إلى عائلتين كبيرتين، الطقس الأول وهو الطقس الأورشليمي - الأنطاكي والثاني هو الطقس الرهاوّي، وفي وقت لاحق اعتبر نهر الفرات أصلاً لتلك القسمة فدعي الطقس الأنطاكي - الأورشليمي بالطقس الغربي في حين دعي الطقس الرهاوّي بالطقس الشرقي.
يستخدم الطقس السرياني الغربي في تقاليد الكنيسة السريانية الكاثوليكية والكنيسة السريانية الكاثوليكية والكنيسة المارونية. فضلًا عن مسيحيون مار توما من أتباع كنيسة مالانكارا اليعقوبية السريانية الأرثوذكسية وكنيسة الملنكار الكاثوليك.

### الطقس البيزنطي

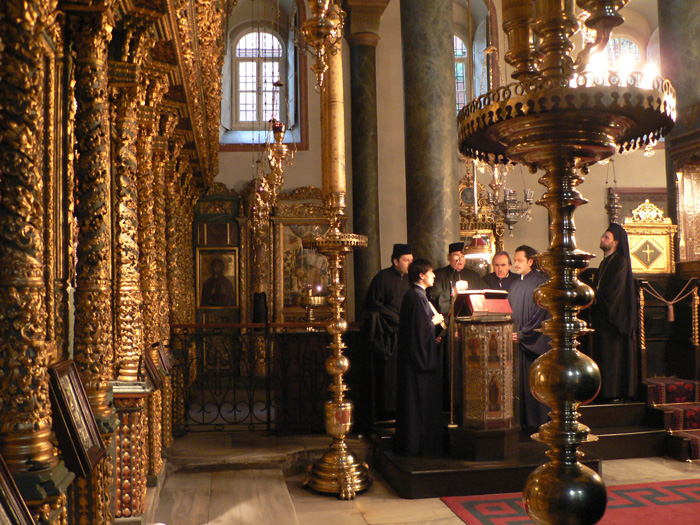
رهبان أرثوذكس يتعبدون حسب الطقوس البيزنطيّة في كنيسة القديس جرجس في مدينة إسطنبول.

الطقوس البيزنطية المعروفة أيضًا باسم الطقوس اليونانية أو طقوس القسطنطينية هي طقوس ليتورجية مستخدمة حاليًا من قبل الكنيسة الأرثوذكسية الشرقية، وبعض الكنائس الكاثوليكية الشرقية. بدأ تطور هذه الشعائر خلال القرن الثالث في القسطنطينية وهو الآن ثاني الطقوس الأكثر استخدامًا في العالم المسيحي بعد الطقوس الروماني الكاثوليكي.
يتكون الطقس من خلال الصلوات الإلهية، وصلوات الساعات، والأسرار السبعة المقدسة التي وضعتها كنيسة القسطنطينية. تملك الشعائر البيزنطية أيضًا تفاصيل عمارة، ورموز، وموسيقى ليتورجية، وملابس، وتقاليد خاصة بها والتي تطورت على مدى قرون. تقليديًا، يلعب الكتاب المقدس دورًا كبيرًا في العبادة البيزنطية، ليس فقط من خلال القراءات اليومية ولكن أيضًا من خلال العديد من الاقتباسات من الكتاب المقدس في أثناء الخدمات الدينية. حيث تتم قراءة سفر المزامير بشكل كامل كل أسبوع، ومرتين أسبوعيًا خلال الصوم الكبير.
الصوم في التقليد البيزنطي أكثر صرامًة مما كان عليه في الغرب المسيحي. في فترة الصوم الكبير على المؤمنين التخلي ليس فقط عن اللحوم، ولكن أيضًا منتجات الألبان، وفي العديد من الأصوام على المؤمن أيضًا الانقطاع عن السمك والنبيذ.

## حضارة

### الفن

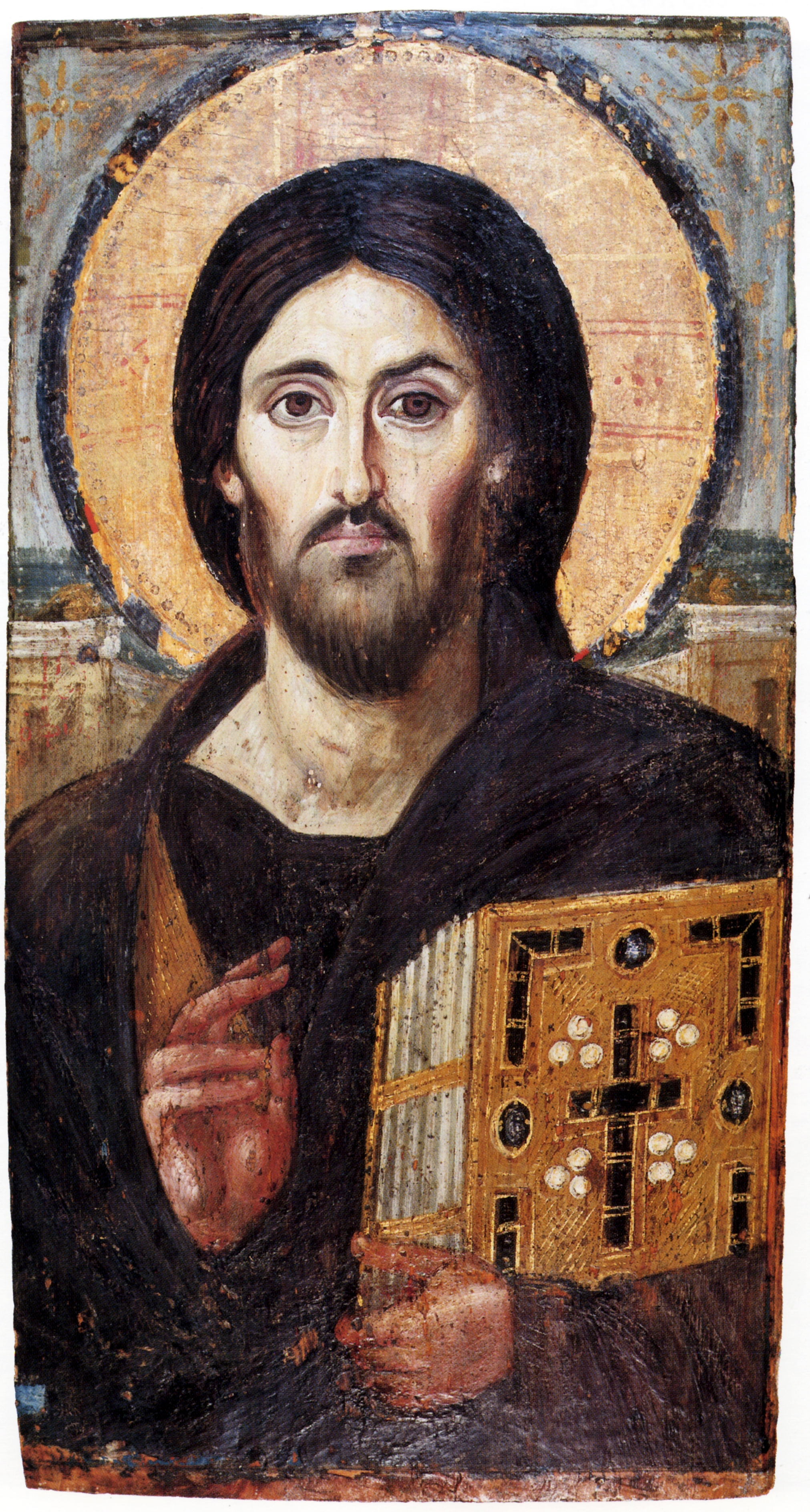
أيقونة أرثوذكسية ليسوع المسيح وتعبر إحدى أهم ايقونات المسيحية الشرقية.

لقد اختلف موقف الكنائس المسيحية الشرقية والغربية تجاه الفنون خاصة تجاه مسألة التماثيل داخل الكنائس، فعلى حين رفضت كنائس القسطنطينية وأنطاكية والإسكندرية ذلك وطورت فنها الخاص خاصًة فن الايقونات، فقد سمحت بها الكنيسة الكاثوليكية في روما وما يتبعها من كنائس في الغرب الأوروبي، وذلك عبر استغلال الفن المسيحي الذي شيد التماثيل ذات الدلالة الدينية المسيحية، والتي استخدمت أيضاً في نشر الدين الجديد في أوساط الغرب الأوروبي الذي يعاني من الجهل بالقراءة والكتابة، وهكذا تم استغلال التماثيل المسيحية من أجل هدف تعليمي وتثقيفي بحت. بينما اتبعت الكنائس المسيحية الشرقية مسار مختلف في الفنون، إذ تطور فن الايقونات خاصة في القسطنطينية وفي ظل الامبراطورية البيزنطية والتي كانت مزيجاً من الثقافة الكلاسيكية وتعاليم المسيحية، فلم تصبح مركزًا دينيًا للمسيحية الأرثوذكسية الشرقية، بل ومركزًا حضاريًا وفنيًا ومتحفًا واسعًا للفن المسيحي البيزنطي. تطور فن موزاييك والفسيفساء من الرخام أو الزجاج وزخرفة المخطوطات، وانقسم الفن البيزنطي إلى ثلاث مراحل مختلفة: المرحلة الأولى يطلق عليها مؤرخو الفنون اسم العصر الذهبي، أي من أول حكم الإمبراطور جستنيان حتى الثورة على الأيقونات، أما العصر الذهبي الثاني فيبدأ منذ العام 867-1204، أي خلال عصر الأسرة المقدونية نشأت فنون أخرى بعيداً عن السلطان الرسمية أو الدينية كتلوين الزجاج مع أوراق الذهب والفضة والمرمر فضلاً عن الأحجار الكريمة، وفي أسرة آل كومنينوس تطورت الأشكال الفنية، ونشأت في ظل هذه الأسرة حركة إحياء فنية استمرت حتى نهاية العهد البيزنطي، وتجلى ذلك عبر نشاط ملحوظ في تشييد الكنائس وزخرفتها، والاعتماد على تصاوير وجداريات منبثقة من كتابات العهد الجديد. والمرحلة الثالثة هي مرحلة العصر المتأخر تحت حكم آل باليولوغس 1261-1453 فقد انتشر الفن المسيحي البيزنطي في عهد أسرة باليولوغس حتى وصل إلى روسيا وإلى يوغوسلافيا ورومانيا.
عقب سقوط القسطنطينية انتقل مركز فن الايقونات إلى روسيا والتي طورت اساليب جديدة في فن الايقونات، ولا تزال روسيا حتى اليوم مركز للايقونات الشرقية. كذلك طوّرت الكنائس الأرثوذكسية المشرقية فنونها الخاصة التي ارتبطت بهويتها ففي الكنيسة القبطية عرفت في التصوير الجداري وفن الزخرفة القبطية كذلك الأمر بالنسبة كنيسة التوحيد الأرثوذكسية الإثيوبية التي طورت فن أفريقي مسيحي فريد وطورّت كنائس التقليد السرياني الفن الايقونوغرافي. وطورت أيضًا كنيسة مالانكارا في الهند فن ذات عناصر هندية وسريانية.

### الموسيقى
| يا ربّ القوّات على يوتيوب إحدى أشهر أناشيد الطقس البيزنطي، وهي بمقابلة عربية - يونانية |
| —رهبنة دير مار جرجس الحميراء.                                                        |

تطورت الموسيقى في الكنائس الشرقية، فظهرت في الكنائس ذات التقليد السرياني، الموسيقى الكنسية السريانية تستخدم هذه الموسيقى ثمان مقامات شرقية، ويرجأ تاريخها إلى مار أفرام السرياني. وتطورت الموسيقى الكنسية البيزنطية في الكنيسة الأرثوذكسية الشرقية وهي موسيقى صوتية بالكلية ولم تستعمل الآلات الموسيقية كما أنها آحادية الصوت مقابل تعدد الأصوات. المؤرخ تيارد تيلرد يقول أن الموسيقى البيزنطية كانت صوتية وكانت ترتل من قِبَل مرتل أو جوقة مدربة على الترتيل بتناغم. وأثّرت الموسيقى البيزنطية على الموسيقى البلغارية والرومانية والصربية وغيرها من دول البلقان وأوروبا الشرقية وتبّنت عناصر موسيقية محلية شعبية، وعُرفت خلال القرن 15 والقرن 17 عصرها الذهبي حيث وصلت إلى أوج ازدهارها وانتشرت مدارس الموسيقى الليتورجية في جميع أرجاء أوروبا الشرقية ودول البلقان، وابتكر الملحنيين الأرثوذكس موسيقى كنيسة من ثمان مقامات تختلط فيها الموسيقة الكنيسة البيزنطية-اليونانية وعناصر موسيقية من اللغات المحليّة.
ظهرت في الكنيسة القبطية الأرثوذكسية الموسيقى الكنسية القبطية وهي من هي أقدم موسيقي كنسية موجودة، وقد وصفها عالم الموسيقي الإنجليزي، ايرنست نيولاند سمث، بجامعات أكسفورد ولندن:

### الأدب والشعر

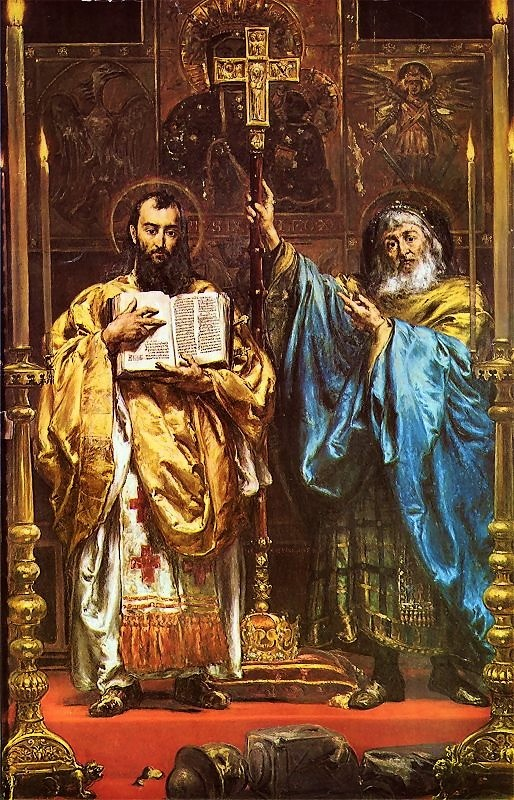
كيرلس وميثوديوس، بفضل تأثيرهما الكبير في التطور الديني والثقافي للشعوب السلافية عامة دعيا بلقب رسل السلافيين.

كانت المسيحية إحدى أهم الأعمدة الثقافية للأدب البيزنطي، وصنف الأدب البيزنطي في خمس مجموعات: كتب التاريخ، الموسوعات والمقالات، وكتب الشعر العلمانية مثل الملحمة البطولية (باليونانية: Διγενής Ακρίτας). ما تبقى من مجموعتين تشمل أنواع الأدبية الجديدة: الأدب الكنسّي واللاهوتي، والشعر الشعبي. وأهم الأعمال المسيحية كانت كتب الليتورجيا وكتاب سير القديسين السنكسار.
أما الأدب المسيحي السرياني كما يعد أفرام السرياني من أهم الأدباء المسيحيين على العموم في القرون المسيحية الأولى، حيث كتب العديد من الأشعار المسماة بال-«مِمرِ» (ܡܐܡܪܐ) وهي مستلهمة من أمور يومية وذلك لتقريبها من أذهان العامة. كما كتب العديد من التفاسير الإنجيلية التي استعملت لاحقا من قبل معظم المذاهب المسيحية. وشهد العصر الذهبي للأدب السرياني في القرنين الرابع والخامس نشوء عدة مدارس سريانية اهتمت بالاهوت والفلسفة والعلوم الطبيعية كما في الرها ونصيبين وجنديسابور. وظهرت عدة أسماء في مجال الأدب السرياني في هذه الفترة مثل نرساي ويعقوب السروجي ويعقوب الرهاوي.
كما شهدت فترة سيطرة الخلافة العربية الإسلامية ظهور أسماء هامة أخرى مثل ميخائيل الكبير (1126-1199) الذي ألف موسوعة بالسريانية تعتبر من الأهم من نوعها في العصور الوسطى، وكذلك ابن العبري الذي ألف العديد من الكتب في اللاهوت والطبيعيات لعل أهمها «زبدة العلم» (ܚܐܘܬܐ ܕܚܟܡܬܐ حوثو دحکمثو) الذي يتناول جميع العلوم المعروفة وكذلك كتاب «تاريخ مختصر الدول» بالعربية والسريانية، وهو حوليات في تاريخ الحضارات القديمة.
خلال العصور الكلاسيكية القديمة، تطورت الأشعار المسيحية في الكنيسة الشرقية والغربية، ومن أبرز أعلام الكنيسة الشرقية في هذه الفترة أفرام السرياني وهو راهب سرياني ومن رواد كتاب وشعراء المسيحية ويعده بعض المؤرخين واللاهوتيين أعظم من كتب القصيدة والترنيمة الدينية في الشرق المسيحي، وظهرت في الامبراطورية البيزنطية قصائد وأشعار في مدح مريم العذراء والتي عرفت بصلاة المدائح.

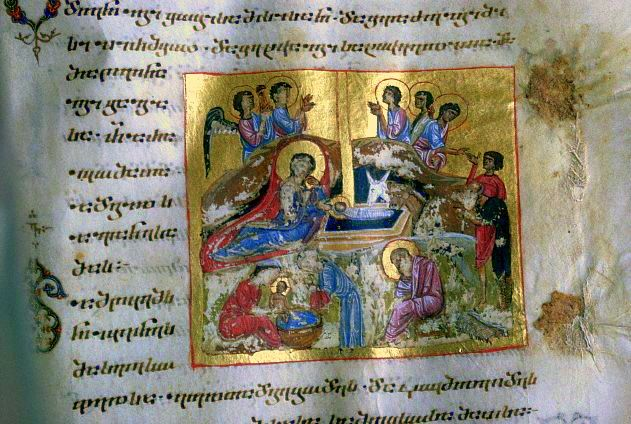
نسخَة تراثيّة من صفحة من العهد الجديد في اللغة الجورجيّة تعود إلى القرن الثاني عشّر.

### اللغة واللسانيات
كان للكنائس المسيحية الشرقية تأثير كبير على اللغات واللسانيات وعلم النحو فمثلًا أوجد الراهب الارمني ميسروب ماشدوتس الأبجدية الأرمنية ووضع القديسين كيرلس وميثوديوس الأبجدية الكيريلية. كما تطور علم قواعد اللغات خاصًة تلك التي اكتسبت أهمية دينية خاصة مثل اللغة اللاتينية التي أعتبرتها الكنيسة الكاثوليكية لغة مقدسة واللغة اليونانية في الكنيسة الأرثوذكسية الشرقية واللغة السريانية للكناس ذات التراث السرياني وعرف عن القديس أفرام السرياني كأحد رواد تطور هذه اللغة.

### العمارة
بدأت المسيحية الشرقية والغربية بالتباعد عن بعضها البعض من وقت مبكر. وأخذت كل مهنا خط حضاري مختلف، ففي حين أن البازيليكا هو الشكل الأكثر شيوعا في الغرب، أصبح الأسلوب المحكم السائدة في الشرق المسيحي. كما وشيدت مساكن وأضرحة قبور القديسين الذين كانوا قد لقوا مصرعهم خلال عمليات الاضطهاد التي انتهت بالكامل فقط تحول الامبراطور قسطنطين للمسيحية. مثالًا هامًا ما يزال حتى اليوم هو ضريح غالا في رافينا والتي يعود تاريخها إلى عصر الإمبراطور جستنيان، ولا تزال تحتفظ على الزخارف الفسيفسائية.

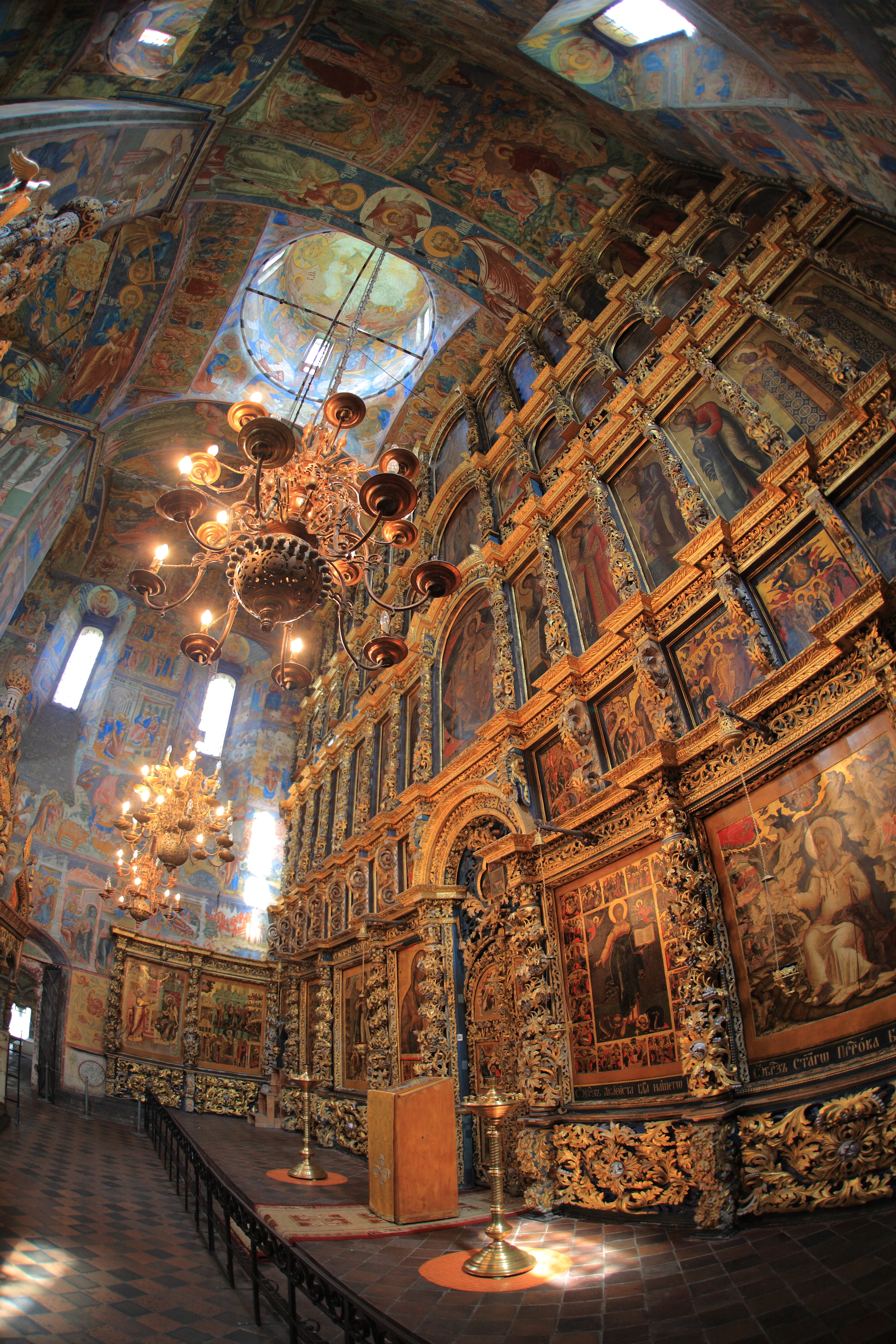
أيقونسطاس كنيسة أويا في اليونان من أبرز مميزات العمارة المسيحية الشرقية كثرة زخارفها الداخلية وأيقونتها.

في عام 330 نقل الإمبراطور قسطنطين عاصمة الإمبراطورية من روما إلى مدينة بيزنطة فيما يُعرف الآن بتركيا، وغيّر اسم بيزنطة إلى القسطنطينية وعُرِفَت امبراطوريته فيما بعد بالإمبراطورية البيزنطية. وبحلول القرن السادس، تطور طراز فريد من الفن البيزنطي. وكانت كاتدرائية آيا صوفيا بقبتها الضخمة في القسطنطينية إحدى أبرز إنجازات العمارة البيزنطية، وقد صممها أنثيميوس أوف تراليس وإسيدروس أوف ميليتوس. وتمثل الفسيفساء أهم الزخارف في معظم الكنائس البيزنطية. وهناك أمثلة أخرى للعمارة البيزنطية تشمل بازيليكا القديس مرقس في مدينة البندقية بإيطاليا.
ومع انتقال مركز الكنيسة الأرثوذكسية الشرقية إلى روسيا في القرن السادس عشر. انشأ نموذج معماري أرثوذكسي جديد، فهنا تم استبدال القبة من قبل إلى شكل أكير رقة وأطول وأصبح شكل السقف مخروطي وذلك بسبب الحاجة إلى منع الثلوج بالتراكم على أسطح المباني. واحدة من أبرز الأمثلة على هذه الكنائس هي كاتدرائية القديس باسيل في الساحة الحمراء في موسكو.
أما بالنسبة للكنائس الأرثوذكسية المشرقية فقد تطور نمط معماري بحسب المنطقة والكنيسة. ففي الكنيسة القبطية الأرثوذكسية في مصر ظهرت العمارة القبطية. والتي تعود أصولها بحسب عدد من الباحثين إلى العمارة المصرية القديمة، وإحدى نقاط التشابه بين خطة بناء المعابد المصرية القديمة، من التقدم من الفناء الخارجي إلى الملاذ الداخلي الخفي لتلك الموجودة في الكنائس القبطية، من صحن الكنيسة الخارجي أو الشرفة، والملاذا الخفية وراء الحاجز الأيقوني أو الأيقونسطاس. يرى آخرون ان العمارة القبطية إلى تلك العمارة التي في الكنائس البيزنطية والرومانية.
وهكذا منذ بداياته المبكرة انصهرت العمارة القبطية الأصلية مع التقاليد المصرية والانماط المعمارية اليونانية-الرومانية والبيزنطية المسيحية.
وبعد الفتح الإسلامي لمصر أثرت العمارة والفن القبطي على العمارة الإسلامية المصرية، ودمجت بعض الملامح الفنية القبطية في بناء العمارة الإسلامية في مصر. وفي وقت لاحق تأثر والفن والعمارة القبطية أيضًا خاصًة الزخارف التي استوحت من الأنماط الفنية الإسلامية. وتعتبر الكنيسة المعلقة في القاهرة القبطية إحدى أرز كنائس العمارة القبطية.
الكنيسة الارمنية وهي كنيسة قومية للشعب الارمني، ويعتبر الارمن أول شعب يتخذ المسيحية دين رسمي له. طوّر الارمن نمط معماري ارتبط بابعاد مسيحية، وهي العمارة الأرمنية، ومن أبرز ميزاتها انها تميل إلى ان تكون منخفضة وسميكة الجدران في التصميم.
وطورت كنيسة التوحيد الأرثوذكسية الإثيوبية فن مسيحي فريد إذ يوجد العديد من الكنائس المنحوتة في الصخر في أثيوبيا، اكثرها شهرة هي الكنائس الإثني عشر في لاليبيلا شمال البلاد، ويوجد أيضا نمط آخر في هندسة الكنائس الأثيوبية هو البازيليكا، ومن أشهر كنائس البازيليكا في أثيوبيا هي بازيليك سيدتنا مريم من صهيون في مدينة أكسوم، وفي القرن السادس الميلادي كان لهندسة الكنائس الأثيوبية تأثير قوي على طريقة بناء الكنائس في المناطق القريبة كصنعاء وفي معظم أنحاء شبه الجزيرة العربية. يوجد شكلين مميزين لبناء الكنائس الأثيوبية، الأول المربع أو المستطيل والذي يتواجد في تجراي والثاني الشكل الدائري وتجده في أمهارة وفي شيوة.

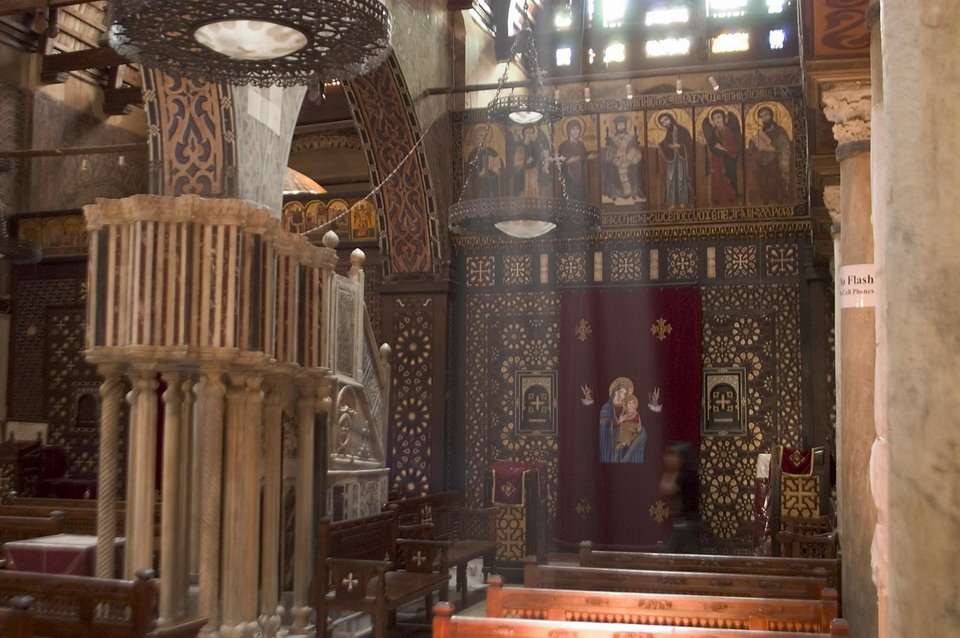
الكنيسة المعلقة في القاهرة وهي نموذج للعمارة القبطية.
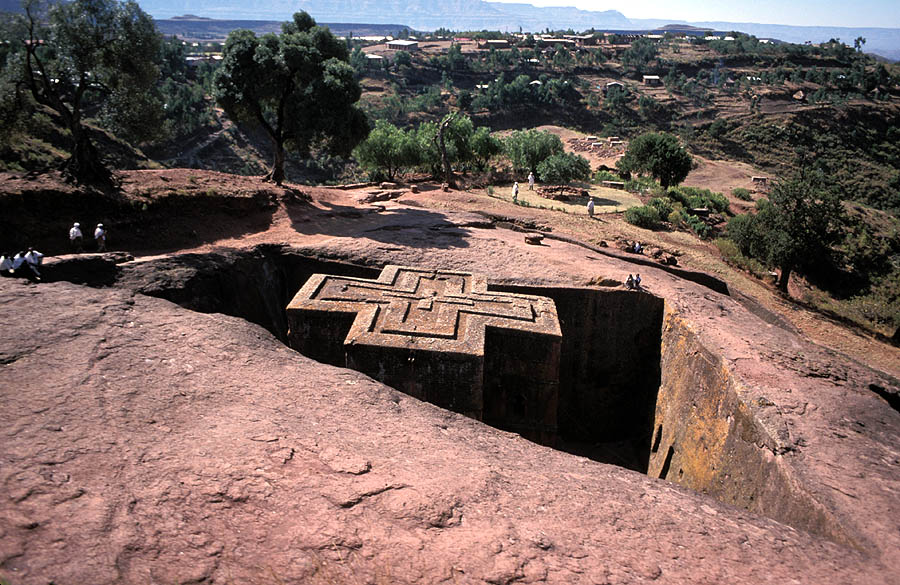
كنيسة منحوتة في الصخر في اكسوم. وهي نموذج للعمارة المسيحية الإثيوبية إثيوبيا.
مذبح كنيسة الأرمن الأرثوذكس ويعتبر الارمن من الشعوب الأولى التي اعتنقت المسيحية.
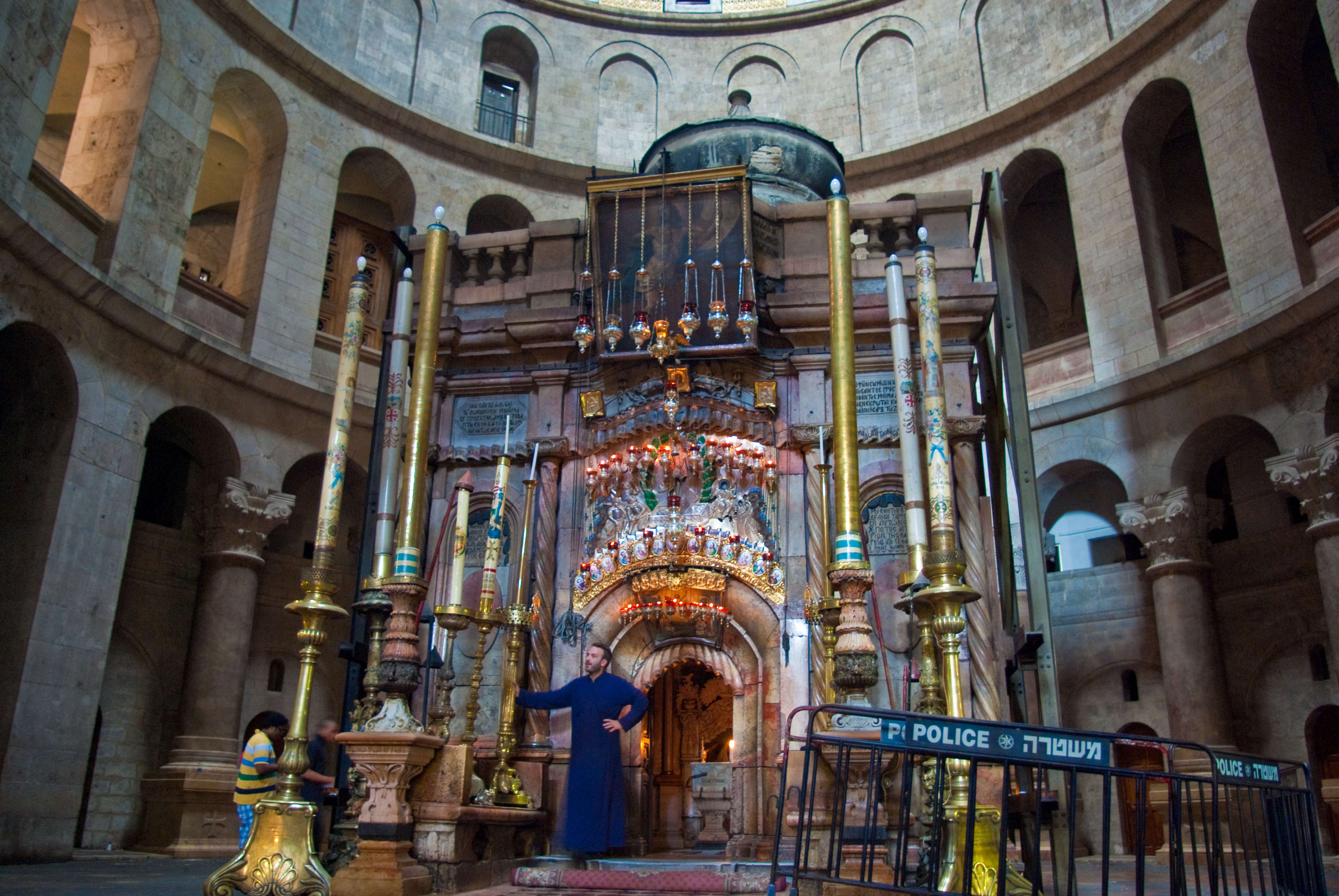
قبر يسوع في كنيسة القيامة، القدس وتتميز بنمط معماري مسيحي شرقي.
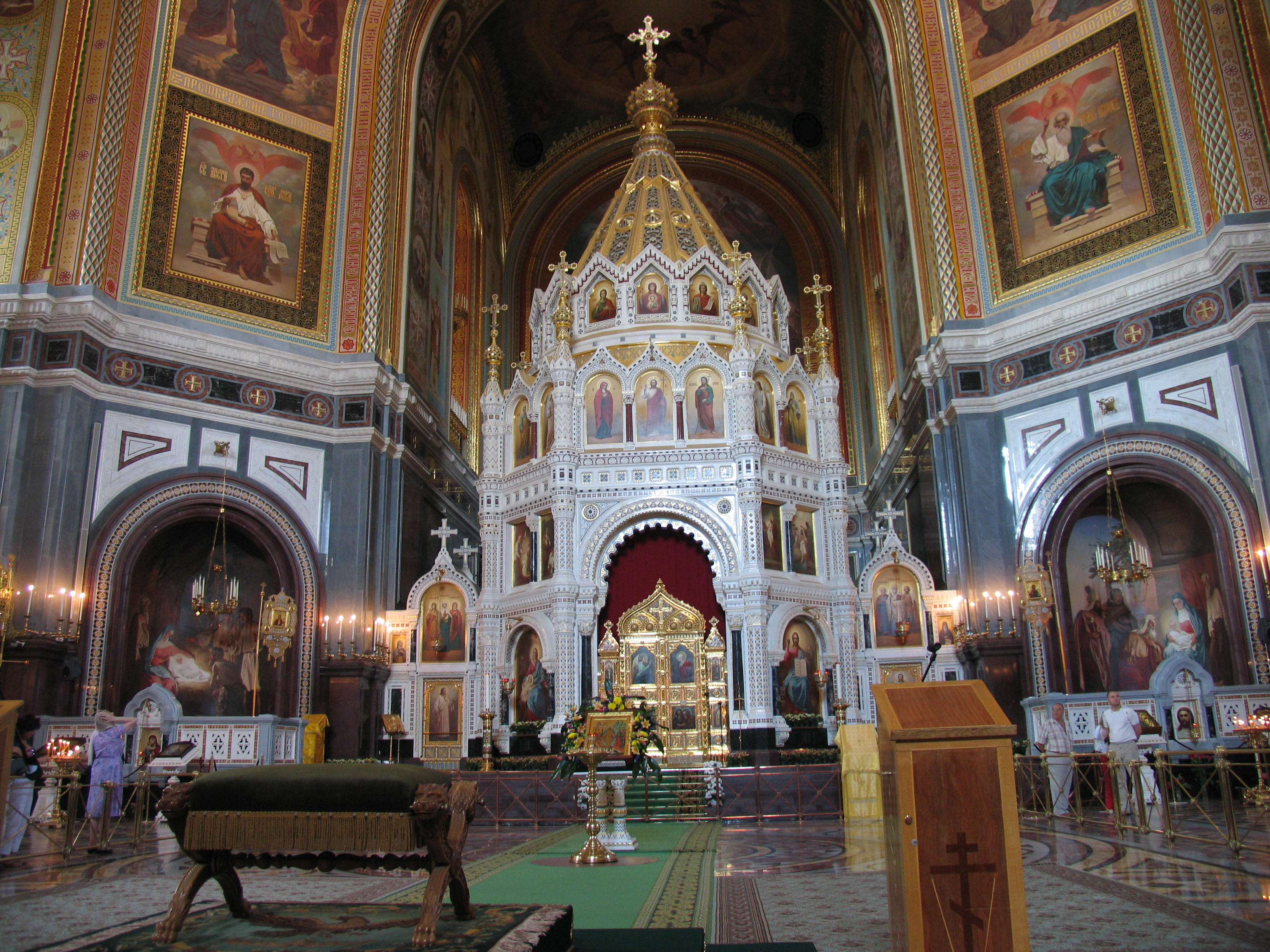
أيقونسطاس كنيسة المسيح المخلص الأرثوذكسية في موسكو.

### العلوم

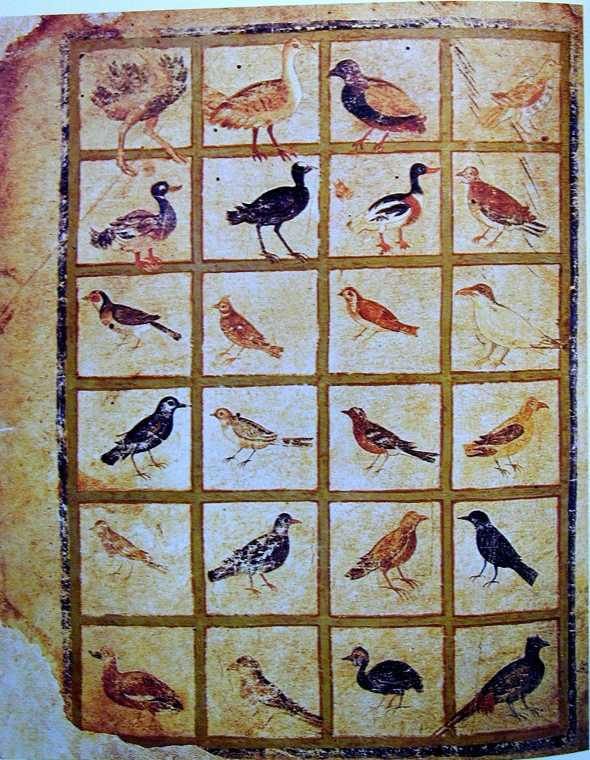
منمنمة لكتاب علمي عن الطيور للراهب البيزنطي استاثيوس من تسالونيكي.

رعت الكنيسة العلوم في الامبراطورية البيزنطية والتي كانت مركز ثقافي وعلمي وحضاري هام في العالم القديم، وارتبط ارتباطًا وثيقًا مع الفلسفة القديمة، والميتافيزيقيا. ومن الانجازات التي طبقت فيها العلوم كانت بناء كنيسة آيا صوفيا. خلال عصر النهضة البيزنطية دعمت الكنيسة الشرقية الحركة والنهضة العلمية وخاصة في مجال علم الفلك والرياضيات والطب فكتب الرهبان الموسوعات الطبية التي تضمنت شروحا في أمراض العين والأذن والفم والعمليات الجراحية، وقد ترجمت هذه الموسوعات إلى اللاتينية والسريانية والعربية. كما انتج الرهبان البيزنطيين ابحاثًا في حقول كيمياء المعادن والسبائك والرياضيات والهندسة الجغرافية، وكانوا يؤمنون بأن الكواكب والنجوم لها تأثير على أحداث الأرض، وكانت هذه العلوم السبب الرئيسي في احياء الاداب اليونانية القديمة والدراسات النحوية والأدبية والعلمية في إيطاليا مطلع عصر النهضة.
دعمت الكنيسة التعليم في الامبراطورية البيزنطية،  فأنشأت المدارس والمعاهد وأهمها جامعة القسطنطينية التي كانت تُدرّس الفلسفة والقانون والطب ونحو اللغة اللاتينية واليونانية وبلاغتها في حين نشطت المدارس الأكاديمية الفلسفية والفلكية في الإسكندرية، وبنيت أيضًا المدارس الرهبانية التي ركزت على الكتاب المقدس واللاهوت والليتورجيا لكنها تضمنت أيضًا تعليم نصوص ادبية وفلسفية وعلمية في المناهج الدراسية، وبذل الرهبان الأرثوذكس جهودًا في نسخ المخطوطات الكنسية، وكتب الأدب القديمة. وكان لكهنة الكنيسة الأرثوذكسية الشرقية بعد سقوط القسطنطنية فضل في نشر التعليم، وقد أعتبروا التنويريين والمربين لمجتمعات أوروبا الشرقية، فقد كان لرجال الدين وأسرهم دور في محو الأمية في أوروبا الشرقية.

### الطب
أنشا المسيحيون النساطرة مدارس للمترجمين وألحق بها مستشفيات، ولعبوا أدورًا هامة في نقل المعارف الطبية إلى اللغة العربية. ومن المدارس التي أنشأها النساطرة مدارس مسيحية في الرها ونصيبين وجند يسابور وإنطاكية والإسكندرية والتي خرجت هناك فلاسفة وأطبّاء وعلماء ومشرّعون ومؤرّخون وفلكيّون وحوت مستشفى، مختبر، دار ترجمة، مكتبة ومرصد. كما نشط السريان في الترجمة من اليونانية إلى السريانية ومن ثم للعربية وخاصة في عهد الدولة العباسية حيث كان معظم المترجمين في بيت الحكمة من اليعاقبة والنساطرة وقد برزوا أيضا بالطب والعلوم والرياضيات والفيزياء فاعتمد عليهم الخلفاء.
خلال هذه الفترة ظهر عدد من القديسيين ممن ارتبطت أسماءهم بالطب مثل القديسين كوزماس وداميان شفعيّ الأطباء والقديس فيتوس ونيكولا وكانوا أيضًا أطباء.
قاد إعلان المسيحية كديانة رسمية في الإمبراطورية الرومانية إلى التوسع في توفير الخدمات والرعاية الاجتماعية. بعد مجمع نيقية في عام 325 تم بناء في كل مدينة مستشفى قرب الكاتدرائية. ومن أوائل المستشفيات التي اقيمت كانت من قبل الطبيب القديس سامبسون في القسطنطينية، وباسيل أسقف قيصرية في تركيا المعاصرة. وقد بنى باسيل مدينة دعيت «بباسيلاس»، وهي مدينة شملت مساكن للأطباء والممرضين ومبان منفصلة لفئات مختلفة من المرضى. وكان هناك قسم منفصل لمرضى الجذام. بعض المستشفيات حوت على مكتبات وبرامج تدريب، وجمع الأطباء دراستهم الطبية والدوائية في مخطوطات حفظت في مكتباتها. وبالتالي ظهرت الرعاية الطبية للمرضى في معنى ما نعتبره اليوم المستشفى، وكان يقودها الكنيسة الأرثوذكسية والاختراعات والابتكارات البيزنطية واعمال الرحمة المسيحية.

### الفلسفة واللاهوت

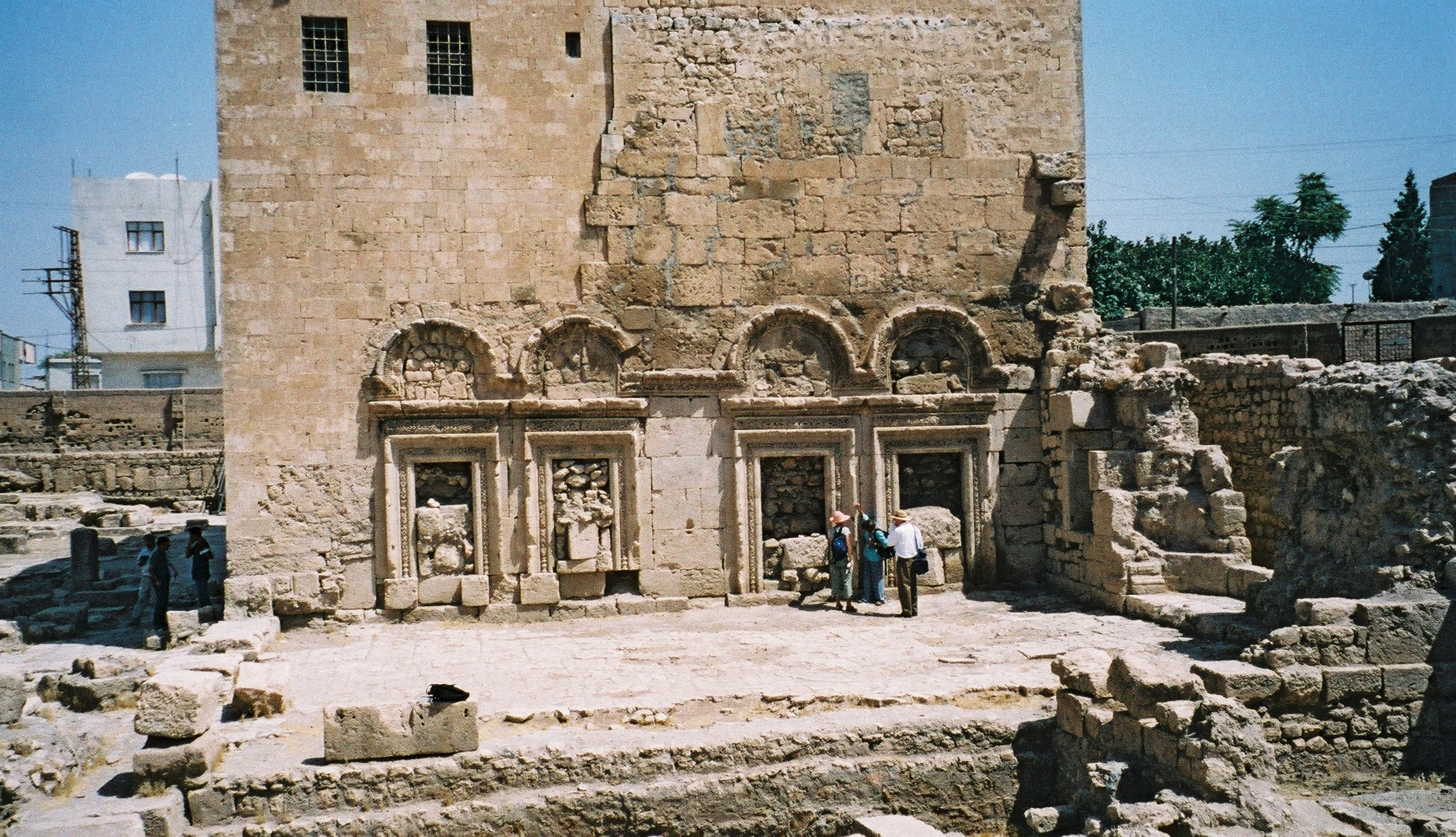
أنقاض كنيسة مار يعقوب في نصيبين، أصبحت نصيبين ومدرستها مركز لاهوتي وفلسفي هام.

تأسست في الشرق المسيحي العديد من المدارس التي علّمت اللاهوت والفلسفة والتي أضحت من أهم المعاهد للتعليم الديني في العالم المسيحي الشرقي.
منها على سبيل المثال لا حصر مدرسة الإسكندرية والتي أسسها مرقس، والتي أصبحت من أهم المعاهد للتعليم الديني في المسيحية. كثير الأساقفة البارِزين من عِدَّة أنحاء في العالم تم تعليمهم في تلك المدرسة، كما درّس فيها العديد من العلماء المسيحيين وآباء الكنيسة التعليم لم يكن محصورًا على الأمور اللاهوتية، لأن علوم أخرى مثل العلوم والرياضيات وعلوم الاجتماع كانت تُدَرَّس هناك.
من المدارس اللاهوتية يُذكر أيضًا مدرسة مدرسة نصيبين (بالسريانية: ܐܣܟܘܠܐ ܕܢܨܝܒܝܢ)، هي مدرسة لاهوتية مسيحية سريانية نشأت في مدينة نصيبين بتركيا حاليًا. يعود تاريخ تأسيسها إلى سنة 350 وذلك عندما سقطت مدرسة الرها بيد الساسانيين ما حذا بأفرام السرياني ومجموعة من تلامذته إلى النزوح إلى نصيبين فأسسوا مدرسة لاهوتية بها. كما علا شأن هذه المدرسة عندما أمر الإمبراطور البيزنطي زينون بإغلاق مدرسة الرها نهائيا فانتقل اساتذتها إلى نصيبين حتى أصبحت تلقب بأول جامعة في التاريخ. وكانت للمدرسة حينئذ ثلاث أقسام تهتم باللاهوت والفلسفة والطب.
في حين يرجع تاريخ تأسس مدرسة الرها (بالسريانية: ܐܣܟܘܠܐ ܕܐܘܪܗܝ)، وهي إحدى المدارس اللاهوتية ذات المكانة المرموقة في العلوم الدينية المسيحية إلى القرن الثاني الميلادي من قبل سلالة الأباجرة الذين حكموا مدينة الرها (شانلورفا حاليا) فتعد بذلك أقدم مدرسة لاهوتية مسيحية. يعد أفرام السرياني من أبرز من لقنوا بها حيث كانت له صومعة بمدينة الرها غير أنه نزح منها بعد سقوطها بيد الساسانيين سنة 363 إلى مدينة نصيبين فأسس بها مدرسة نصيبين. كما كتبت بها أطروحات أفراهاط (بالسريانية: ܐܦܪܗܛ) بأوائل القرن الرابع والتي تتميز بخلوها من التأثيرات اليونانية، والنسخة السريانية من إنجيل الدياسطرون. ومن المدارس التي تركت تأثير على اللاهوت المسيحي الشرقي كانت مدرسة جنديسابور، وجامعة القسطنطينية التي أفتتحت لتدريس الطب، الفلسفة، اللاهوت والقانون الكنسي وعرفت بكثرة علماء الدين واللاهوتيين فيها الذين تركوا مؤلفات هامة حول الدراسات المسيحية والليتورجيا.

### التقويم

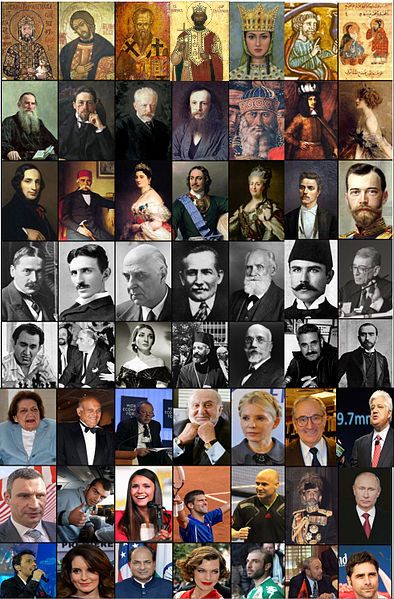
مجموعة صور لعدد من مشاهير المسيحيين الشرقيين من مختلف المجالات.

التقويم الذي كان العالم أخذ به هو التقويم الذي يعود إلى يوليوس قيصر، أي أنه يبلغ الآن من العمر ألفي سنة. كانت قد أدخلت عليه تعديلات، ثم حسب بالنسبة لميلاد المسيح فكان بداية التقويم المسيحي الميلادي، وهو يقسم إلى تقويمين (الغريجوري) هو التقويم المستعمل في العالم الغربي والعالم وهو التقويم الذي تتخذه الكنيسة الكاثوليكية والكنائس البروتستانتية. العالم اليسيوس ليليوس الإيطالي هو من قام بإنشاء هذا التقويم في عام 1581 م كبديل عن تقويم يوليوسي (نسبة ليوليوس قيصر)، ويسمى التقويم الغريغوري نسبة للبابا غريغوريوس الثالث عشر.
في العقد قبل الأخير من القرن السادس عشر اكتشف عدد من علماء الفلك أنه كان ثمة خطأ في حساب طول اليوم، ومن ثم فإن التقويم الميلادي متأخر عشرة أيام عن الواقع. فنقل التاريخ عشرة أيام إلى الأمام. وسمي التقويم غربيًا بالنسبة إلى المشرق. لكن لأن الذي أعلن هذا النظام الجديد كان البابا غريغوريوس الثالث عشر فقد سمي رسميًا التقويم الغريغوري (والمعنى واحد طبعًا).
تبعت الكنائس الكاثوليكية الشرقية مثل الكنيسة المارونية وكنيسة الروم الملكيين الكاثوليك الحساب الغربي الغريغوري، في حين حافظت الكنائس الأرثوذكسية والمشرقية المنتشرة في دول شرق أوروبا والشرق الأوسط على الحساب القديم أي التقويم اليولياني في طقوسها الدينية وحساب أعيادها خاصًة عيد الفصح.

## الكنائس الشرقية حسب البلد

### أرثوذكسية شرقية
| أرثوذكسية شرقية الديانة السائدة (أكثر من 75%) الديانة السائدة (50% - 75%) أقلية دينية مهمة (20% - 50%) أقلية دينية مهمة (5% - 20%) أقلية (1% - 5%) |  | أرثوذكسية مشرقية الديانة السائدة (أكثر من 75%) الديانة السائدة (50% - 75%) أقلية دينية مهمة (20% - 50%) أقلية دينية مهمة (5% - 20%) أقلية دينية (1% - 5%) |

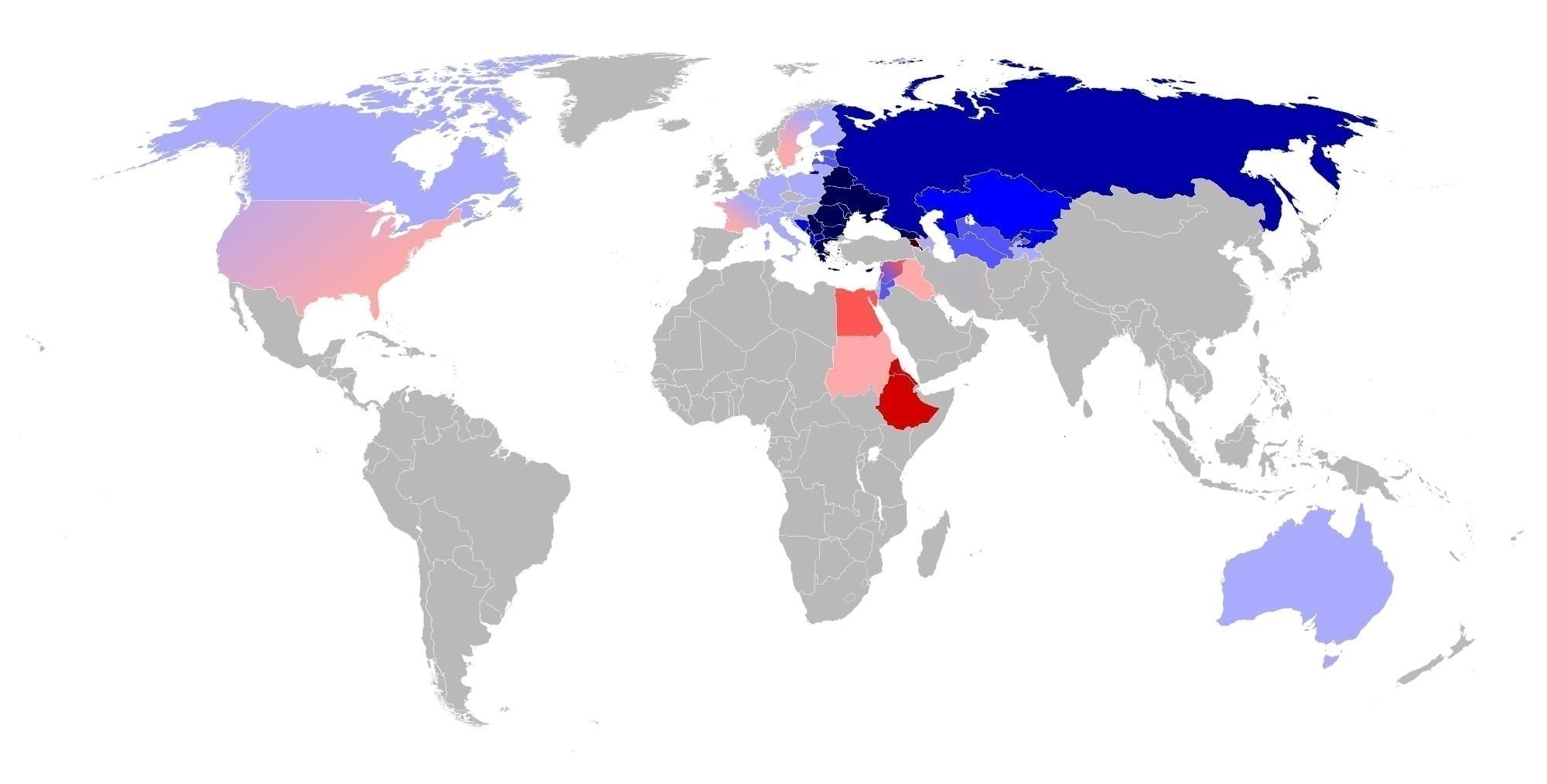
توزيع المسيحية الأرثوذكسية في العالم حسب البلد.

تعتبر الأرثوذكسية الشرقية أغلبية في الدول الآتية:
- بلغاريا
- روسيا البيضاء
- قبرص
- جورجيا
- اليونان
- مقدونيا
- مولدوفا
- الجبل الأسود
- رومانيا
- روسيا
- صربيا
- أوكرانيا

تتواجد أقليات أرثوذكسية شرقية كبيرة في الدول الآتية:
- أذربيجان
- ألبانيا
- البوسنة والهرسك
- إستونيا
- كازاخستان
- قيرغيزستان
- أوزبكستان
- طاجيكستان
- تركمانستان
- لاتفيا
- سوريا
- لبنان
- الأردن
- كوسوفو

### أرثوذكسية مشرقية

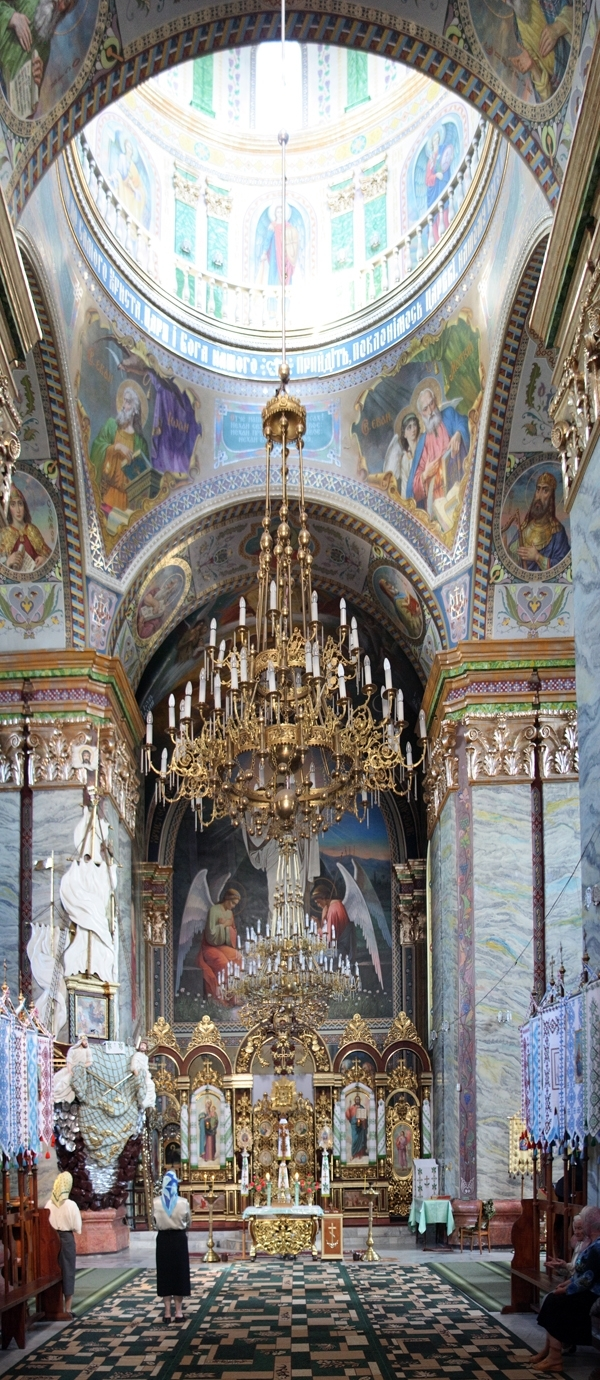
كنيسة كاثوليكية شرقية يتداخل فيها الفن المسيحي الشرقي والغربي.

الأرثوذكسية المشرقية هي الديانة السائدة في أرمينيا (94%)، وفي جمهورية مرتفعات قرة باغ (95%)، وإثيوبيا (51% من السكان، 62% من مجمل مسيحيين البلاد)؛ وإريتريا (50% من السكان، 78% من مجمل مسيحيين البلاد)؛ وتعد العقيدة الأرثوذكسية المشرقية واحدة من أكبر من الأديان السائدة في إريتريا.
تعتبر الأرثوذكسية المشرقية أقلية كبيرة في مصر (10%)، والسودان (5% من السكان، 15% من المسيحية)؛ وسوريا (3% من السكان، 10.1% من المسيحية)؛ ولبنان (2% من مجمل المسيحيون والتي تصل نسبتهم إلى 40% من لبنان)، وأذربيجان، وولاية كيرالا في الهند (0.20%، وتصل نسبة المسيحيين في الهند 2.3%). ويعتبر المذهب الأرثوذكسي المشرقي أكبر التجمعات المسيحية في تركيا، وفي إيران.
تعتبر الكنيسة الإثيوبية أكبر الكنائس الأرثوذكسية المشرقية، وتأتي في المرتبة الثانية لأكبر الكنائس المسيحية الشرقية، في حين تعتبر الكنيسة الروسية الأرثوذكسية أكبر الكنائس المسيحية الشرقية.
دول تعتبر فيها الأرثوذكسية المشرقية المذهب السائد:
- أرمينيا
- إريتريا
- إثيوبيا

دول ذات نسبة عالية وتحوي أقلية أرثوذكسية مشرقية كبيرة:
- مصر
- سوريا
- الهند

### الكاثوليكية الشرقية
تعتبر الكنيسة الأوكرانية الكاثوليكية أكبر الكنائس الكاثوليكية الشرقية وتصل أعدادهم بين 3 إلى 5 ملايين أي بين 6% إلى 8%، في حين يشكل الكاثوليك الغالبية العظمى في لفيف، ويشكلون أكبر كنيسة في غاليسيا الواقعة في أوكرانيا الغربية، يليها الكنيسة المارونية ومقرها بكركي قرب بيروت ويشكل لبنان ثقلها الأساسي، وأتباعها ثاني أكبر طائفة مسيحية وهي ضمن عائلة الكنيسة الكاثوليكية، وتعتبر كنيسة السريان الملبار الكاثوليك الهندية والتي يزيد عدد أتباع هذه الكنيسة عن 3.6 مليون نسمة، ثالث أكبر كنيسة من عائلة الكنائس الكاثوليكية الشرقية التي تقر بسيادة البابا.
الكنائس الأصغر عددًا والتي تتبع التقاليد البيزنطية هي كنيسة الروم الملكيين الكاثوليك، التي تشكل أكبر تجمع في إسرائيل ولها ثقل في سوريا سيّما في حلب ومرمريتا وفي لبنان سيّما في زحلة. والكنيسة الرومانية الكاثوليكية المتحدة والكنيسة الروثينية الكاثوليكية والتي لها ثقل في رومانيا، والكنيسة الهنغارية اليونانية الكاثوليكية والتي لها ثقل في المجر، والكنيسة السلوفاكية اليونانية الكاثوليكية.
أمّا الكنيسة الكلدانية الكاثوليكية والتي تتبع التقليد الكلداني فتنتشر في العراق والمهجر في السويد وألمانيا ومقرها ببغداد. بالإضافة إلى تواجد الكنيسة السريانية الكاثوليكية التي تتبع التقليد الأنطاكي وكنيسة الأرمن الكاثوليك والتي تتبع التقليد والتراث الأرمني في العراق وإيران وتركيا. كما وتنتمي كل من الكنيسة القبطية الكاثوليكية والكنيسة الأثيوبية الكاثوليكية إلى التقليد الإسكندري وتنتشر في مصر وإثيوبيا على التوالي. وتنتشر كنيسة الملنكار الكاثوليك وكنيسة السريان الملبار الكاثوليك ذات التقاليد السريانيّة في الهند.

## مواقع خارجية
- أرثوذكس ويكي.
- الموسوعة العربية المسيحية.
- الكنائس المسيحية الشرقية.
- الكنائس الكاثوليكية الشرقية.